# Freiburg im Üechtland

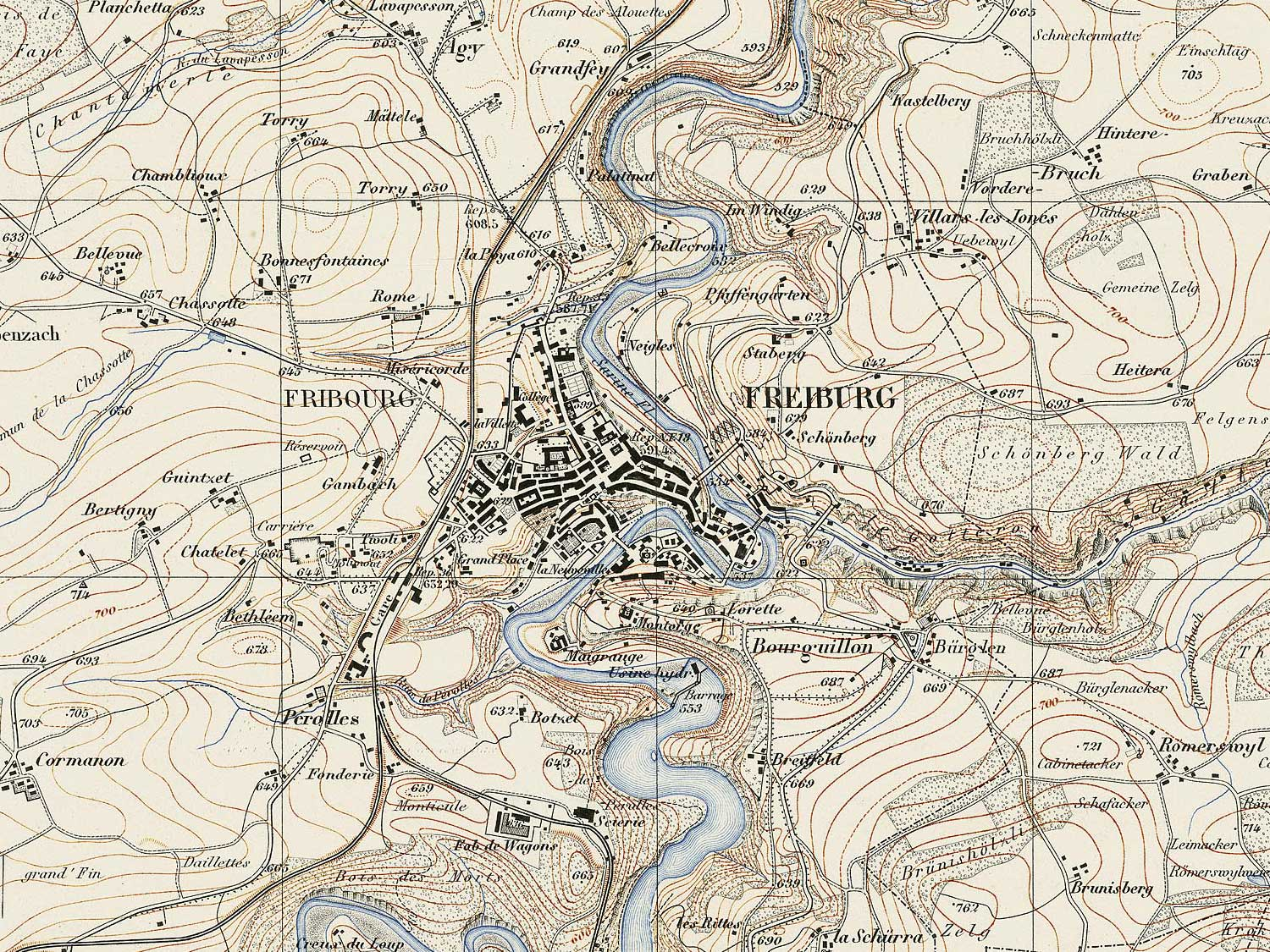
Freiburg und Umgebung im Siegfriedatlas (1874)

Luftbild von Werner Friedli von 1949

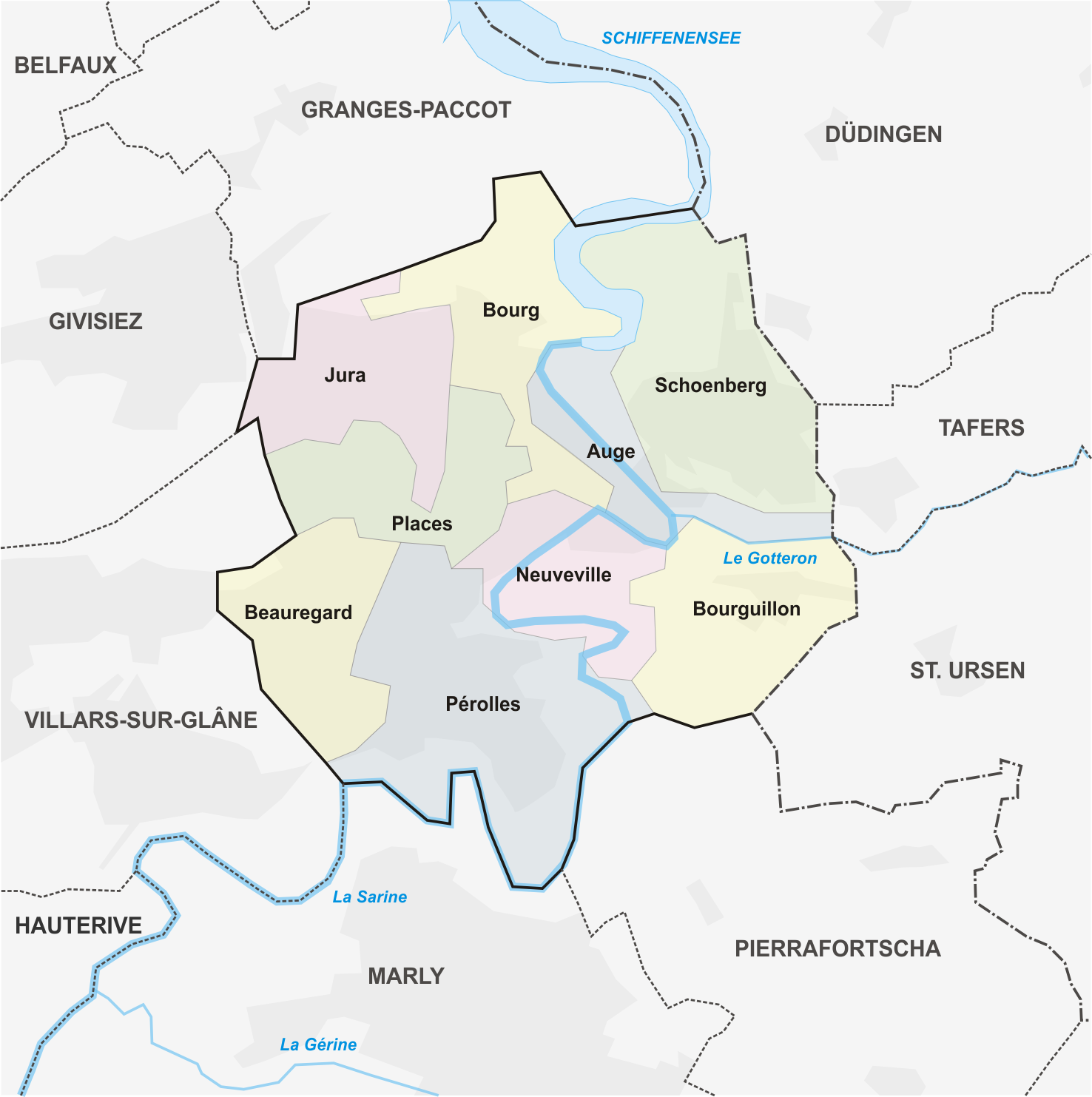
Frühere neun Quartiere von Freiburg, heute werden zwölf geführt.

Freiburg (französisch Fribourg [fʀibuːʀ], italienisch Friburgo, Friborgo, rätoromanisch Friburg, schweizerdeutsch Frybùrg [ˈfribʊrg], im regionalen Senslerdeutsch daneben auch Fryberg [ˈfribərg] oder Frübùrg [ˈfrybʊrg], frankoprovenzalisch Fribouaⓘ [friˈbwa]) ist der Hauptort des gleichnamigen Kantons und des Saanebezirks.
Zur Unterscheidung z. B. vom deutschen Freiburg im Breisgau kann der Zusatz im Üechtland (kurz i. Ü. oder i. Üe.;  ausgesprochen [ˈyəçtland]) oder (Schweiz) verwendet werden. Das Üechtland oder Üchtland ist eine ehemalige Landschaft zwischen Arconciel und Bern.
Freiburg gehört mit zurzeit annähernd 40'000 Einwohnern nach Genf, Lausanne, Biel/Bienne und Neuenburg zu den grösseren Städten der französischsprachigen Schweiz.
Freiburg, beidseits der Saane im Schweizer Mittelland gelegen, ist ein wichtiges Wirtschafts-, Verwaltungs- und Bildungszentrum mit zweisprachiger Universität an der Kulturgrenze zwischen deutsch- und französischsprachiger Schweiz. Die gut erhaltene Altstadt liegt auf einem schmalen Felssporn über dem Tal der Saane und in deren schmaler Schwemmebene.

## Geographie
Die Altstadt von Freiburg liegt auf 581 m ü. M., 28 km südwestlich von Bern (Luftlinie). Die Stadt erstreckt sich auf dem Plateau beidseits der Saane (französisch Sarine), deren Flussbett hier tief in die Molassesandsteinschichten eingeschnitten ist, im Schweizer Mittelland. Die Altstadt befindet sich auf einem nur gut 100 Meter breiten Mäandersporn westlich der Saane, rund 40 m über dem Talboden des Flusses. Die meisten Stadtquartiere liegen auf dem Hochplateau auf durchschnittlich 620 m ü. M. und auf den angrenzenden Hügeln, während der Talboden der Saane nur gerade im Bereich des Altstadtmäanders, der früher ärmlichen Unterstadt, bewohnt ist. Der tiefste Punkt der Stadt liegt auf 525 m ü. M. im Gebiet Windig.
Die Fläche des mit 9,3 Quadratkilometern für eine Stadt relativ eingeschränkten Gemeindegebiets umfasst einen Abschnitt des Molasseplateaus im Freiburger Mittelland. Von Süden nach Norden wird das Gebiet vom stark gewundenen Lauf der Saane durchquert, die sich durch Erosion bis zu 100 Meter tief in das Plateau eingeschnitten hat. Der Talboden ist im Allgemeinen 200 bis maximal 500 Meter breit. Südlich der Stadt befindet sich der 1872 gestaute Pérolles-See mit der ältesten Gewichtsstaumauer Europas. Rund einen Kilometer nördlich der Altstadt beginnt bereits der Aufstau des Schiffenensees. Bei den Stauseen nimmt die Saane jeweils fast die ganze zur Verfügung stehende Breite des Talbodens ein.
Auf beiden Seiten wird der flache Talboden durch weitgehend bewaldete und teils mit Sandsteinfluhen durchzogene Steilhänge flankiert. Daran schliesst im Westen das Hochplateau von Freiburg an (610 bis 630 m), das wiederum von den Molassehügeln von Chamblioux (681 m) und Le Guintzet (690 m) begrenzt wird. Östlich der Saane reicht der Gemeindeboden auf die Höhen des Schönbergs (französisch Schœnberg), der mit 702 m ü. M. den höchsten Punkt des Stadtgebietes darstellt, und Bürglen (französisch Bourguillon; bis 700 m). Dazwischen befindet sich der ebenfalls in das Plateau eingetiefte Graben der Galtera (französisch Gottéron), die im Bereich des Altstadtmäanders in die Saane mündet. Von der Gemeindefläche entfielen 1997 61 % auf Siedlungen, 18 % auf Wald und Gehölze, 14 % auf Landwirtschaft, und etwas weniger als 7 % war unproduktives Land.
Zur politischen Gemeinde Freiburg gehören der ehemalige Weiler Bürglen (655 m) auf dem Plateau südlich des Galterngrabens sowie ein Teil des Quartiers Schönberg (bis 700 m) an der östlichen Stadtgrenze nördlich des Galterngrabens; der grössere Teil liegt bereits auf dem Gemeindegebiet von Tafers. Nachbargemeinden von Freiburg sind im Osten Düdingen und Tafers, im Südosten St. Ursen und Pierrafortscha, im Süden Marly, im Westen Villars-sur-Glâne und Givisiez und im Norden Granges-Paccot.

### Stadtquartiere
Die Stadt Freiburg unterscheidet zwölf Quartiere vom historischen Stadtkern bis zu den Stadtgrenzen. Das Bundesamt für Statistik BFS führt aktuell ebenfalls zwölf Quartiere.
| deutschsprachiger Name | französischsprachiger Name | GMDEQNR | Fläche (ha) |
| ---------------------- | -------------------------- | ------- | ----------- |
| Burg                   | Bourg                      | 2196001 | 23          |
| Au                     | Auge                       | 2196002 | 53          |
| Neustadt               | Neuveville                 | 2196003 | 63          |
| Plätze                 | Places                     | 2196004 | 21          |
| Alt                    | Alt                        | 2196005 | 20          |
| Palatinat              | Palatinat                  | 2196006 | 63          |
| Schönberg              | Schoenberg                 | 2196007 | 167         |
| Bürglen                | Bourguillon                | 2196008 | 107         |
| Pérolles               | Pérolles                   | 2196009 | 175         |
| Beaumont-Vignettaz     | Beaumont-Vignettaz         | 2196010 | 78          |
| Gambach                | Guintzet                   | 2196011 | 56          |
| Jura-Torry             | Jura-Torry                 | 2196012 | 104         |

### Agglomeration Freiburg
Die Stadt Freiburg bildet seit Juni 2008 gemeinsam mit 9 anderen Gemeinden (Avry, Belfaux, Corminboeuf, Düdingen, Givisiez, Granges-Paccot, Marly, Matran und Villars-sur-Glâne) die Agglomeration Freiburg (agglo). 2016 gehörten 84'347 Einwohner zur Agglomeration, 2023 waren dies 86’455. Interkommunale Zusammenarbeit erfolgt in folgenden Bereichen: Raumplanung, Mobilität, Umweltschutz, Wirtschaftsförderung, Tourismusförderung und Förderung kultureller Aktivitäten. Geleitet wird sie von einem 12-köpfigen Agglomerationsvorstand, ein Agglomerarionsrat mit höchstens 59 Vertretern der Mitgliedergemeinden bildet die Legislative. Die Institutionen sind zweisprachig und in den Bereichen Raumplanung und Kultur existieren mehrere Beratungsgremien.

### Klima
Für die Normalperiode 1991–2020 beträgt die Jahresmitteltemperatur 9,1 °C, wobei im Januar mit 0,4 °C die kältesten und im Juli mit 18,5 °C die wärmsten Monatsmitteltemperaturen gemessen werden. Im Mittel sind hier rund 95 Frosttage und 20 Eistage zu erwarten. Sommertage gibt es im Jahresmittel rund 39, während normalerweise fünf bis sechs Hitzetage zu verzeichnen sind.
Die Messstation des Bundesamtes für Meteorologie und Klimatologie (MeteoSchweiz) liegt im Vorort Hauterive FR auf einer Höhe von 651 m ü. M., ca. 5 km südsüdwestlich des Stadtzentrums (Luftlinie).
|                        | Jan  | Feb  | Mär | Apr  | Mai  | Jun  | Jul  | Aug  | Sep  | Okt  | Nov | Dez  |   |       |
| Mittl. Temperatur (°C) | 0,4  | 1,2  | 5,1 | 8,6  | 12,8 | 16,5 | 18,5 | 18,1 | 13,7 | 9,4  | 4,3 | 1,1  | ⌀ | 9,2   |
| Mittl. Tagesmax. (°C)  | 3,5  | 5,2  | 9,8 | 13,7 | 18,0 | 21,7 | 24,0 | 23,6 | 18,9 | 13,7 | 7,6 | 4,0  | ⌀ | 13,7  |
| Mittl. Tagesmin. (°C)  | −2,6 | −2,5 | 0,5 | 3,2  | 7,5  | 11,2 | 13,0 | 12,7 | 9,1  | 5,6  | 1,3 | −1,8 | ⌀ | 4,8   |
|                        |      |      |     |      |      |      |      |      |      |      |     |      |   |       |
| Niederschlag (mm)      | 50   | 50   | 60  | 75   | 108  | 101  | 106  | 106  | 83   | 87   | 72  | 65   | Σ | 963   |
|                        |      |      |     |      |      |      |      |      |      |      |     |      |   |       |
| Regentage (d)          | 9,2  | 8,4  | 9,6 | 9,7  | 12,4 | 11,4 | 10,3 | 10,6 | 8,7  | 10,0 | 9,9 | 10,3 | Σ | 120,5 |
|                        |      |      |     |      |      |      |      |      |      |      |     |      |   |       |
| Luftfeuchtigkeit (%)   | 84   | 79   | 72  | 71   | 73   | 72   | 70   | 72   | 78   | 83   | 85  | 85   | ⌀ | 77    |

| −2,6 |

| −2,5 |

| 0,5 |

| 3,2 |

| 7,5 |

| 11,2 |

| 13,0 |

| 12,7 |

| 9,1 |

| 5,6 |

| 1,3 |

| −1,8 |

| −2,6 |

| −2,5 |

| 0,5 |

| 3,2 |

| 7,5 |

| 11,2 |

| 13,0 |

| 12,7 |

| 9,1 |

| 5,6 |

| 1,3 |

| −1,8 |

## Bevölkerung

### Einwohner
Mit 38'660 Einwohnern (ständige Wohnbevölkerung am 31. Dezember 2023) ist Freiburg die grösste Stadt des Kantons Freiburg. Rund 29 % davon sind Ausländer. Besonders zu Beginn des 20. Jahrhunderts sowie von 1930 bis 1970 stieg die Bevölkerungszahl von Freiburg markant an. Der Höchststand wurde 1974 mit rund 42'000 Einwohnern erreicht. Danach wurde ein Bevölkerungsrückgang von rund 14 % verzeichnet, der jedoch gestoppt werden konnte. Heute hat die Agglomeration Freiburg wegen des Zuzugs von Familien aus den teuren Wohngemeinden der Metropolregion Genf-Lausanne eine der jüngsten Bevölkerungen der Schweiz.
Die Agglomeration wird durch das Bundesamt für Statistik (BFS) auf rund 100'000 Einwohner beziffert (2008). Der engere Grossraum/Wirtschaftsraum Freiburg zählt ungefähr 75'000 Einwohner (2015). Zu diesem gehören neben der Stadt Freiburg die Gemeinden Avry, Belfaux, Corminboeuf, Givisiez, Granges-Paccot, Marly, Matran und Villars-sur-Glâne.
Die Siedlungsgebiete der Kommunen Freiburg, Villars-sur-Glâne, Givisiez und Granges-Paccot sind mittlerweile weitgehend zusammengewachsen. Direkt am östlichen Stadtrand befinden sich der zu Tafers gehörende Ortsteil Klein-Schönberg (französisch Petit-Schoenberg) und der zu Düdingen gehörende Weiler Uebewil (französisch Villars-les-Joncs). Dieses geschlossene Siedlungsgebiet zählt rund 60'000 Einwohner (2015). Neue Wohngebiete entstanden seit den 1950er-Jahren vor allem im Westen der Stadt (Beaumont, Jura, Torry) sowie in den Stadtteilen Bellevue und Schönberg östlich des Saanegrabens. Teils wurden ausgedehnte Wohnblockquartiere, teils auch Einfamilienhausquartiere wie um die Hügel von Chamblioux und Le Guintzet sowie am oberen Schönberg geschaffen.
| Stadt Freiburg – Bevölkerungsentwicklung | Stadt Freiburg – Bevölkerungsentwicklung | Stadt Freiburg – Bevölkerungsentwicklung | Stadt Freiburg – Bevölkerungsentwicklung | Stadt Freiburg – Bevölkerungsentwicklung | Stadt Freiburg – Bevölkerungsentwicklung | Stadt Freiburg – Bevölkerungsentwicklung | Stadt Freiburg – Bevölkerungsentwicklung | Stadt Freiburg – Bevölkerungsentwicklung | Stadt Freiburg – Bevölkerungsentwicklung | Stadt Freiburg – Bevölkerungsentwicklung | Stadt Freiburg – Bevölkerungsentwicklung | Stadt Freiburg – Bevölkerungsentwicklung | Stadt Freiburg – Bevölkerungsentwicklung | Stadt Freiburg – Bevölkerungsentwicklung | Stadt Freiburg – Bevölkerungsentwicklung | Stadt Freiburg – Bevölkerungsentwicklung |
| ---------------------------------------- | ---------------------------------------- | ---------------------------------------- | ---------------------------------------- | ---------------------------------------- | ---------------------------------------- | ---------------------------------------- | ---------------------------------------- | ---------------------------------------- | ---------------------------------------- | ---------------------------------------- | ---------------------------------------- | ---------------------------------------- | ---------------------------------------- | ---------------------------------------- | ---------------------------------------- | ---------------------------------------- |
| Jahr                                     | 1450                                     | 1798                                     | 1850                                     | 1870                                     | 1888                                     | 1900                                     | 1910                                     | 1930                                     | 1950                                     | 1960                                     | 1970                                     | 1980                                     | 1990                                     | 2000                                     | 2010                                     | 2016                                     |
| Einwohner                                | 6000                                     | 5117                                     | 9065                                     | 10'581                                   | 12'195                                   | 15'794                                   | 20'293                                   | 21'557                                   | 29'005                                   | 32'583                                   | 39'695                                   | 37'400                                   | 36'355                                   | 34'897                                   | 35'547                                   | 38'829                                   |
| Anteil deutschsprachig (ab 1888)         | Anteil deutschsprachig (ab 1888)         | Anteil deutschsprachig (ab 1888)         | Anteil deutschsprachig (ab 1888)         | Anteil deutschsprachig (ab 1888)         | 37,1 %                                   | 35,4 %                                   | 33,0 %                                   | 33,3 %                                   | 33,2 %                                   |                                          | 28,0 %                                   |                                          | 22,8 %                                   | 21,2 %                                   |                                          |                                          |

### Sprachen

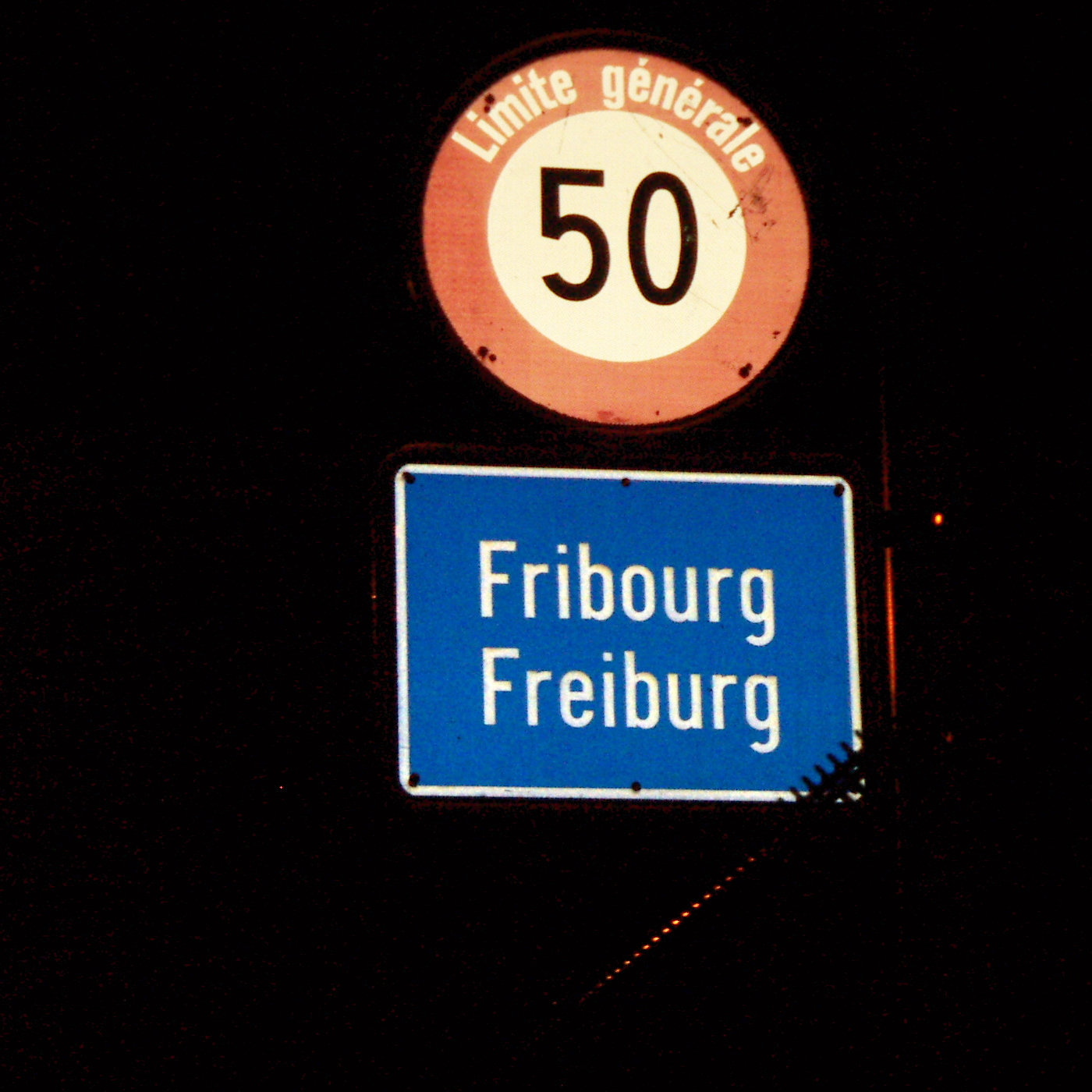
Ortsschild Fribourg Freiburg

Von den Bewohnern im Jahr 2016 sprachen 68,6 % (63,3 %) Französisch und 27,4 % (21,2 %) Deutsch. 21 % sprechen zudem eine ausländische Erstsprache, davon Albanisch, Englisch, Bosnisch/Kroatisch/Serbisch und vor allem Portugiesisch (die Zahlen beziehen sich auf die ständige Wohnbevölkerung im Kanton Freiburg und für die Stadt Freiburg auf das Jahr 2000 mit Angabe in Klammern). An der Universität ist das Sprachenverhältnis zwischen Deutsch- und Französischsprachigen ausgeglichen, hinzu kommen mehrere Hundert Studierende aus der italienischsprachigen Schweiz und zahlreiche internationale Gaststudierende.
Die Stadt Freiburg gilt, anders als der offiziell zweisprachige Kanton Freiburg, politisch als französischsprachige Gemeinde mit bedeutender deutschsprachiger Minderheit. Seit vielen Jahren bemühen sich deutschsprachige Bewohner von Stadt und Kanton darum, dass die Gemeinde Freiburg offiziell zweisprachig wird. Begehren in diese Richtung wurden vom Gemeinderat bisher zurückgewiesen.
Im Kontakt mit Behörden kann jedoch sowohl auf Französisch als auch auf Deutsch kommuniziert werden. Ebenso können Schulen in beiden Sprachen besucht werden. Im Jahre 2008 wurde von einigen Stadtparlamentariern ein «Forum Sprachen» initiiert, das den Austausch und die Annäherung zwischen den Sprachen fördern soll. 2013 wurde der Bahnhof offiziell mit «Fribourg/Freiburg» beschriftet und wird so künftig in allen Fahrplänen und Tarifen erscheinen. Anders als Biel/Bienne, das offiziell als zweisprachig gilt, befindet sich Freiburg noch in einem Entwicklungsprozess, was die Sprachenfrage betrifft.
Freiburg lag stets an der Sprachgrenze, dem sogenannten «Röstigraben», doch war die deutsche Sprache zur Zeit der Stadtgründung im 12. Jahrhundert vorherrschend. Obwohl Deutsch bis vor 1798 die Amtssprache in der Stadt war und reiche Familien ihre Namen eindeutschten – aus Bourquinet wurde Burgknecht, aus Cugniet wurde Weck, aus Dupasquier wurde Von der Weid – gewann das Französische allmählich an Einfluss. Mit neuen Betrieben wurde ein Anziehungspunkt für französischsprachige Arbeiter geschaffen. Seit den politischen Umwälzungen Ende des 18. Jahrhunderts und zu Beginn des 19. Jahrhunderts wurden die deutschsprachigen Bewohner in die Minderheit gedrängt und während einiger Zeit diskriminiert. In der Unterstadt (Basse-Ville), wo einst die arme Bevölkerung lebte, gab es früher eine deutsch-französische Mischsprache, das Bolz. Der Assimilationsdruck war hoch und nicht selten mit starken Minderwertigkeitsgefühlen verbunden. Die wenigen wirtschaftlich erfolgreichen Aufsteiger, wie beispielsweise der Rennfahrer Jo Siffert, waren fast vollständig akkulturiert.
Gegen den Willen der Einwohner wurde 1848 das 147-Seelendorf Tafers zum Bezirkshauptort erhoben, was Freiburgs Deutschsprachige politisch und kulturell schwächte, da sie nunmehr von ihrem wichtigsten Zuzugsgebiet getrennt waren. Genaue Zahlen über die Sprachenverhältnisse liegen erst seit 1888 vor. Damals gaben rund 37 % der Stadtbevölkerung Deutsch als Muttersprache an. Ab 1909 konnten deutschsprachige Lehrer in Altenryf nahe Freiburg ausgebildet werden, zuvor mussten sie dazu nach Zug und Rickenbach übersiedeln. Besonders seit 1950 ist der Anteil der Deutschsprechenden durch den Zuzug aus der französischsprachigen ländlichen Gegend westlich und südlich von Freiburg stark zurückgegangen. Die Stadt dehnte sich dabei vor allem gegen Westen hin aus. Trotzdem werden aber seit Mitte des 20. Jahrhunderts Anstrengungen unternommen, die Zweisprachigkeit zu erhalten. 1968 veröffentlichte das Freiburger Institut eine Charta für den Sprachfrieden.

### Religionen
Die Bevölkerung ist überwiegend römisch-katholisch. Freiburg ist Sitz des Bistums Lausanne, Genf und Freiburg. Im Jahr 2000 waren 69 % der Bewohner Katholiken, 9 % Protestanten, 14 % gehörten anderen Glaubensrichtungen an, und 8 % waren konfessionslos. Die Stadt verblieb während der Reformation beim katholischen Glauben und bildete bis ins 20. Jahrhundert hinein ein politisches und geistiges Zentrum des Schweizer Katholizismus, das international stark vernetzt war. Die Stadt weist eine überdurchschnittlich hohe Dichte an Kirchen und Klöstern auf, und seit 1613 ist Freiburg Bischofssitz. So gab es und gibt es zum Teil bis heute neben den grossen Orden auch Niederlassungen der Väter vom Heiligen Sakrament, der Redemptoristen, Karmeliten, Salvatorianer, Salesianer, Pallottiner, Marianhiller, Weissen Väter, Kleinen Brüder vom Evangelium, Marianisten, Lazaristen, Gesellschaft vom Göttlichen Wort, der Missionare von Bethlehem, der Kanisiusschwestern, der Filles de la charité de Saint-Vincent-de-Paul, Schwestern von der Göttlichen Vorsehung, oder zum Beispiel der ingenbohlschwestern. Freiburg war Schaltzentrale und Zufluchtsort für Katholisch-Konservative aus ganz Europa (zum Beispiel die Union de Fribourg, Pax Romana). Angehörige der polnischen und litauischen Oberschicht kamen im Zuge der Polnischen Teilungen und im Zweiten Weltkrieg zahlreich in die Stadt, die sich der Ausbildung einer katholischen Elite verschrieben hatte. Von 1942 bis 1946 gab es eine Exil-Universität für polnische Internierte im Foyer Saint-Louis.
In und rund um Freiburg entstand ab 1825 ein regelrechter Archipel katholischer Internate, hauptsächlich für Mädchen. Diese Institute florierten wegen der staatlich verordneten Schliessung der Jesuitenschulen in Frankreich. Die Jungen- und Mädchenpensionate, die es von Givisiez, am Nordeingang der Stadt (La Chassotte), bis nach Estavayer-le-Lac (ab 1836) und Montagny-la-Ville gab, stehen heute grösstenteils leer oder wurden, wie im Fall der Villa Saint-Jean (1981), abgerissen. Zum katholischen Freiburg gehörten auch Sozialwerke wie die Villa Beausite, Landwirtschaftsinstitute, Druckereien und die im Kirchenbesitz befindlichen katholischen Zeitungen La Liberté und Freiburger Nachrichten, sowie die im Kulturkampf gegründete Organisation Schweizerischer Katholischer Presseverein. Weiter gab es in Freiburg ab 1874 den einflussreichen Cercle catholique der ultramontanen Konservativen und ab 1917 die Katholische internationale Presseagentur. Der Einfluss der Kirche ist stark zurückgegangen; gaben 1970 im Kanton Freiburg nur 403 Personen an, konfessionslos zu sein, stieg diese Zahl auf 41'200 im Jahr 2015. Mitverantwortlich für diesen Rückgang sind auch zahlreiche Fälle von Kindsmissbrauch im katholischen Kinderheim Institut Marini in Montet, die für die Jahre 1929 bis 1955 dokumentiert sind.

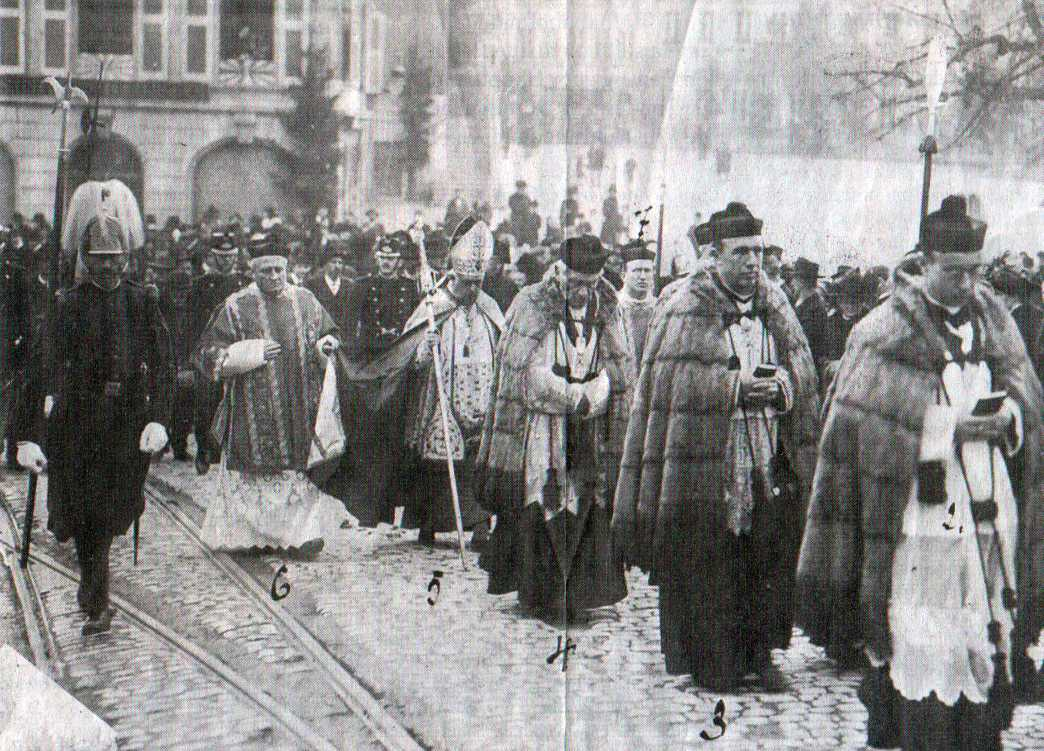
Heute seltenes katholisches Leben im öffentlichen Raum: im Vordergrund Chorherren in ihren Almutien bei der Weihe von Bischof André Bovet, 1912

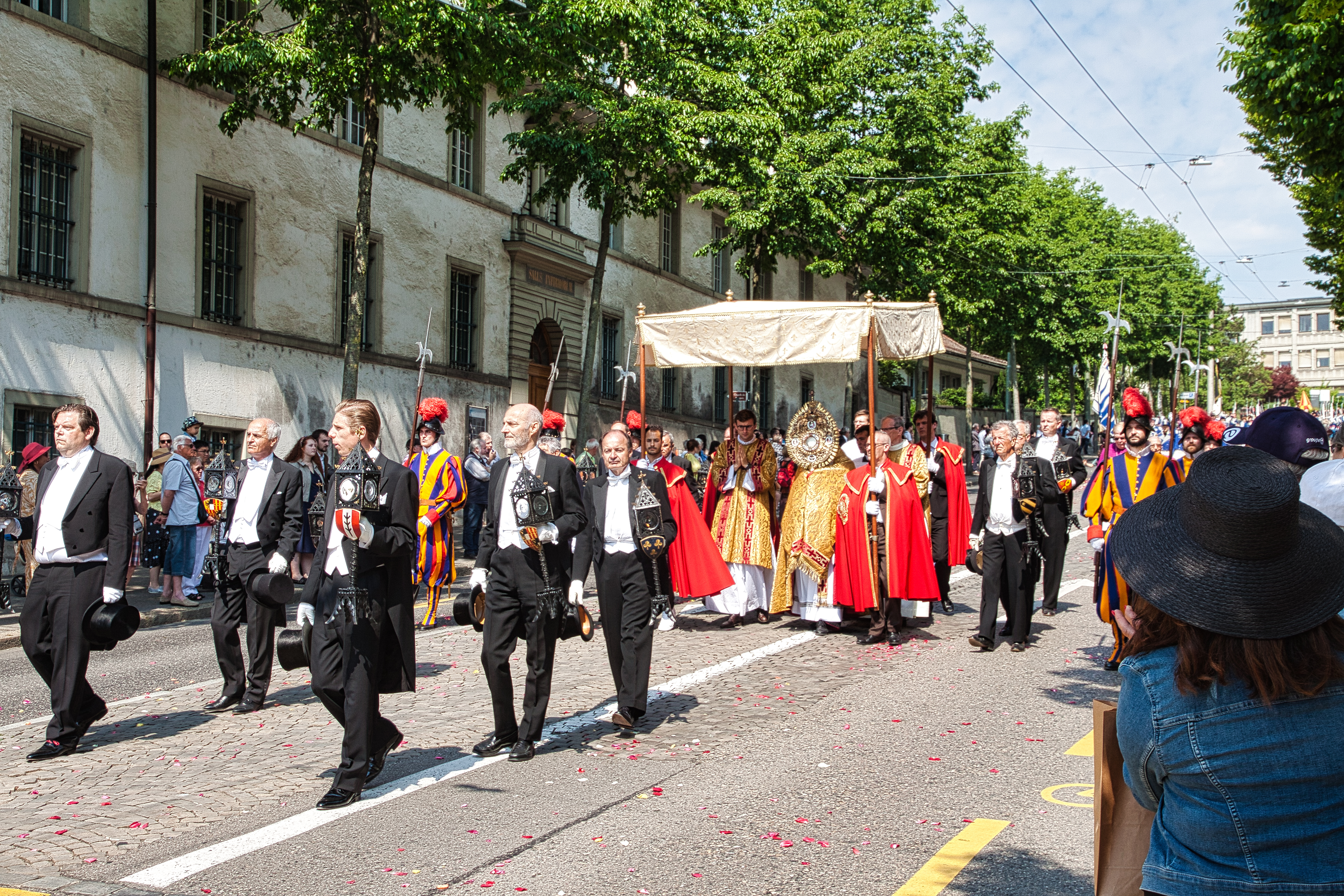
Die Konzelebranten unter dem Baldachin, begleitet von Vertretern der Sakramentsbruderschaft und ehemaligen Schweizergardisten an der Fronleichnamsprozession 2023

Die evangelisch-reformierte Gemeinde wurde 1836 gegründet, deren erster Pfarrer Wilhelm Legrand war, bekam aber erst 1875 ein eigenes Kirchgebäude, das sich am Eingang der Altstadt befindet. Die ursprünglich privatrechtlich organisierte Gemeinde gehört seit 1854 der Evangelisch-reformierten Kirche des Kantons Freiburg an. Die Gottesdienste werden getrennt in beiden Sprachen durchgeführt, andere Aktivitäten sind zweisprachig. Viele Initiativen für die Stadtentwicklung gingen von den Protestanten aus, so zum Beispiel die Gründung des Daler Spitals durch den Kaufmann Jules Daler. Daneben sind heute auch mehrere protestantische Freikirchen in Freiburg tätig.
Die christlich-orthodoxe Gemeinde verfügt über eine Kirche im Hinterhof des Redaktionsgebäudes der Zeitung La Liberté am Boulevard de Pérolles. Die Gemeinde gehört zur Metropolie Schweiz des Ökumenischen Patriarchats von Konstantinopel. Zurzeit leben auch zahlreiche eritreisch-orthodoxe Christen in der Stadt.
Nachdem es Juden nach den Pogromen der Frühen Neuzeit jahrhundertelang verboten gewesen war, sich in Freiburg niederzulassen, wurde 1895 von Zuwanderern aus dem Surbtal und Elsass eine neue jüdische Gemeinde (Communauté israélite de Fribourg, CIF) gegründet, die bis heute besteht und seit 1904 ihre heutige Synagoge besitzt. 2006 hatte die Gemeinde 62 Mitglieder. Sie ist eine der kleinsten Gemeinden der Schweiz und gehört dem Schweizerischen Israelitischen Gemeindebund an. Die Gemeinde ist orthodox im Rahmen des Möglichen und hat einen regelmässigen Minjan, sie verfügt jedoch über keinen eigenen Rabbiner oder Chasan.
Zudem gibt es eine muslimische Gemeinde (Association des Musulmans de Fribourg, AMF) und einen alevitischen Verein.

### Friedhof Saint-Léonard
Der Friedhof Saint-Léonard wurde von 1901 bis 1903 nach Plänen des Architekten Isaac Fraisse angelegt. Aus dieser Zeit stammen die Sektoren 1 und 2. Eine erste Erweiterung nach dem Muster eines Waldfriedhofs erfolgte 1923 nach Plänen des Landschaftsarchitekten Adolf Vivell. Die zweite Erweiterung von 1972 gab dem Friedhof die heutige Gestalt. Der Friedhof Saint-Léonard umfasst Teile für die katholische, protestantische, jüdische und orthodoxe Religionsgemeinschaft. Hier sind bekannte Persönlichkeiten begraben, zum Beispiel Jules Daler, Athénaïs und ihr Bruder Gustave Clément, Bruno Baeriswyl, Jean Crotti oder Armand Niquille. Der Friedhof zählt zu den Kulturgütern von regionaler Bedeutung.

## Politik

### Legislative
| Partei  | 2021 | 2016 | 2011 | 2006 |
| ------- | ---- | ---- | ---- | ---- |
| SP      | 23   | 30   | 24   | 22   |
| Grüne   | 21   | 8    | 10   | 9    |
| CVP     | 14   | 15   | 17   | 23   |
| FDP     | 8    | 10   | 10   | 8    |
| SVP     | 6    | 9    | 8    | 9    |
| CSP     | 7    | 5    | 6    | 7    |
| glp     | CVP  | 1    | 1    | –    |
| Diverse | 1    | 2    | 2    | 2    |
| Total   | 80   | 80   | 80   | 80   |

Gesetzgebende Behörde ist der von den Stimmberechtigten der Gemeinde Freiburg alle fünf Jahre gewählte Generalrat (conseil général). Die 80 Abgeordneten werden im Proporzwahlverfahren gewählt. Die Aufgaben des Generalrates umfassen die Budget- und Rechnungsabnahme, die Festlegung der Gemeindereglemente und die Kontrolle der Exekutive.

### Exekutive
Ausführende Behörde ist der Gemeinderat (conseil communal). Er besteht aus fünf Mitgliedern und wird vom Volk im Proporz-Wahlverfahren gewählt. Die Zahl der Mitglieder wurde 2001 von neun auf fünf verkleinert. Die Amtsdauer beträgt fünf Jahre. Der Gemeinderat ist für die Vollstreckung der Beschlüsse des Generalrates, für die Ausführung der Gesetzgebung von Bund und Kanton sowie für die Repräsentation und Führung der Gemeinde zuständig. Der Stadtammann (Syndic) verfügt über erweiterte Kompetenzen. Er leitet die Sitzungen des Gemeinderates.
Die fünf amtierenden Gemeinderäte sind (Legislaturperiode 2021–2026):
- Thierry Steiert (SP): Stadtammann (Syndic)
- Laurent Dietrich (CVP): Vize-Stadtammann (Vice-Syndic)
- Pierre Olivier Nobs (CSP)
- Andrea Burgener Woeffray (SP)
- Mirjam Ballmer (Grüne)

### Nationalratswahlen
Bei den Schweizer Parlamentswahlen 2019 betrugen die Wähleranteile in Freiburg: SP 29.45 % (Hauptliste 22.88 % + vier Jugend- und Diversitätslisten 1.74/1.36/0.48 %, Juso 2.99 %), GPS 20.85 %, CVP 15.50 % (Hauptliste 12.40 % + vier Jugendlisten 1.36/0.31/0.69/0.74 %), SVP 9.65 % (Hauptliste 9.27 % + eine Jugendliste 0.38 %), FDP 9.13 % (Hauptliste 8.50 % + eine Jugendliste 0.63 %), CSP 5.61 %, GLP 5.54 % (Hauptliste 3.88 % + eine Jugendliste 1.66 %), EVP 0.48%, BDP 0.36 %, EDU 0.30 %. Auf vier weitere Listen entfielen insgesamt 3,14 %. Die Wahlbeteiligung lag bei 46,59 %.

### Gemeindefusion
Für die Beratung einer möglichen Gemeindefusion unter dem Projektnamen Grand Fribourg Grossfreiburg wurde 2017 eine Konstituierende Versammlung einberufen. Die Aufgabe der Delegierten ist es, gemeinsam die Umrisse der künftigen Gemeinde im Rahmen einer Fusionsvereinbarung festzulegen.

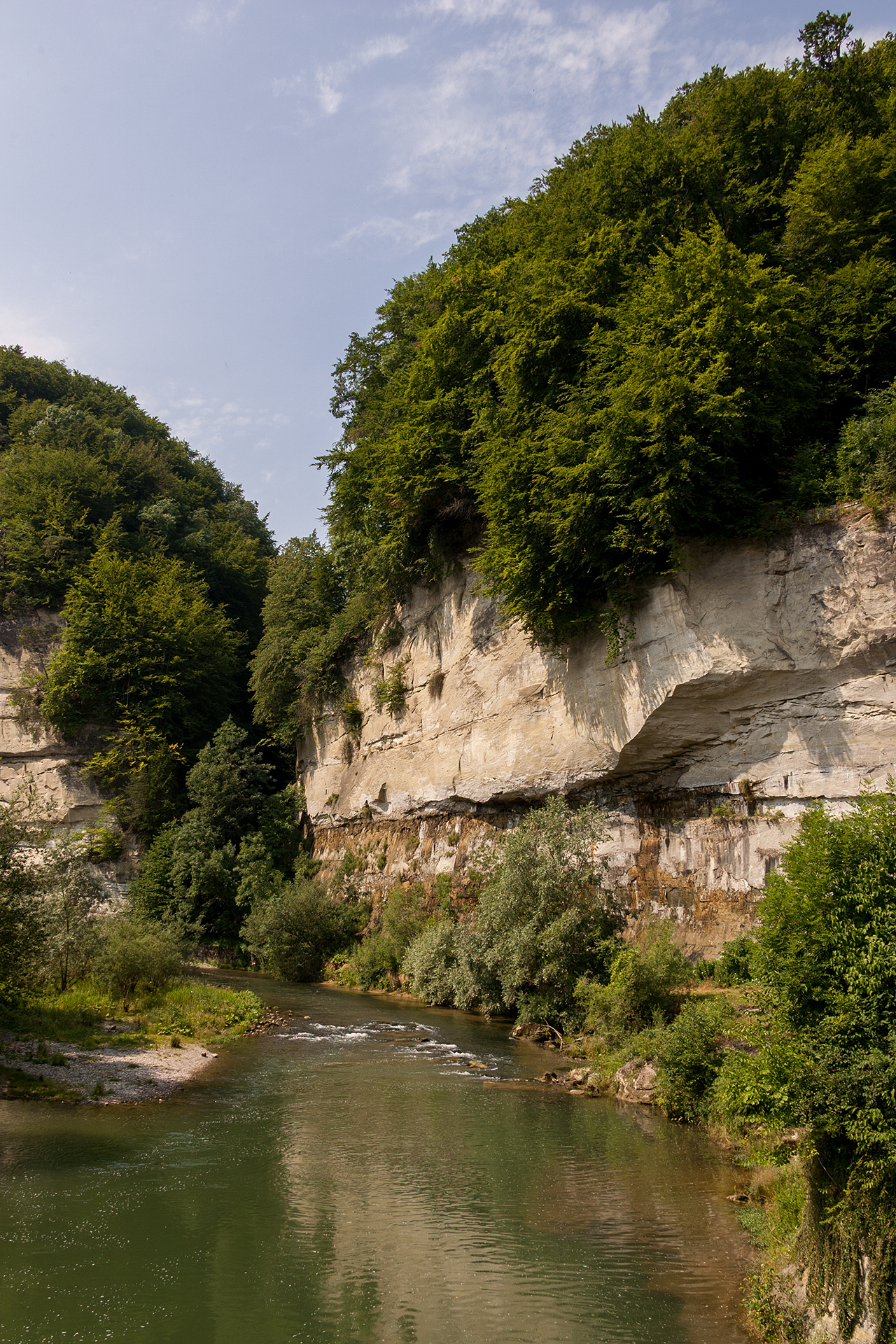
Saanetal mit Sandsteinfluhen bei Freiburg

## Wirtschaft

### Entwicklung von Gewerbe und Wirtschaft

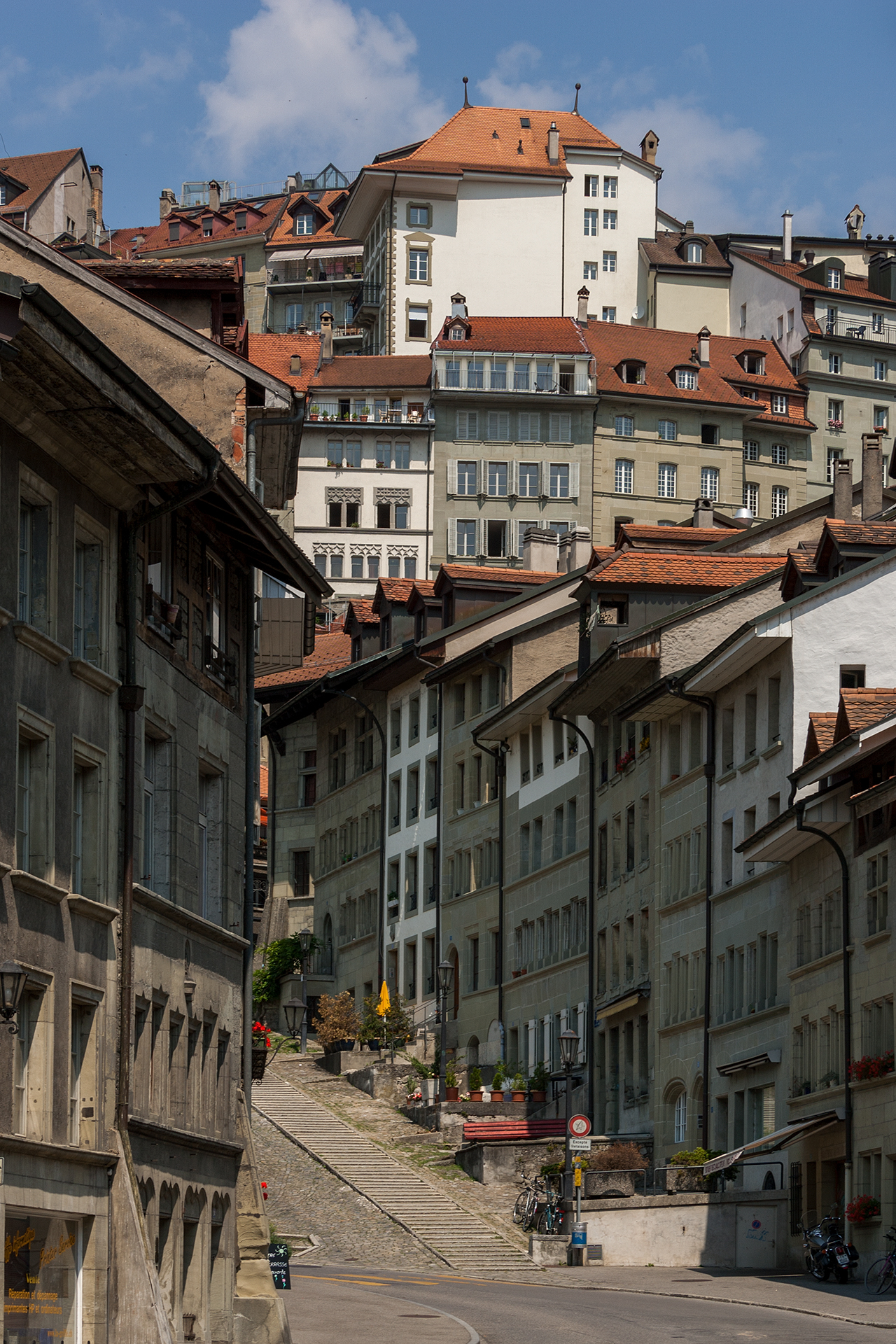
Neustadt

In Freiburg entwickelten sich bereits im 13. und 14. Jahrhundert verschiedene Gewerbezweige. Die zu dieser Zeit vorgenommenen Stadterweiterungen am östlichen Ufer der Saane weisen auf einen starken wirtschaftlichen Aufschwung hin. Vor allem im Galterntal wurde die Wasserkraft für den Betrieb von Mühlen, Sägen, Hammerschmieden, Walken und Stampfwerken benutzt. Auch entlang der Saane entstanden mit den Ortsteilen Au, Neustadt und Matten Gewerbequartiere. Diese «Unterstadt» (Basse-Ville) blieb bis in die neueste Zeit, als pittoreske Altbauten chic wurden, ein Arbeiterquartier, bis in die 1950er-Jahre hinein gar eine der ärmsten Regionen der Schweiz.
Zu einer eigentlichen wirtschaftlichen Blüte führten im 14. und 15. Jahrhundert die Gerberei und die Tuchmacherei, gestützt durch die damals in der Region weit verbreitete Schafzucht. Sie verhalfen Freiburg dank dem Warenhandel zur Bekanntheit in ganz Mitteleuropa. Der allmähliche Niedergang der Tuchherstellung begann in der zweiten Hälfte des 15. Jahrhunderts, als die Schafzucht immer mehr durch die Rinderzucht verdrängt wurde. Weitere Gründe für den Zusammenbruch der Tuchindustrie im 16. Jahrhundert liegen darin, dass die Zünfte (französisch Abbayes) den Übergang zu neuen Stoffen und Modeströmungen verweigerten und dass sich die Gesellschaftsstrukturen in der Stadt mit dem Aufkommen des Patriziats wandelten. Als weitere Ursache kam der Niedergang der Handelsmessen in Genf hinzu, so dass der Absatz der Waren behindert wurde.
In der Folgezeit war Freiburg durch das Kleingewerbe geprägt. Die Industrialisierung fasste erst nach der Anbindung an das schweizerische Eisenbahnnetz von den 1870er-Jahren an Fuss. Viele Unternehmensgründungen erfolgten durch protestantische Zuwanderer, da die katholische Stadtelite jeder Industrie abgeneigt war, weil sie die Entstehung eines linksorientierten Proletariats befürchtete. Nachdem der Pérolles-See 1872 aufgestaut worden war, konnte Energie auf das Pérolles-Plateau südlich der Stadt und westlich der Saane geliefert werden. So entstand auf diesem Plateau ein Industriegebiet, in dem zunächst eine Sägerei und eine Waggonfabrik dominierten. 1877 und 1883 wurden zwei Brauereien gegründet, die 1970 zur Sibra Holding AG fusionierten. Im Jahre 1901 kam auf dem Boden von Villars-sur-Glâne die Schokoladenfabrik Chocolat Villars hinzu. Diese liegt seit einer Gebietsabtretung 1906 im Stadtgebiet. Ab den 1960er-Jahren wurde die Limonade Sinalco produziert. Es dominierte die an die Landwirtschaft gebundene Lebensmittelindustrie, die im Kantonsgebiet auch Apfelsaft (Mosterei Düdingen) und Milchpulver (Epagny) produzierte. Im Einzelhandel unternahm die Familie Nordmann ab 1885 mehrere Initiativen zur Gründung von Kaufhäusern (Manor).
Im Lauf des 20. Jahrhunderts entwickelte sich das Plateau von Pérolles, das auch einen Bahnanschluss hatte, zum Industriequartier. Mit der Erschliessung neuer Industriezonen ausserhalb des Gemeindegebietes wurden von den 1970er-Jahren an verschiedene Branchen an den Stadtrand auf den Boden von Givisiez, Granges-Paccot und Villars-sur-Glâne verlegt. Die Industrie konnte hier einen grösseren Platz beanspruchen und erhielt eine bessere Strassenanbindung (Nähe zur Autobahn), während die frei gewordenen Flächen in Zentrumsnähe zu Wohn- und Einkaufszonen umgenutzt werden konnten.
Die Deponie La Pila etwas ausserhalb der Stadt wurde von 1952 bis 1973 zur Entsorgung genutzt und gehört heute zu den sechs grössten Altlasten der Schweiz. Weil PCB in die Saane fliesst, soll die Deponie ab 2022 saniert werden.

### Situation heute

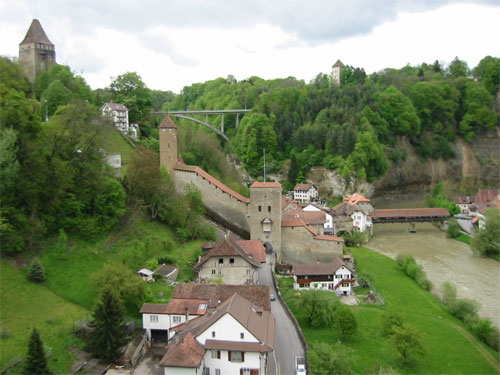
Blick auf die Saane, die Galternbach-Brücke im Hintergrund

Heute bietet Freiburg rund 25'000 Arbeitsplätze an. Mit 0,6 % der Erwerbstätigen, die noch im primären Sektor beschäftigt sind, hat die Landwirtschaft nur noch einen minimalen Stellenwert in der Erwerbsstruktur der Bevölkerung. Sie konzentriert sich heute auf Milchwirtschaft, Viehzucht und etwas Ackerbau. Etwa 17 % der Erwerbstätigen sind im industriellen und gewerblichen Sektor tätig, während der Dienstleistungssektor rund 82 % der Arbeitskräfte auf sich vereinigt (Stand 2001).
Freiburg weist einen starken Zupendlerüberschuss auf und ist ein regionaler Anziehungspunkt für Bewohner im weitgehend landwirtschaftlich dominierten Umland sowie aus Bern und Lausanne. Die in Freiburg ansässige Industrie hat sich heute auf die Branchen Nahrungs- und Genussmittel, Pharmazeutik, Metall- und Maschinenbau sowie auf Elektrotechnik, Elektronik und Mikrotechnologie spezialisiert. Zudem ist auch das Baugewerbe stark vertreten. Hingegen gehört die Brauerei Cardinal unterdessen dem dänischen Konzern Carlsberg, der das Cardinal-Bier in Rheinfelden brauen lässt. Die Anlagen der Brauerei wurden weitgehend demontiert. Derzeit findet eine Übergangsnutzung durch Kulturräume und den Innovationsförderer Blue Factory statt.
Die grösste Zahl der Arbeitnehmer ist im Dienstleistungsbereich tätig, davon wiederum ein grosser Teil in den Öffentlichen Diensten (SBB, TPF, Groupe E, Post, Stadt und Kanton). Weitere wichtige Sektoren sind das Bildungswesen mit der Universität, Filialen von Banken und Versicherungen mit dem Hauptsitz der Freiburger Kantonalbank, der Detailhandel, die Tourismus- und Gastronomiebranche (z. B. Villars Holding) sowie das Gesundheitswesen. Wegen der Lage an der Sprachgrenze haben verschiedene Callcenter Freiburg als Standort gewählt. Neben den beiden lokalen Zeitungen La Liberté und Freiburger Nachrichten gibt es mit RadioFr. Fribourg-Freiburg auch ein zweisprachiges Lokalradio und Büros verschiedener Schweizer Fernsehsender. Die steuergünstige Nachbargemeinde Villars-sur-Glâne ist Sitz administrativer Niederlassungen von international tätigen Unternehmen. Das Kantonsspital Freiburg liegt an der Gemeindegrenze, jedoch zum grössten Teil auf dem Gebiet von Villars-sur-Glâne.

### Kultur und Tourismus

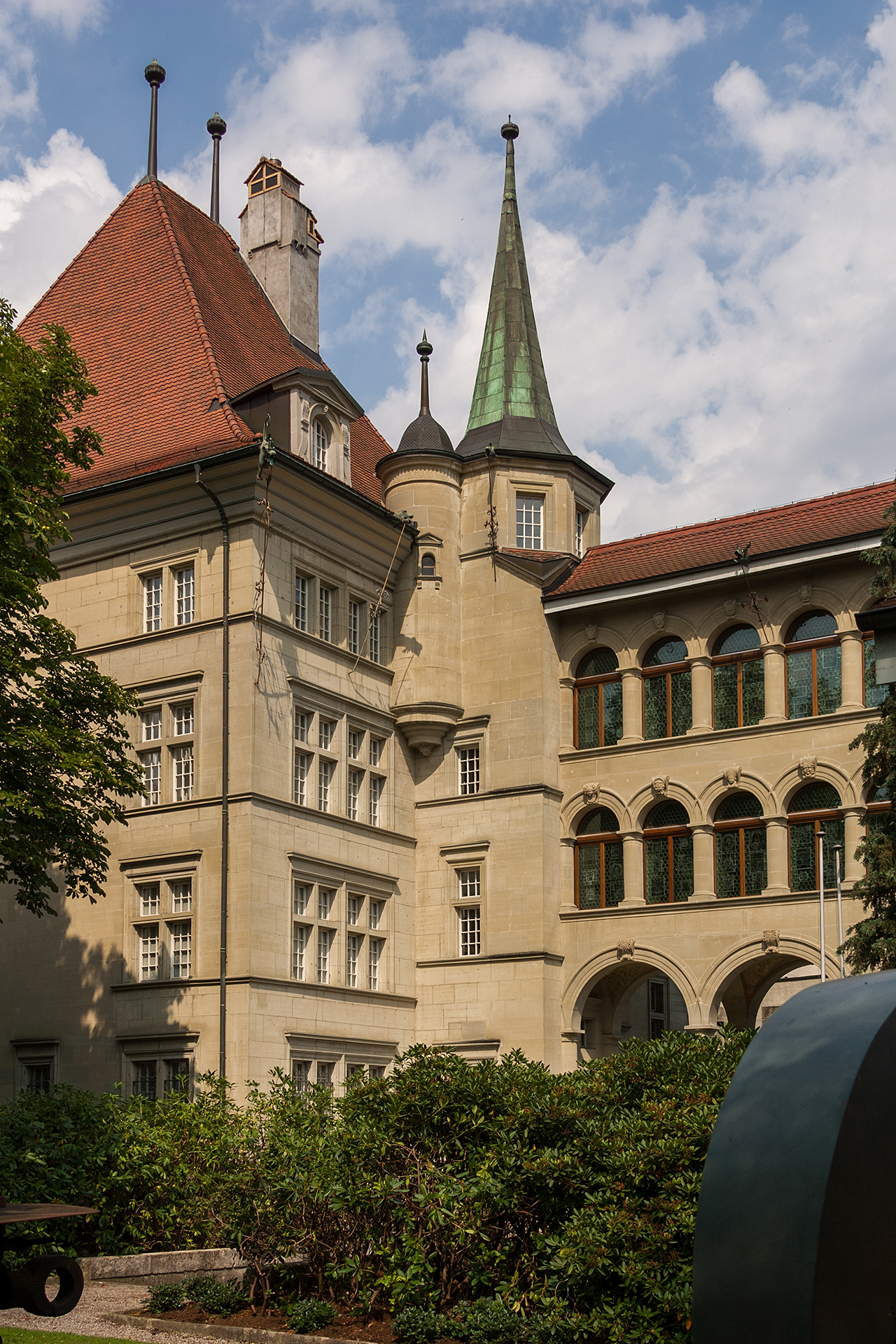
Ratzéhof

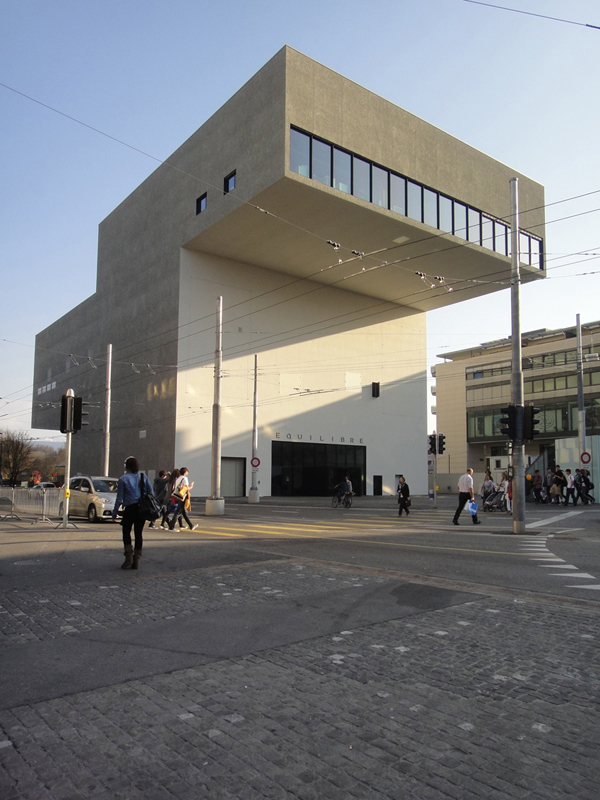
Équilibre, Stadttheater

Die Stadt Freiburg bildet einen Anziehungspunkt für Tagestouristen, welche die Sehenswürdigkeiten der Stadt besichtigen wollen. Als Touristenattraktionen gelten die historische Altstadt auf ihrer markanten Spornlage über dem Saanetal mit der gotischen Kathedrale St. Nikolaus mit den berühmten Glasfenstern von Józef Mehoffer und die Museen.
Das Naturhistorische Museum Freiburg wurde 1873 gegründet und befindet sich heute neben dem Botanischen Garten in einem der Gebäude der naturwissenschaftlichen Fakultät der Universität Freiburg in Pérolles. Im Museum für Kunst und Geschichte (Musée d’art et d’histoire), das seit 1920 im Ratzéhof untergebracht ist, kann man bedeutende Sammlungen aus der Ur- und Frühgeschichte, Archäologie, Plastik und Malerei, traditionelle Zinnfiguren, Kunstgewerbe sowie Münz- und Graphische Sammlungen besichtigen.
In der Kathedrale ist seit 1992 eine Schatzkammer geöffnet. Der seit 1998 im ehemaligen Tramdepot eingerichtete Espace Jean-Tinguely–Niki-de-Saint-Phalle zeigt Werke des Künstlerehepaars. Zu den weiteren Museen gehören die Kunsthalle Fri-Art, das Schweizer Figurentheatermuseum (Musée suisse de la Marionnette), das Schweizerische Nähmaschinenmuseum (Musée suisse de la Machine à Coudre), das Gutenberg-Museum der Schweizerischen grafischen Industrie und das Biermuseum Cardinal. Wechselnde Ausstellungen zeigt zudem auch die Kantons- und Universitätsbibliothek Freiburg. Die Universität verfügt über das kleine Bibel- und Orient-Museum in der Miséricorde.
An kulturellen Veranstaltungen sind das zweijährlich stattfindende Internationale Festival Geistlicher Musik, das Internationale Folkloretreffen, das Belluard Bollwerk Festival, das Internationale Filmfestival in den Kinos Rex und Arena sowie Cinéplus (seit 1978) zu nennen. Daneben finden die Gegenwartskunst im Art-offspace WallRiss sowie die Elektro- und Rockmusik im Fri-Son ihren Platz. Weitere Orte der Jugend- und Studierendenkultur sind das Centre Fries, das Café Culturel de l’Ancienne Gare (Le Nouveau Monde) im alten Bahnhof, der Jazz-Club La Spirale oder das Kleintheater Keller Poche. Aktuelle Musik bieten zudem das Bad Bonn Kilbi Festival im benachbarten Düdingen, das Festival Les Georges und das wegen seines früheren Namens («Le Goulag Festival») in die Negativschlagzeilen geratene Winter-Openair Le Nopek Festival.
Das im Jahr 1999 eröffnete Messe- und Kongresszentrum Forum Fribourg befindet sich neben dem Casino Barrière auf dem Gemeindegebiet von Granges-Paccot am Nordrand der Stadt. Es ist Veranstaltungsort der Freiburger Messe.
Seit Dezember 2011 gibt es in Freiburg das Kulturzentrum Équilibre für Theater, Konzerte, Oper und Tanz. Es präsentiert sein Programm in Kooperation mit dem Theater Nuithonie in Villars-sur-Glâne. Sie organisieren jährlich das Festival FriScènes.
Jedes Jahr findet am ersten Samstag des Dezembers das traditionelle St.-Nikolaus-Fest statt, das bis zu 20'000 Menschen in die Strassen des Stadtkerns lockt. Anfang Dezember 2005 wurde die 100. Ausgabe gefeiert. Eine lange Tradition haben auch die Concordia (Harmonieorchester der Stadt) und die Landwehr (eine in Uniformen auftretende Musikkapelle) sowie die bis heute bestehenden Studentenverbindungen, wie beispielsweise die AKV Alemannia.

## Bildung
Freiburg hat sich seit der Gründung des Jesuitenkollegiums Sankt Michael im 16. Jahrhundert und der Gründung der zweisprachigen Universität Freiburg im Jahr 1889 den Ruf einer bedeutenden Bildungsstadt erworben. Sämtliche Schulstufen können in Freiburg auf Deutsch oder Französisch besucht werden. In Freiburg bieten sich – einzigartig in der Schweiz – auch die Möglichkeit eines zweisprachigen Universitätsabschlusses oder die Möglichkeit zum Studium ohne Maturität. Auch Fachhochschul-Abschlüsse sind in beiden Sprachen möglich. Der Schwerpunkt der Bildungsarbeit verlagerte sich in der zweiten Hälfte des 20. Jahrhunderts vom Katholizismus zur Zweisprachigkeit.
Die Stadt besitzt drei Gymnasien, das Kollegium Sankt Michael, das Kollegium Heilig Kreuz und das Kollegium Gambach. Zu den weiterführenden Schulen, die ihren Sitz in Freiburg haben, zählen neben der Universität die Ecole de Multimédia et d’Art de Fribourg (EMAF), die Lehrwerkstätte Freiburg (Ecole des Métiers de Fribourg, EMF), die sich auf die Sparten Technik, Informatik, Elektronik, Automatik und Polymechanik konzentriert, die Ingenieur- und Architektenschule, die Hochschule für Wirtschaft und Verwaltung, die Hochschule für Gesundheit und Soziale Arbeit, die Pädagogische Hochschule sowie das Konservatorium. Das Sprachenzentrum der Universität und z. B. die Volkshochschule ergänzen das Bildungsangebot.

## Verkehr

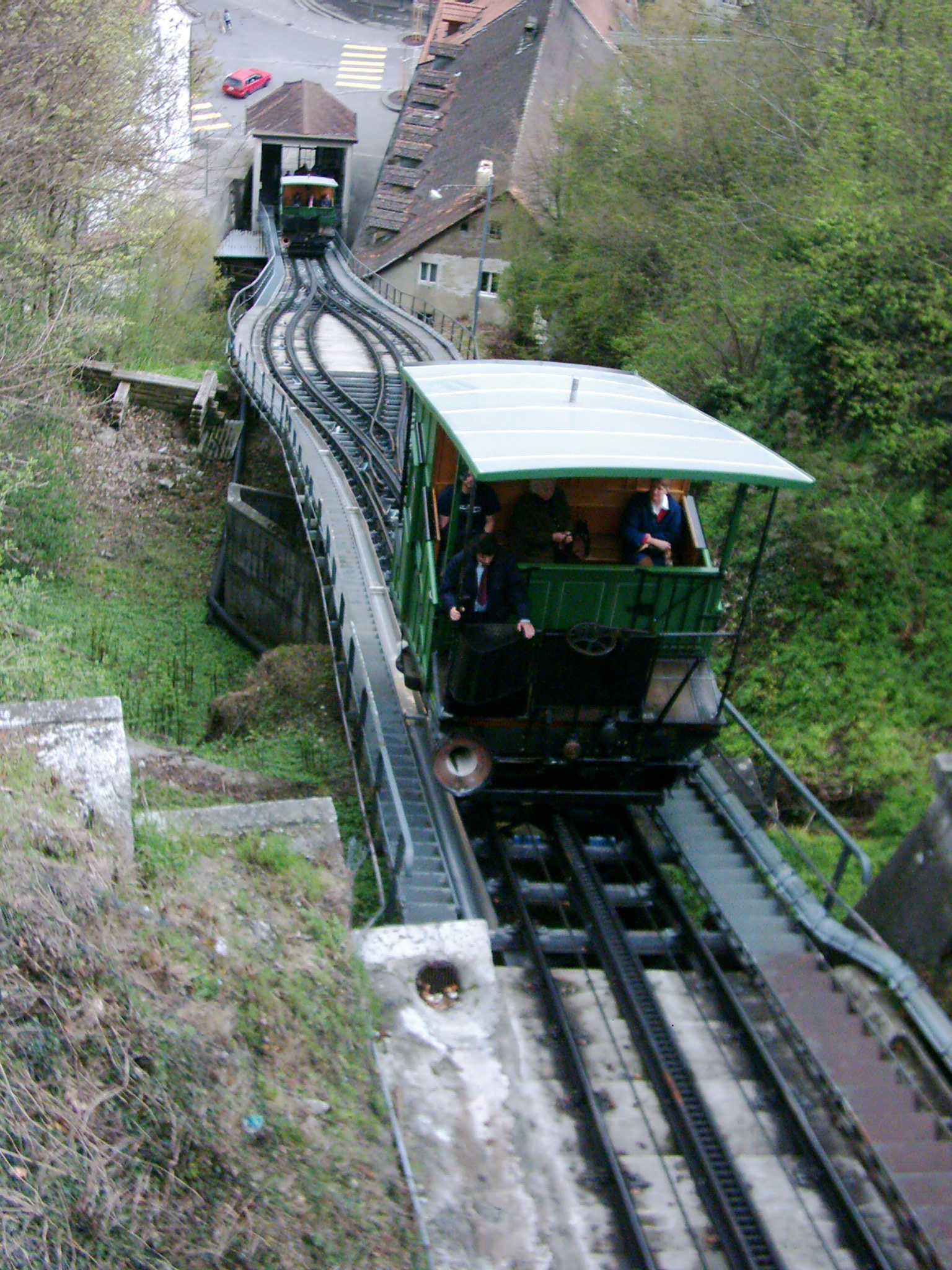
Standseilbahn «Le Funi»

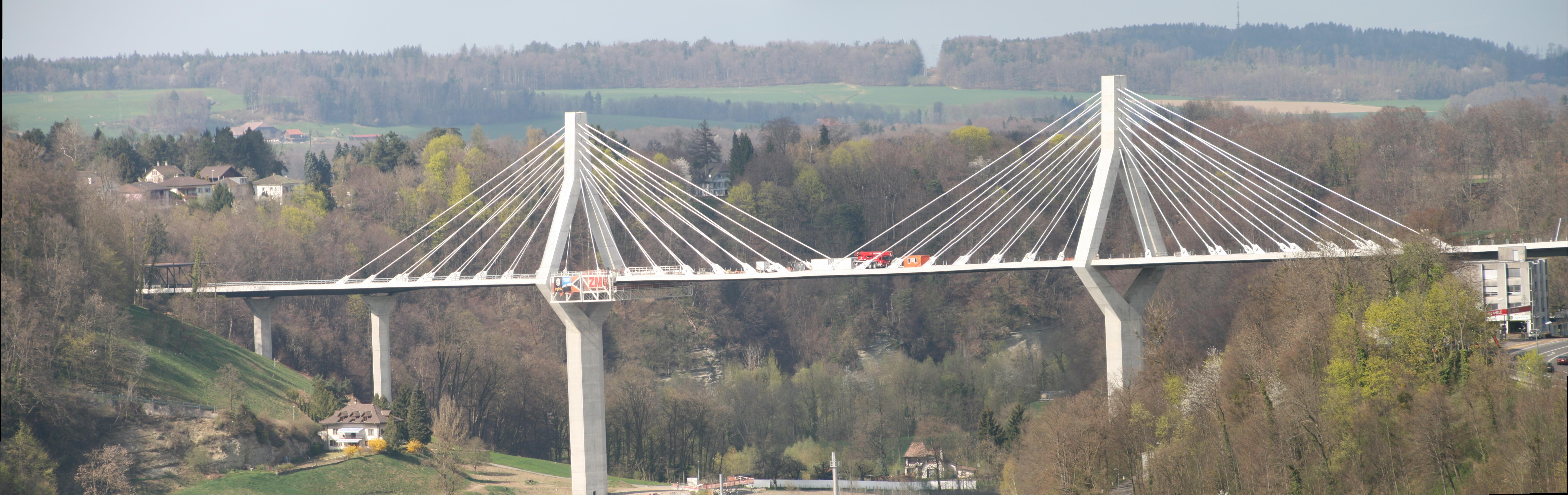
Poyabrücke

Freiburg ist der bedeutendste Verkehrsknotenpunkt des Kantons Freiburg. Die Stadt liegt an der Hauptstrasse 12, die von Bern nach Vevey führt. Weitere Hauptstrassenverbindungen bestehen mit Payerne, Murten und Thun. Der Anschluss an das schweizerische Autobahnnetz erfolgte im Jahr 1971 mit der Eröffnung der Autobahn A12 von Bern bis Matran. Seit 1981 ist die Autobahn durchgehend von Bern bis Vevey befahrbar. Freiburg lag danach während 20 Jahren bis zur Eröffnung der A1 an der Hauptachse des Strassenverkehrs von Bern in die Westschweiz. Die Autobahn umfährt die Stadt im Norden und Westen und tangiert das Gemeindegebiet nur in einem kurzen Abschnitt im Tälchen westlich der Höhe von Chamblioux. Die Anschlussstellen Fribourg-Sud und Fribourg-Nord sind jeweils rund 3 km vom Stadtkern entfernt. Die 2014 eröffnete Poyabrücke entlastet die Altstadt vom Autoverkehr. Per 2. Oktober 2023 wurde eine Tempolimite von 30 km/h auf 60 Prozent des Gemeindestrassennetzes ausgeweitet, zu einem großen Teil realisiert durch Tempo-30-Zonen.

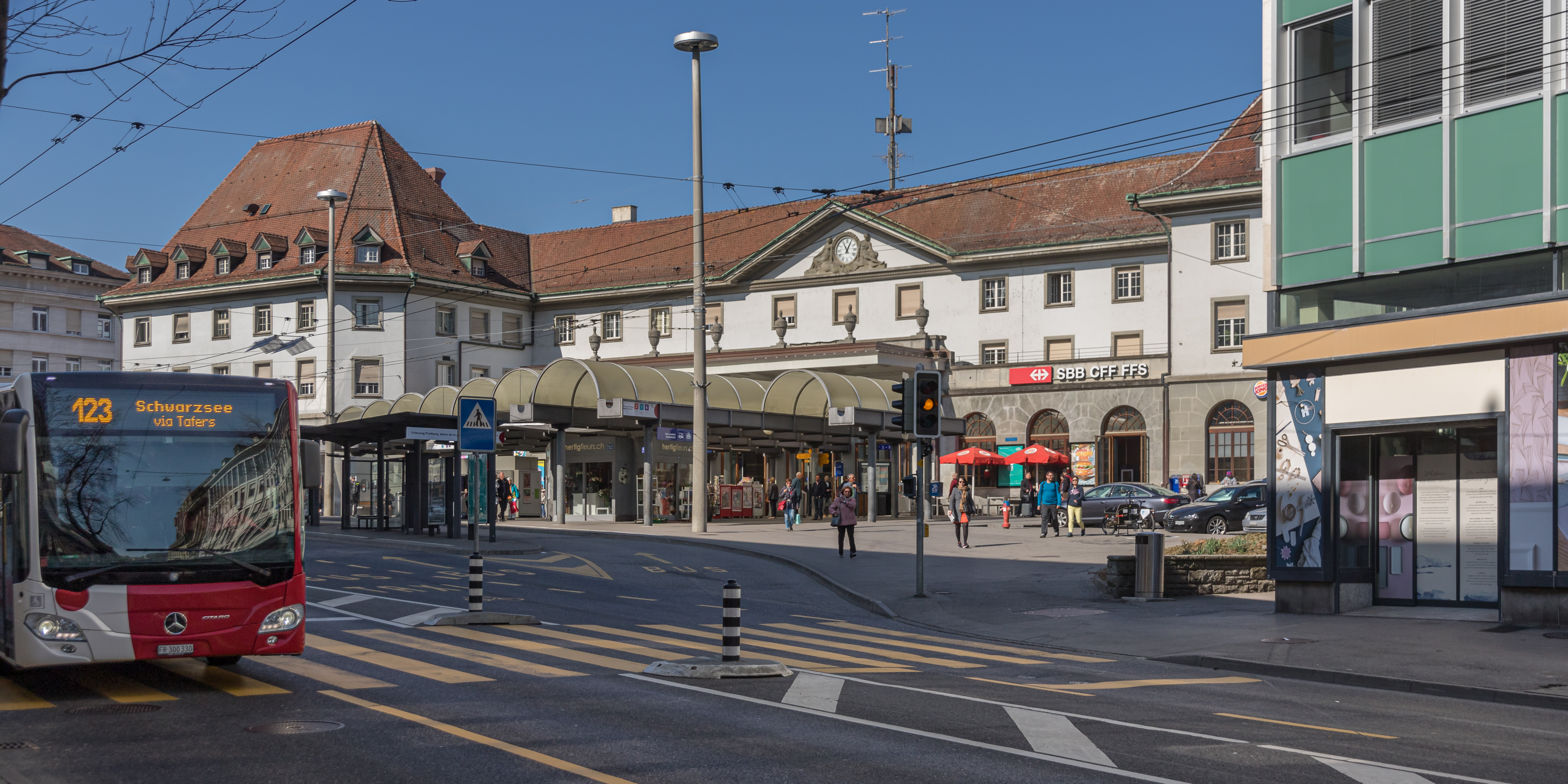
Bahnhof Freiburg

Ab 1860 folgte in mehreren Schritten die Anbindung an das Eisenbahnnetz. Zunächst wurde die Bahnstrecke Lausanne–Bern am 2. Juli 1860 in Betrieb genommen. Allerdings befand sich der damalige provisorische Endbahnhof beim Weiler Balliswil rund vier Kilometer nordnordöstlich der Stadt. Der Grandfey-Viadukt über den Saanegraben war damals noch nicht fertiggestellt. Gut zwei Jahre später, am 4. September 1862, wurde die gesamte Strecke von Balliswil via Freiburg nach Lausanne eröffnet. Auch der Bahnhof Freiburg war anfangs nur ein Provisorium, bis das eigentliche Gebäude 1873 errichtet wurde. Weitere Streckeneröffnungen erfolgten am 25. August 1876 (Freiburg–Payerne) und am 23. August 1898 (Freiburg–Murten). Die Verbindung vom Stadtteil Neuveville zur Oberstadt wird seit 1899 durch die mit Abwasser betriebene Standseilbahn Neuveville–Saint-Pierre hergestellt (siehe auch Wasserballastbahn). Von 1897 bis 1965 war in Freiburg die rund sechs Kilometer lange Strassenbahn in Betrieb. Sie musste ab 1951 dem 1949 eröffneten Trolleybus weichen. Es gab allerdings schon zwischen 1912 und 1932 eine Überland-Trolleybuslinie, die Gleislose Bahn Freiburg–Farvagny. Die neue Bahnstation Fribourg-Poya bringt Eishockey-Fans direkt zum Stadion.
Die Anfänge eines Verkehrsverbunds gehen in Freiburg auf den 1. Februar 1996 zurück. An diesem Tag schlossen sich die Verkehrsbetriebe mit denen der Agglomeration Freiburg zum Communauté urbaine des transports de l’agglomération de Fribourg (CUTAF) zusammen und verabschiedeten die Satzung. Den Betrieb nahm man zum Fahrplanwechsel am 29. Juni auf. Neben der Stadt Fribourg, die 70 % der Verkehrslast trug, gehörten die Gemeinden Villars-sur-Glâne (16 %), Marly (4 %), Granges-Paccot und Givisiez (je 3 %) sowie Avry, Belfaux, Corminbœuf, Düdingen, Matran, St. Ursen und Tafers (alle unter 1 %) dazu.
Für die Feinverteilung im öffentlichen Verkehr sorgt in der Stadt heute ein dichtes Liniennetz der Freiburgischen Verkehrsbetriebe. Es besteht aus drei Trolleybuslinien und ergänzend dazu vier Autobus-Linien. Zum Fahrplanwechsel vom Dezember 2012 wurden noch die ehemaligen Überlandbusse Nr. 542 (neu Nr. 8), Nr. 575 (neu Nr. 9) und Nr. 338 (neu Nr. 11) ins Stadtbusnetz aufgenommen. Im weiteren verkehren von der Stadt sternförmig in alle Richtungen des Kantons Regionalbuslinien, unter anderem nach Bulle, Avenches, Schmitten, Schwarzenburg und in die Tourismusregion Schwarzsee.
Seit 2010 gibt es ein öffentliches Netz von drei Veloverleih-Stationen. Es stehen 32 City- und Elektrovelos zur Verfügung. Die Stationen befinden sich am Bahnhof, beim St-Léonard und bei der Uni Pérolles. Tageskarten können beim Tourismusbüro oder am Schalter der TPF am Bahnhof bezogen werden. Inzwischen wurde das Netz von Publibike auf insgesamt 25 Veloverleih-Stationen in der Agglomeration Freiburg ausgebaut (Stand 2019).

## Geschichte

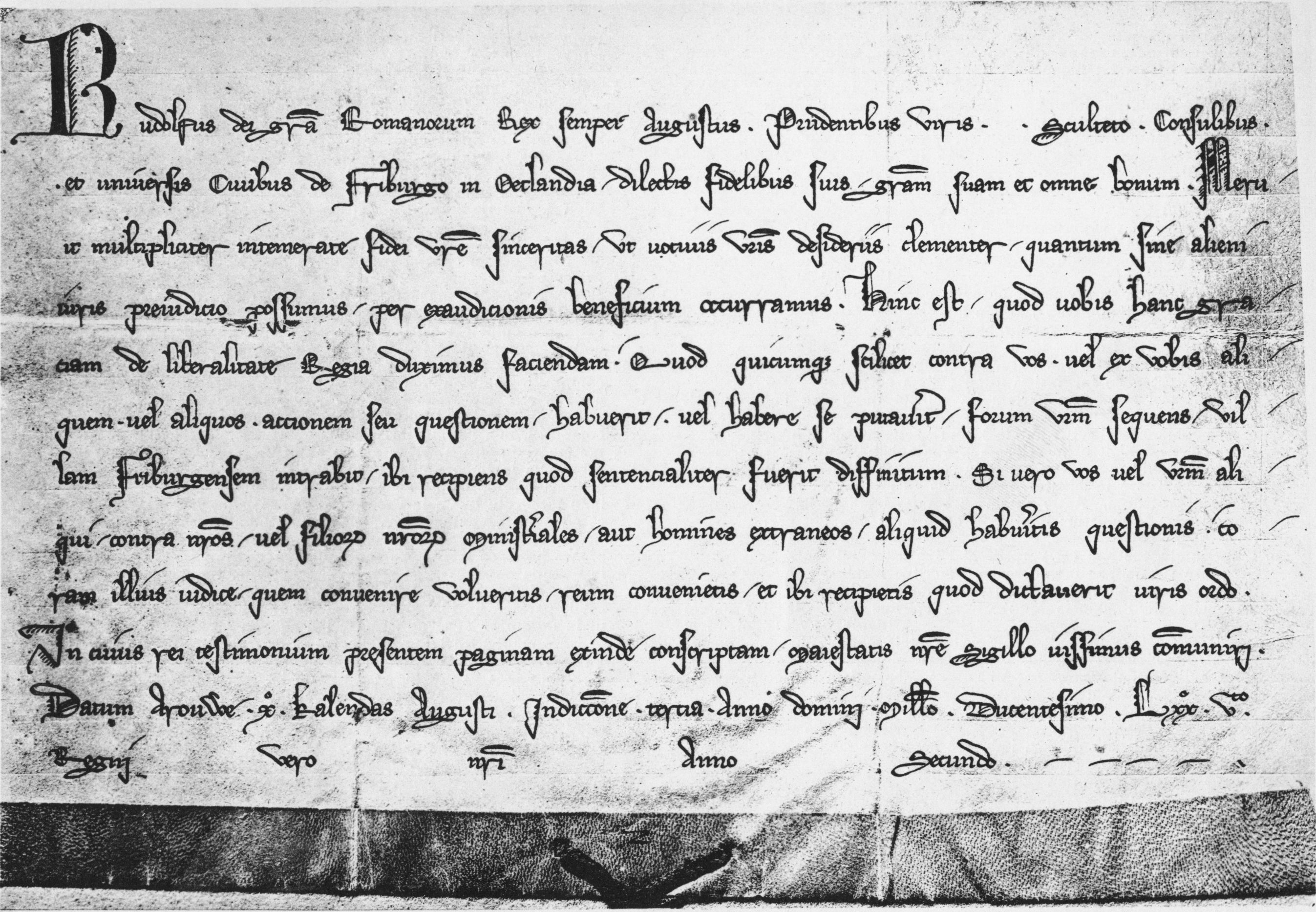
Urkunde König Rudolfs von Habsburg vom 23. Juli 1275 für die Bürger von Freiburg im Üechtland. Staatsarchiv Freiburg, Diplom 41

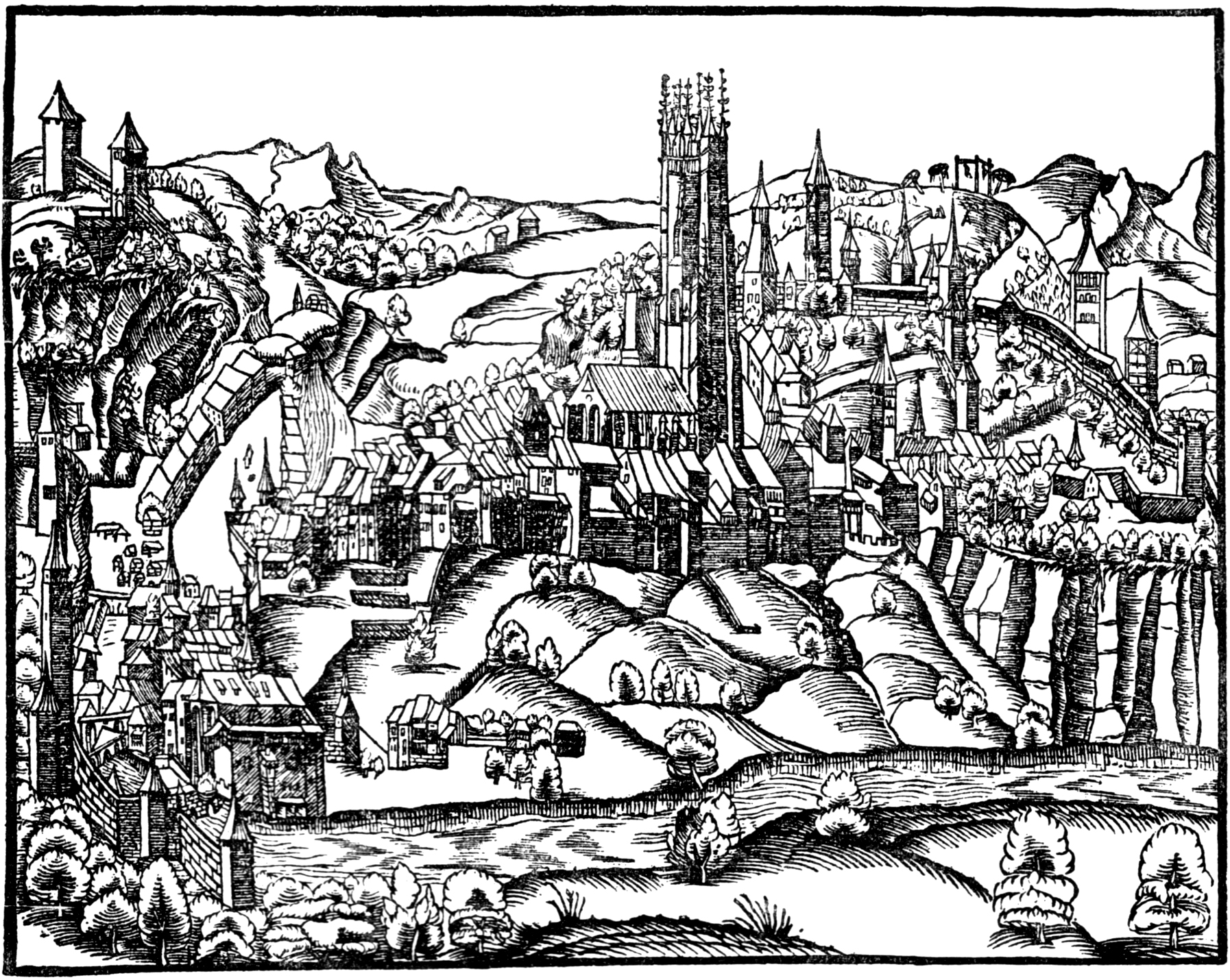
Freiburg in der Chronik des Johannes Stumpf 1548

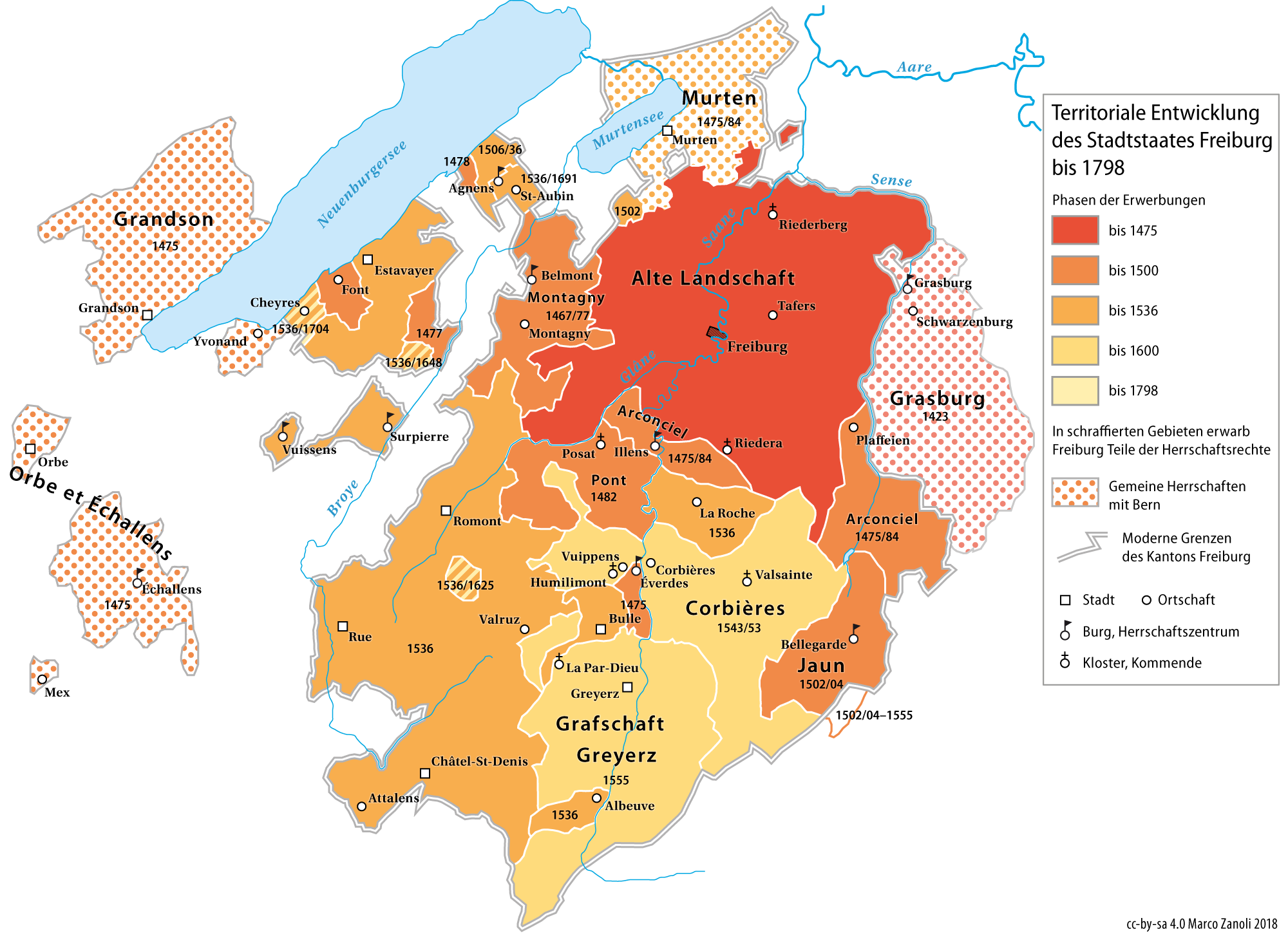
Territoriale Entwicklung des Stadtstaates Freiburg bis 1798

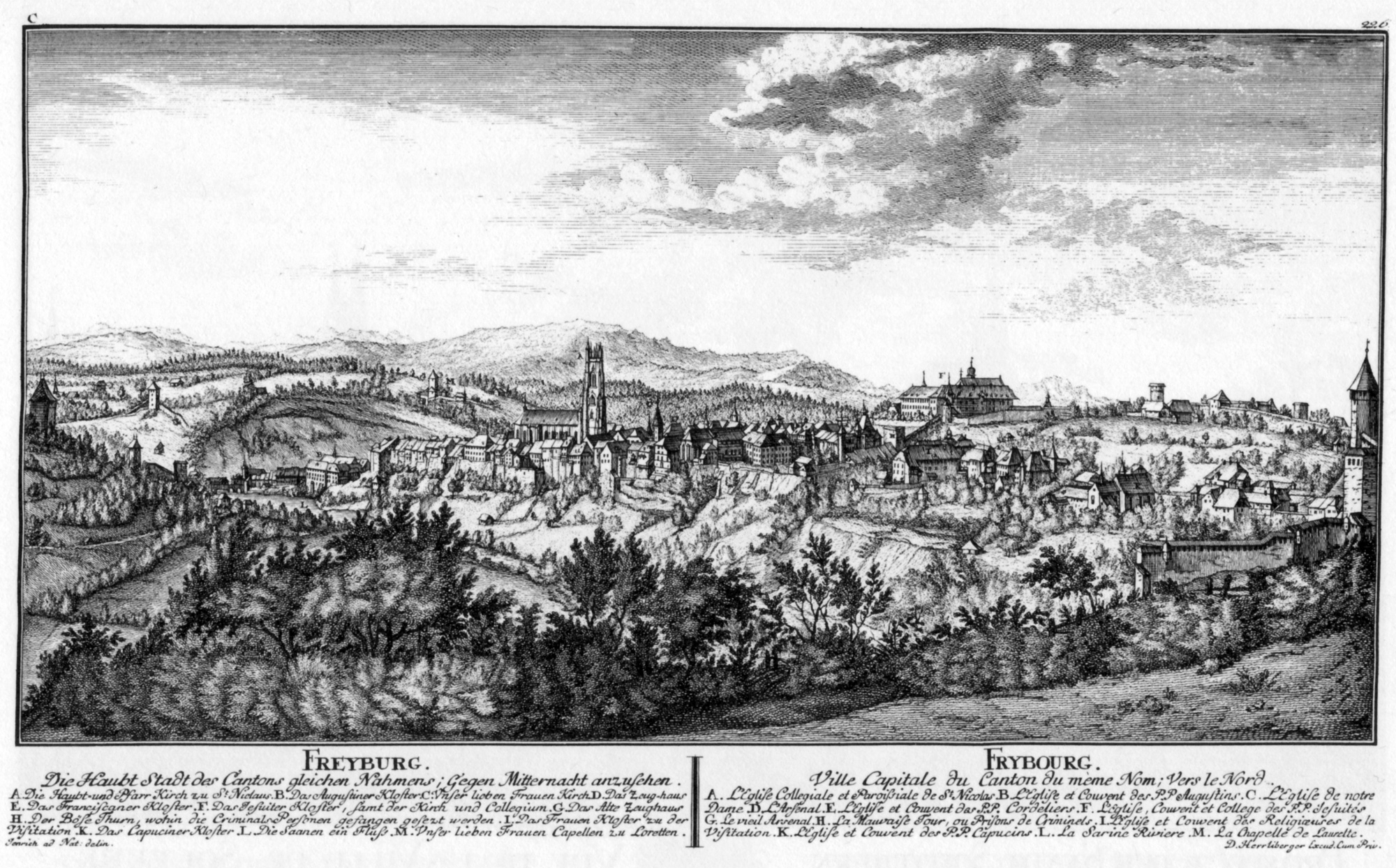
Ansicht der Stadt Freiburg in der «Topographie der Eydgnoßschaft» von David Herrliberger, etwa 1760

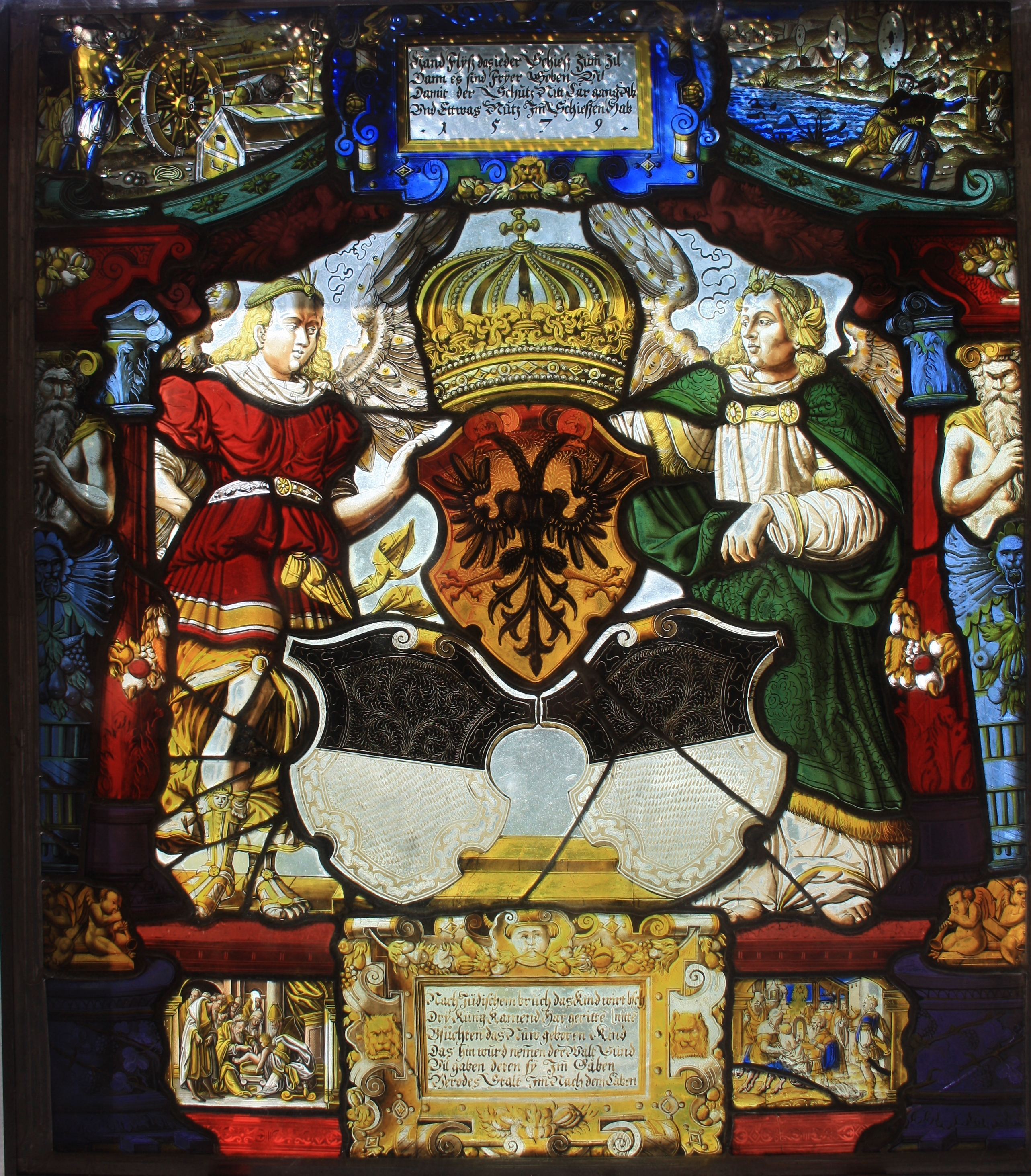
Wappenscheibe des Standes Freiburg im Kloster Wettingen

Siehe auch den Hauptartikel: Geschichte des Kantons Freiburg

### Vorgeschichte
Die Region von Freiburg war seit der Jungsteinzeit besiedelt, allerdings stammen aus dem heutigen Stadtgebiet nur spärliche Funde, beispielsweise einige Feuersteinfunde bei Bürglen sowie Steinbeilklingen und Bronzegeräte. Während der Römerzeit befand sich bei Freiburg ein Übergang über die Saane. Die Hauptachse durch das Mittelland verlief damals jedoch weiter nördlich durch das Broyetal und über Aventicum (Avenches). Deshalb sind auch aus der römischen Epoche nur geringe Siedlungsspuren erhalten. Auf dem Plateau von Pérolles wurden einige Überreste von römischen Mauerfundamenten entdeckt.

### Mittelalter

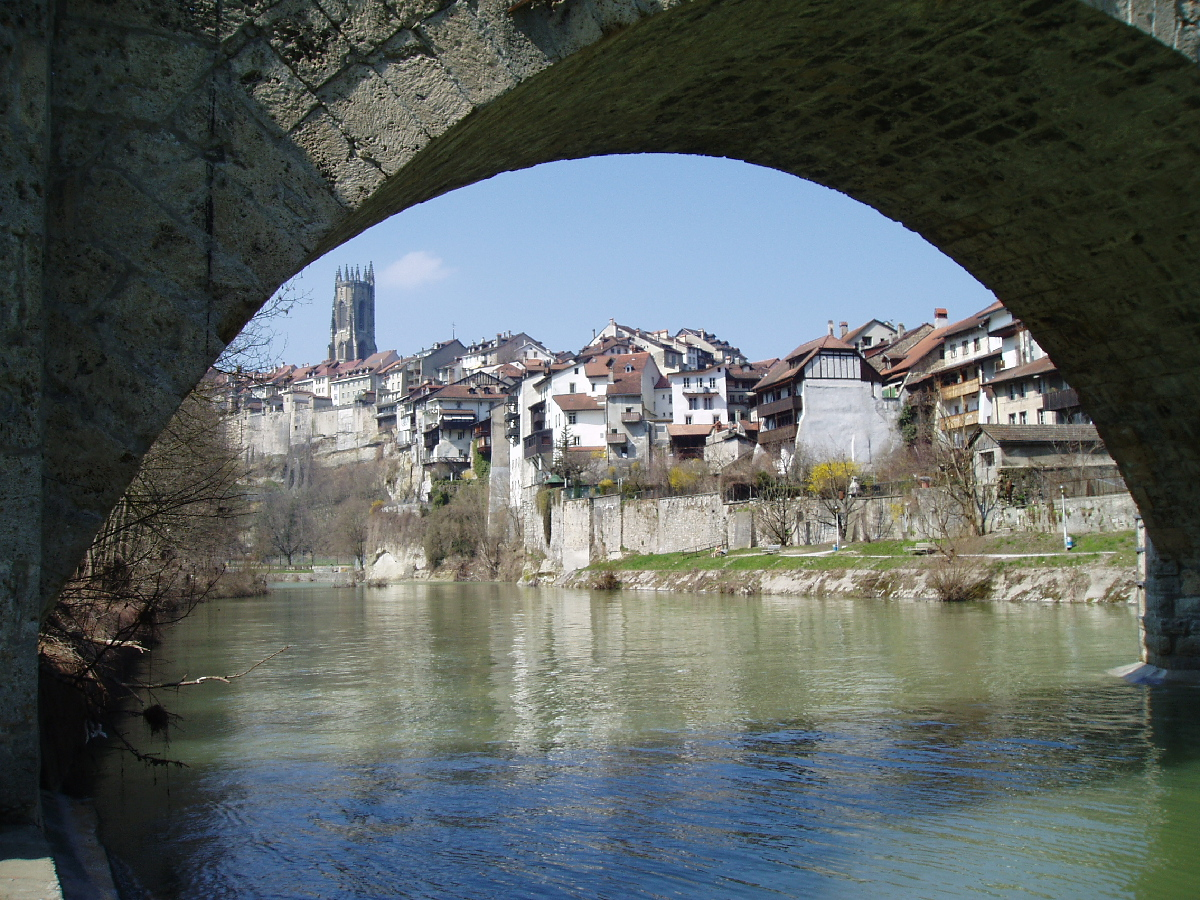
Die Altstadt unter der Mittleren Brücke durch gesehen

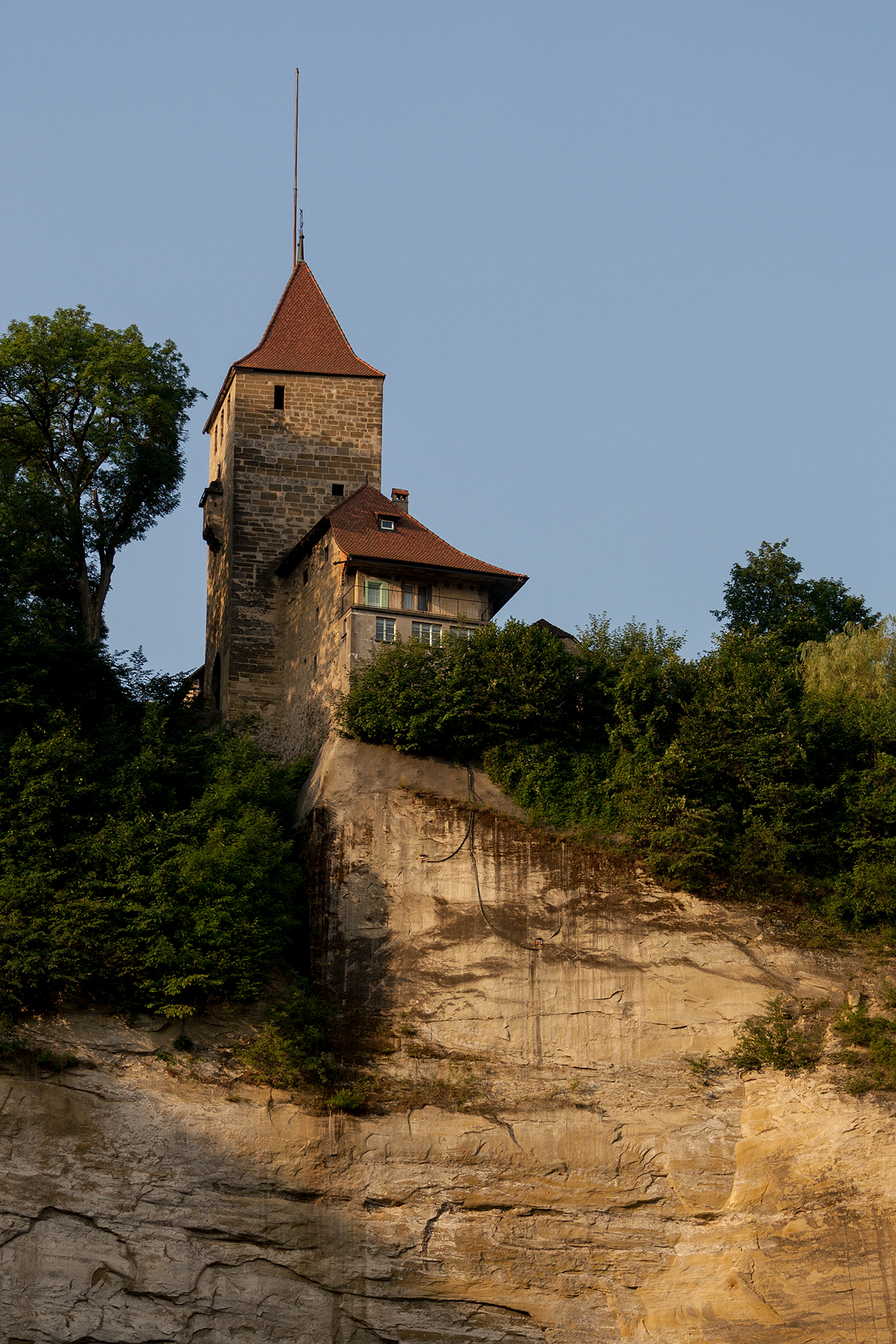
Bürglentor

Freiburg wurde im Jahr 1157 durch Herzog Berthold IV. von Zähringen an strategisch gut geschützter Lage auf einem Felsvorsprung über der Saane gegründet und mit grosszügigen Freiheiten ausgestattet. Die Zähringer konnten damit ihre Machtstellung im Schweizer Mittelland im Raum zwischen Aare und Saane festigen und ausbauen. Die ersten überlieferten Namen der Stadt sind Friborc (1157/80) und Fribor (1175). Als französischer Name ist Fribourg en Nuithonie überliefert. Der Name, der «freie Stadt» bedeutet, soll einerseits auf die Privilegien verweisen, welche der Stadtgründer den Bürgern verlieh, anderseits aber auch eine bewusste Nachahmung des wenig früher ebenfalls von den Zähringern gegründeten Freiburg im Breisgau sein.
Seit seinen Anfängen bildete Freiburg einen Stadtstaat, also eine Stadtherrschaft, zu der kaum ein Gebiet aus dem regionalen Umland gehörte. Als das Geschlecht der Zähringer 1218 erlosch, gelangte Freiburg durch einen Erbgang an die Grafen von Kyburg. Diese gewährten der Stadt ihre bisherigen Freiheiten und schrieben die Gemeindeverfassung im Jahr 1249 in der so genannten Handfeste nieder, in der die rechtliche, institutionelle und wirtschaftliche Organisation festgehalten wurde. In diese Zeit fiel auch der Abschluss von mehreren Bündnissen mit den Nachbarstädten Avenches (1239), Bern (1243) und Murten (1245).
Durch Kauf kam die Stadt 1277 für 3040 Mark Silber an das Haus Habsburg und wurde dadurch zu dessen westlichsten Basis in der Konkurrenz mit dem Haus Savoyen um die Macht in der Region und wurde wiederholt in Kriege mit den Herzögen von Savoyen und Bern verwickelt. Der Versuch Freiburgs im Bund mit den Savoyern und verschiedenen anderen Adelshäusern der Region der Expansionspolitik Berns entgegenzutreten scheiterte am 21. Juni 1339 mit der Niederlage in der Schlacht bei Laupen. Schon seit Mitte des 13. Jahrhunderts blühten Handel und Gewerbe auf. In der Frühzeit bestand Freiburg aus vier verschiedenen Quartieren: Burg, Neustadt, Au und Spital. Die Stadt entwickelte sich rasch und erfuhr die ersten Erweiterungen: Das Burgquartier dehnte sich bereits ab 1224 weiter nach Westen aus, 1254 wurde der Brückenkopf auf der Ostseite der Bernbrücke gegründet, und ab 1280 wurden Erweiterungen im Bereich der heutigen Place Python vorgenommen. Diese Erweiterungen spiegeln den wirtschaftlichen Aufschwung Freiburgs wider. Im 14. Jahrhundert wurde Freiburg ein wichtiges Zentrum von Handel, Tuchherstellung und Lederverarbeitung, was der Stadt ab 1370 zur Bekanntheit in ganz Mitteleuropa verhalf.
Am 12. Februar 1378 verkaufte Jakob von Düdingen der Stadt Freiburg für 3'000 Gulden seinen Anteil am Simmental. Bereits am 24. Februar verpflichtete sich auch Wilhelm von Düdingen, der Stadt Freiburg seine Burgen im Simmental (Blankenburg, Mannenberg und die Laubegg) offen zu halten. Zur gleichen Zeit verpfändete Graf Rudolf von Kyburg der Stadt Freiburg für 5000 Gulden Burg, Stadt und Herrschaft Nidau. Am 16. Mai 1382 konnte die Stadt Freiburg für 1'050 Gulden den Inselgau (Seeland) kaufen. Dazu gehörten Worben, Jens, Merzligen, Bellmund, Wiler, Port und die Vogtei über die St. Petersinsel. All diese Erwerbungen neben der Alten Landschaft hätten einen soliden Grundstein für das Territorium des Stadtstaates Freiburg ergeben. Doch sie gingen nach dem Sempacherkrieg an Bern verloren, und es entwickelte sich ein regelrechter Kleinkrieg zwischen Freiburg und Bern. Die Freiburger verloren schliesslich im Friedensvertrag der Eidgenossen mit Habsburg vom April 1389 nicht nur ihre Ansprüche auf Büren an der Aare und Nidau sowie auf das Simmental. Ihnen wurde nach langen, zähen Schiedsverhandlungen am 18. Februar 1398 auch der Inselgau abgesprochen.
Der Burgrechtsvertrag mit Bern wurde im Jahr 1403 erneuert. Die Stadtherren verfolgten eine neue Territorialpolitik, indem sie allmählich Gebiete im engeren Umland erwarben und damit den Grundstein für die Freiburger Alte Landschaft legten. So hatte sich die Stadt bereits 1442 beidseits der Saane ein Umland von rund 20 km Durchmesser geschaffen. Es unterstand in der Folge direkt den Stadtherren und wurde nicht über die Zwischenstufe eines Vogtes verwaltet.
Die Zeit um die Mitte des 15. Jahrhunderts war durch verschiedene kriegerische Auseinandersetzungen geprägt. Zunächst mussten grössere Verluste im Krieg gegen Savoyen beklagt werden. Das savoyische Element erreichte in Freiburg immer mehr Einfluss, und so geriet die Stadt 1452 von Habsburg unter die Oberhoheit Savoyen, in der sie bis 1477 nach den Burgunderkriegen verblieb. Als Bündnispartner von Bern nahm Freiburg an den Kriegen gegen Karl den Kühnen teil und konnte so weitere Gebiete für sich sichern. Am 10. September 1477 entliess Herzogin Jolande von Savoyen Freiburg aus der savoyischen Herrschaft, und die Stadt erhielt kurz darauf am 31. Januar 1478 die Reichsunmittelbarkeit. Seit dieser Zeit bildete Freiburg mit seinem Territorium, der «Alten Landschaft» und den 1475–1478 erworbenen Herrschaften Montagny und Illens/Arconciel einen Stadtstaat im Status einer freien Reichsstadt. Gemeinsam mit Bern beherrschte Freiburg die Herrschaften Grasburg, Murten, Grandson und Orbe-Echallens.
In den Jahren 1399 und 1429–1430 fanden in Freiburg Ketzerprozesse gegen die protestantischen Waldenser statt. Angeklagte wurden gefoltert und mussten Tuchkreuze in gelber Schandfarbe auf Brust und Rücken tragen. Vier Frauen wurden lebenslänglich eingekerkert, ein Waldenser zum Tod auf dem Scheiterhaufen verurteilt. Das im Handel mit Wolle, Fellen, Eisenwaren und Glas international erfolgreiche Handelshaus der Perroman-Gesellschaft (auch: Praroman-Bonvisin), deren Mitglieder als Waldenser galten, wurde aus der Stadt vertrieben. Obrigkeitliche Gewalt machte Freiburg ab 1400 auch zum Schauplatz mehrerer Hexenprozesse. Seit 1481 ist Freiburg Mitglied der Schweizerischen Eidgenossenschaft. Weiteren Gebietszuwachs konnte Freiburg im 16. Jahrhundert zunächst 1536 mit Bern bei der Eroberung des Waadtlandes und 1554 bei der Aufteilung der konkursiven Grafschaft Greyerz verbuchen.
Aus dem Tuch- und Lederhandel gingen seit dem Ende des 14. Jahrhunderts verschiedene reiche Familien hervor, darunter Gottrau, Lanthen, Affry, Diesbach (ursprünglich aus Bern, nach der Reformation auch in Freiburg), Von der Weid, Techtermann, Fegeli und Weck. Zusammen mit dem Lokaladel (Familien Maggenberg, Düdingen/Velga, Montenach, Englisberg und Praroman) bildete sich ab dem 15. Jahrhundert das Patriziat, das in der Folge die Macht unter sich aufteilte. Genau dies war aber ein wichtiger Grund für den Niedergang der Tuchherstellung, denn die einst durch Handel und Gewerbe emporgekommenen Familien kümmerten sich nun vermehrt um die Stadtherrschaft und die Verwaltung des erworbenen und von nun an kontinuierlich arrondierten Landbesitzes. Ein Meilenstein in der Stadtpolitik ist das Jahr 1627, in dem sich das damalige Patriziat mit einer neuen Verfassung für allein regimentsfähig erklärte und damit das aktive und passive Wahlrecht für sich in Anspruch nahm. Damit war die Oligarchie mit restriktiven Organisationsstrukturen, die sich bereits im Lauf des 15. Jahrhunderts abzeichneten, besiegelt.

### Die Bedeutung von Kirche und Klöstern in der Stadt

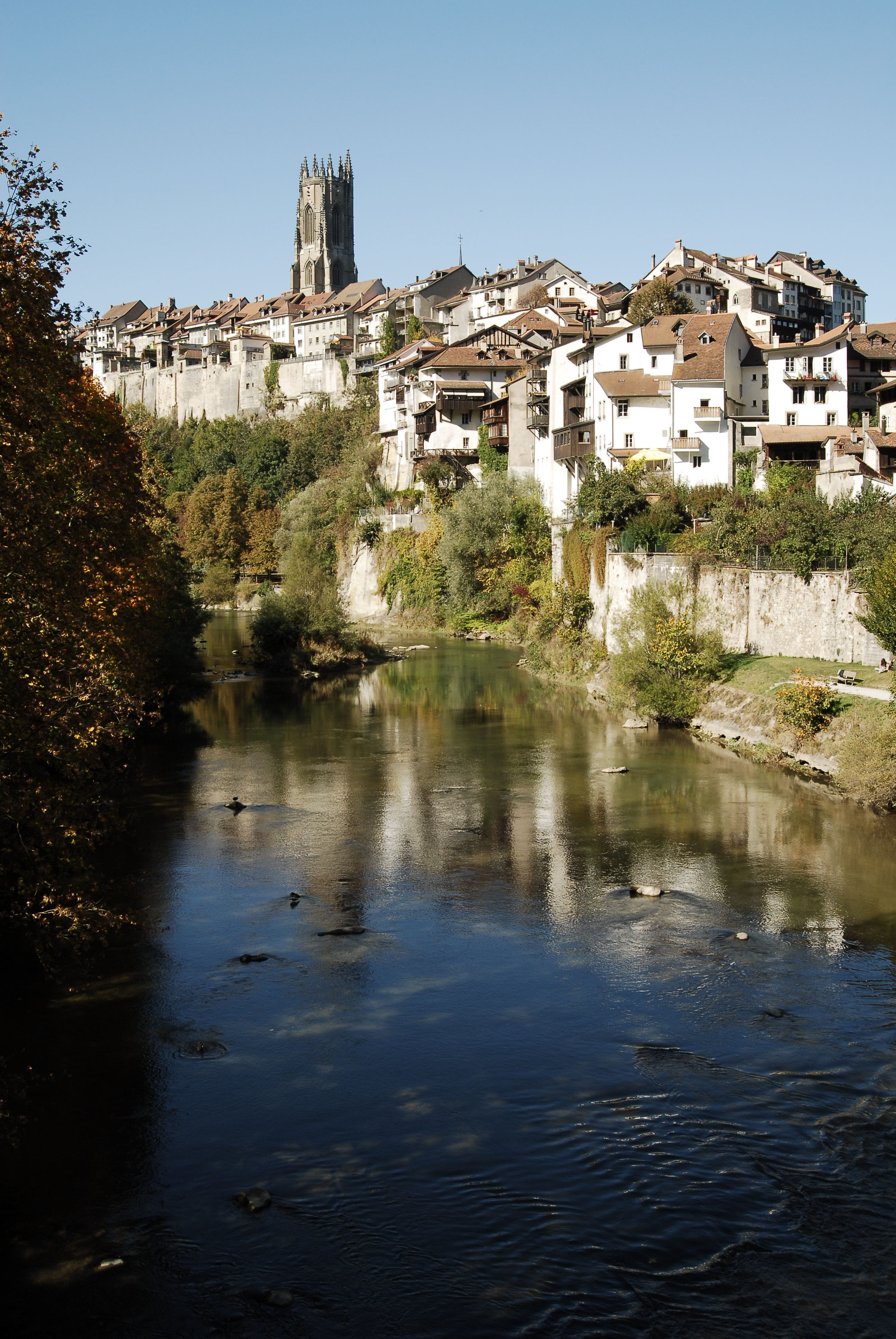
Die Freiburger Altstadt mit der Kathedrale im Hintergrund

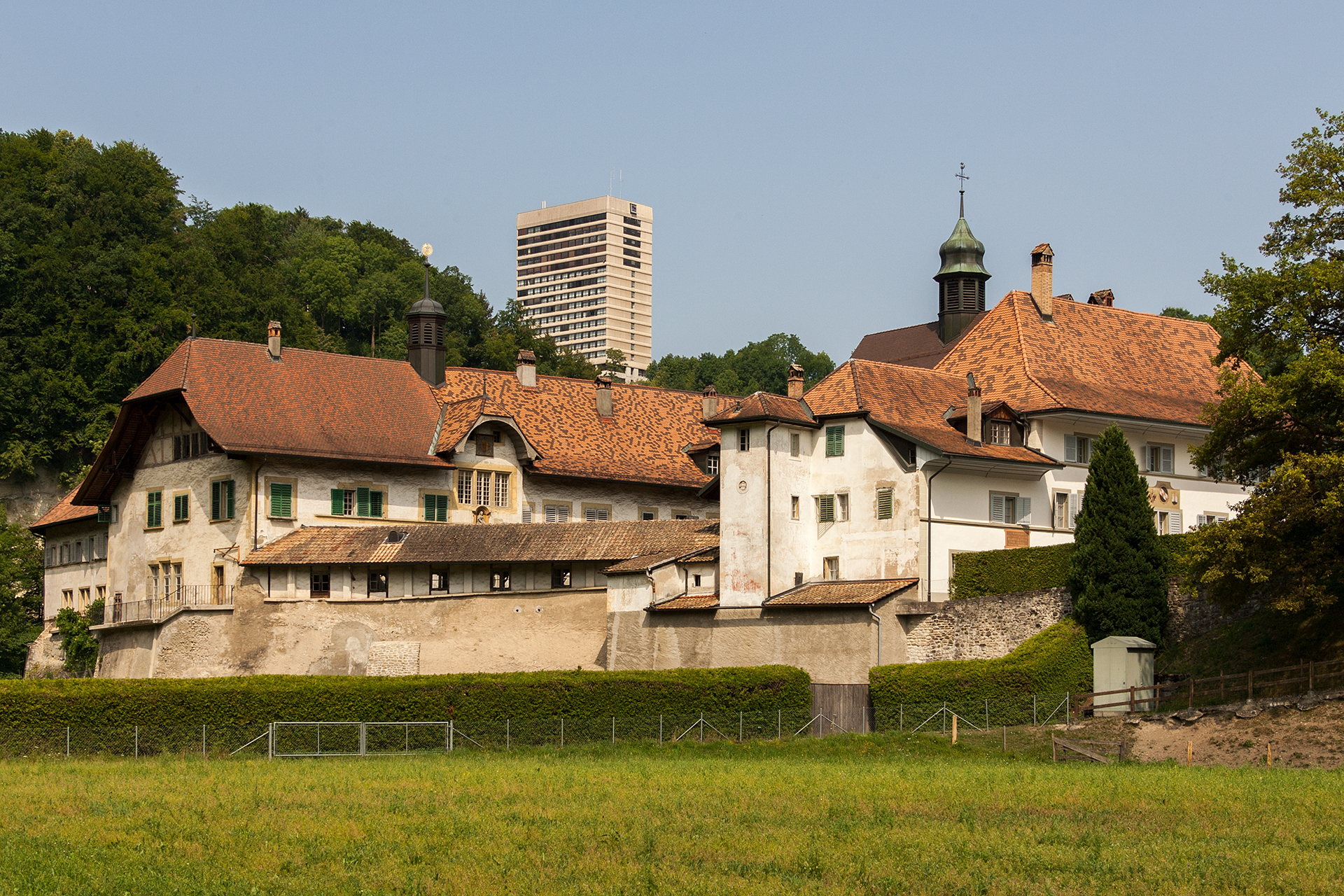
Kloster Magerau

Stets bildeten die Klöster von Freiburg ein Zentrum der geistlichen Kultur, zeichneten für Baukunst, Bildhauerei und Malerei verantwortlich und trugen wesentlich zur Blüte der Stadt bei. Das Kloster der Franziskaner-Konventualen wurde 1256 von Jakob von Riggisberg als Kloster des 1210 gegründeten Franziskanerordens gestiftet und schloss sich bei der Teilung des Ordens 1517 der Richtung der Konventualen an, die eine gemässigte Form des Armutsgelübdes befolgen. Es stand in seiner Anfangszeit in enger Verbindung mit dem Stadtrat, indem es bis 1433 das Stadtarchiv aufbewahrte und die Klosterkirche für Bürgerversammlungen zur Verfügung stellte. Von besonderer Bedeutung ist der Totentanz, den der Freiburger Maler Pierre Vuilleret zwischen 1606 und 1608 auf die Südwand des Klosterkreuzgangs gemalt hatte. Die ursprünglich 17 Wandbilder zeigten, wie der Tod jeweils mehreren Standespersonen entgegentritt, um sie mit sich zu nehmen. Auftraggeber war der Ritter Hans von Lanthen-Heid. Die noch verbliebenen Reste dieser Wandbilder wurden 1927 abgetragen, um den darunter liegenden spätgotischen Zyklus eines Marienlebens wieder sichtbar zu machen. Heute können die Szenen des Totentanzes noch nachempfunden werden, weil sich zwei Aquarelle von 1875 des Solothurner Malers Adolf Walser und 16 Gouachen von 1925/26 des Franziskaners Maurice Moullet erhalten haben.
Ebenfalls um die Mitte des 13. Jahrhunderts wurde das Augustinerkloster in der Au gegründet, das über lange Zeit die Unterstützung der Adelsfamilie Velga genoss. Auch das Frauenkloster Magerau (Maigrauge) existiert seit 1255. Es gehört seit 1262 dem Zisterzienserorden an und ist dem Kloster Hauterive unterstellt.
Eine wichtige Institution war das Mitte des 13. Jahrhunderts gegründete Bürgerspital, das wohl über eine von Mönchen vom Hospiz auf dem Grossen St. Bernhard versorgte Krankenabteilung verfügte und sich um die Pflege der Armengenössigen kümmerte und 1681–1699 ein neues Gebäude an der Rue de l’Hôpital erhielt. Unter den Johannitern wurde ab 1260 eine Kommende mit angeschlossenem Spital erbaut.
Während der Reformationszeit blieb Freiburg beim alten Glauben, obwohl sein Gebiet von dem nun reformierten Bern fast vollständig umgeben war. Im Jahre 1524 wurde die gesamte Bevölkerung gezwungen, eine Professio fidei abzulegen, ein öffentliches katholisches Glaubensbekenntnis. So kam es in den Grenzgebieten und in den gemeinsam mit Bern verwalteten Herrschaften immer wieder zu Streitigkeiten über die Glaubensrichtung. Die nördlichen Gebiete um Murten wandten sich der protestantischen Konfession zu. Die Stadt Freiburg selbst wurde dadurch zu einer Hochburg der Gegenreformation. In der Zeit vom ausgehenden 16. Jahrhundert bis in die erste Hälfte des 17. Jahrhunderts wurden verschiedene neue Klöster gegründet, nämlich das Kapuzinerkloster (1608), das Kapuzinerinnenkloster auf dem Bisemberg (1621), das Ursulinenkloster (1634) und das Visitandinnenkloster (1635).
Der einflussreichste Orden aber waren die Jesuiten, die entscheidend zur Entwicklung und Prosperität der Stadt beitrugen. Sie errichteten unter der Leitung des Niederländers Petrus Canisius, des Engländers Robert Andrew und des Schlesiers Peter Michel 1582 das Kollegium Sankt Michael, das mit seiner Theologischen Fakultät den Ursprung der Universität Freiburg darstellt. Das Kollegium, das in drei Bauphasen bis 1661 auf dem Bisexhügel entstand, war von den Jesuiten 1673 zur Rechtsschule erweitert worden. Auch die Entwicklung der obrigkeitlichen Druckerei geht auf ihre Initiative zurück. Der 1773 von Papst Clemens XIV. verbotene Orden durfte auf Betreiben des Patriziats unter der Führung von Philippe de Gottrau ab dem 15. September 1818 in die Stadt zurückkehren und machte sie zu einer Hochburg der Restauration. Damit wurde auch Neuerungen aufgeschlosseneren Geistlichen, wie dem Franziskanerpater Jean Baptiste Girard, der Einfluss entzogen. Von 1613 an wurde Freiburg Residenz des Bischofs von Lausanne, der sich nach der Reformation von Lausanne zunächst in Evian und nachher im burgundischen Exil aufhielt.

### Neuzeit

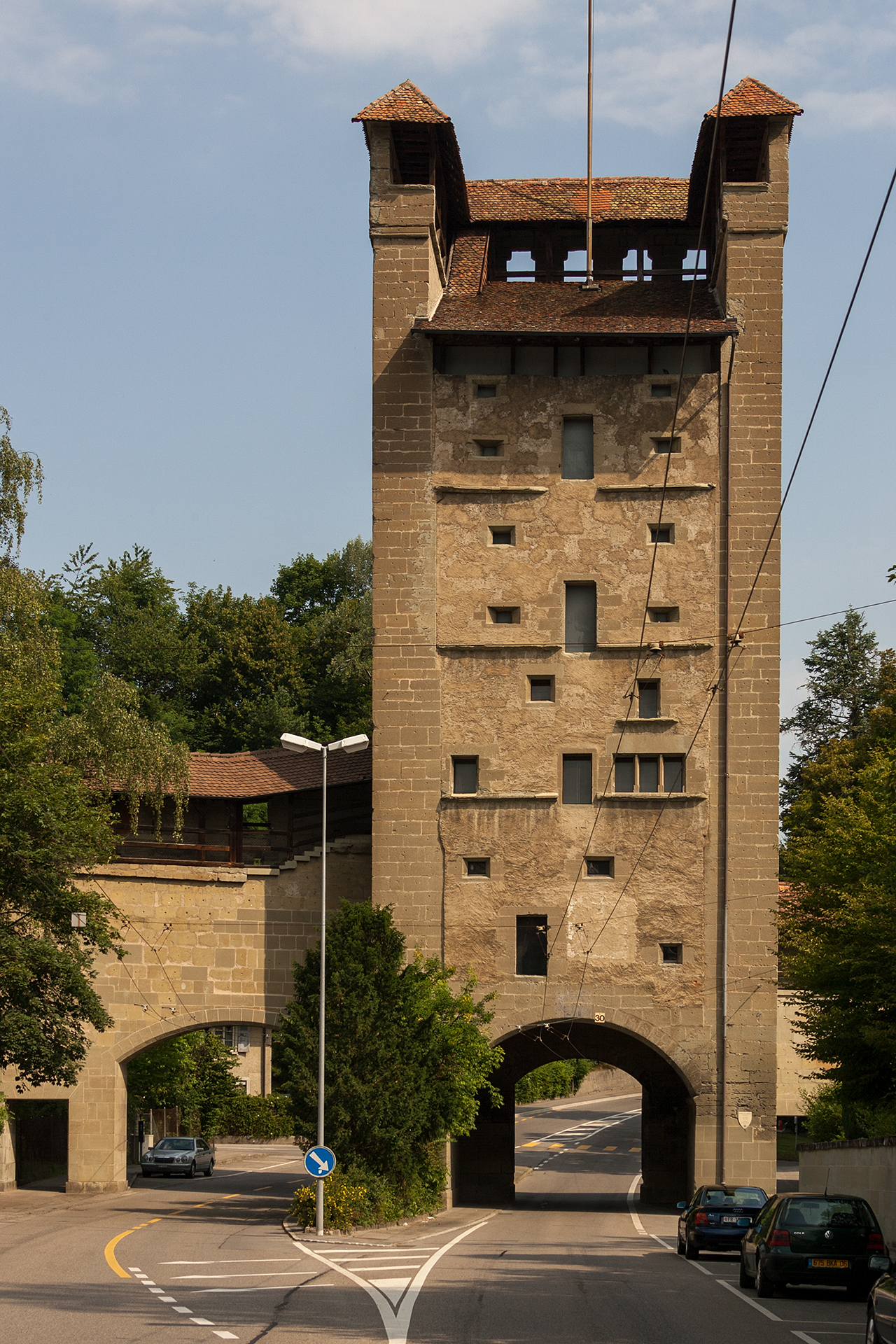
Murtentor

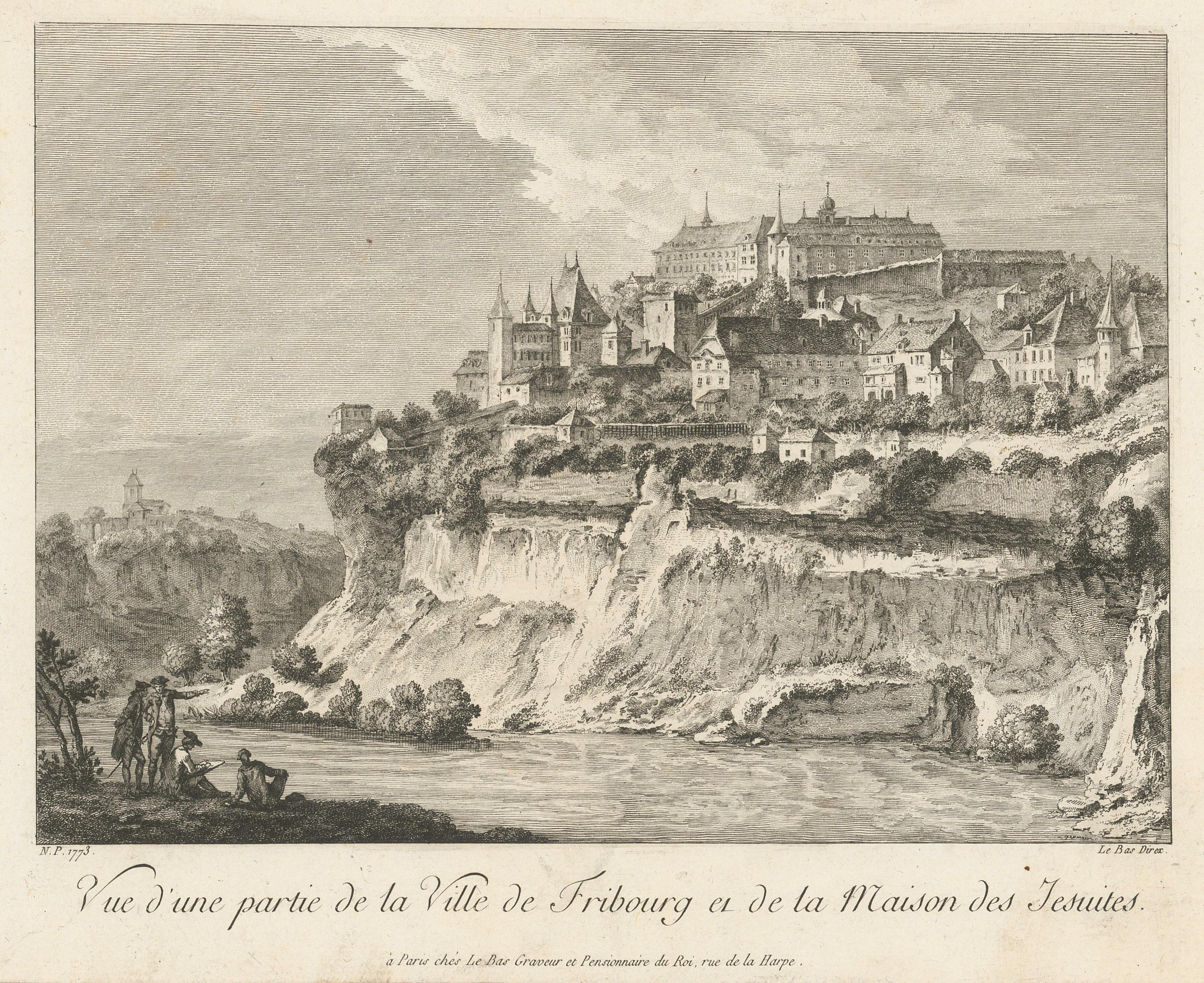
Blick vom Stadtberg auf Freiburg mit dem Jesuitengebäude (ca. 1773)

Kirchturm der Kathedrale, links die Fassade einer Häuserzeile, 1909

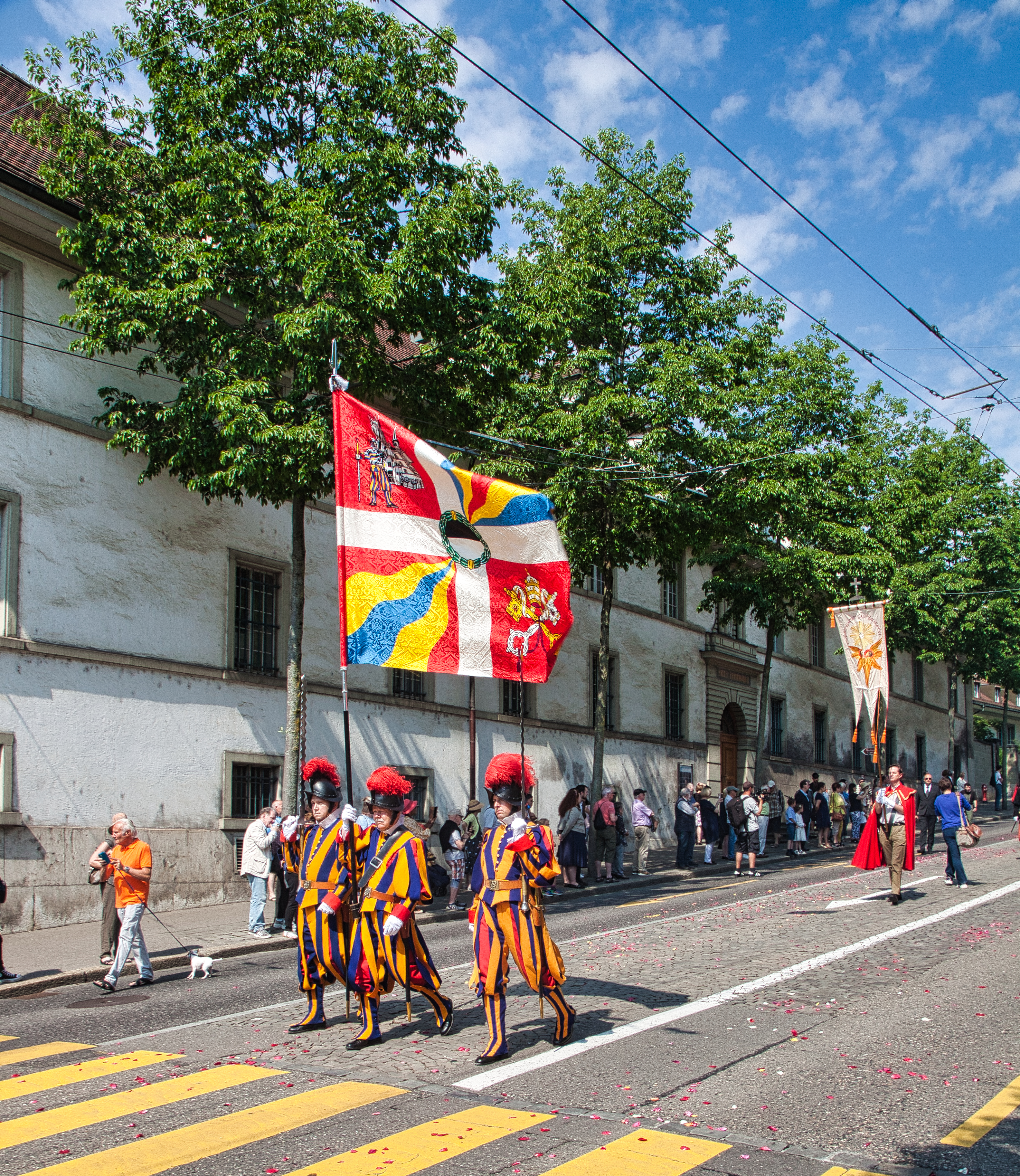
Ehemalige Schweizer Gardisten an der Fronleichnamsprozession 2023

Das strenge patrizische Regime (bestehend aus maximal 60 Familien) bekleidete während fast 200 Jahren sämtliche einflussreichen Posten in der Stadt und spielte die führende Rolle in politischer, wirtschaftlicher, kultureller und sozialer Hinsicht. Mehrfach schlossen sich die unterdrückten Bürger zusammen und probten den Volksaufstand, so auch 1781 unter der Führung von Pierre-Nicolas Chenaux. Mit der von Bern angeforderten Unterstützung konnte der Aufstand niedergeschlagen werden. Die Elite war eng mit der französischen Monarchie verbunden und finanzierte ihren Lebensstil im Wesentlichen mit Pensionen für die Lieferung von Söldnern an die Bourbonen. Die 1792 bei der Erstürmung des Tuilerienpalasts getöteten Schweizer standen unter dem Kommando des Freiburgers Louis Augustin d’Affry. Franz Peter König von Mohr (1594–1647) stellt eine Ausnahme dar: Er stammte aus einer eher bescheidenen Familie, leistete während des Dreissigjährigen Krieges Dienste im kaiserlichen Heer der Habsburger und brachte es zum Schultheissen von Freiburg.
Mit dem Einmarsch der französischen Truppen in die Schweiz wurde 1798 das Ende des Ancien Régime eingeleitet. Freiburg kapitulierte am 2. März und musste seine Herrschaft über die Landschaft niederlegen. Damit war der Weg frei für die Wahl einer Gemeindebehörde, der als erster Stadtammann Jean de Montenach vorstand. Mit der Einführung der Mediationsakte unter Napoleon wurde 1803 die Trennung von Kanton und Gemeinde Freiburg vollzogen. Am 28. Juni 1803 wurde die Constitutio Criminalis Carolina von 1532, die im Strafrecht z. B. Folter, Vierteilung und Rädern vorsah, welche in der Helvetik verboten worden waren, auf Druck der Konservativen wieder eingeführt.
Die Stadt war Hauptort des Bezirks und des Kantons sowie zwischen 1803 und 1809 alternierend eine der Hauptstädte der Schweiz. Das gesellschaftliche Leben der reichen Oberschicht spielte sich im Sommer auf ihren Lustschlössern und im Winter in den Wintergesellschaften der Zünfte und den Zirkeln ab: In der aristokratischen Grande Société ab 1802, im liberalen Cercle littéraire et de commerce ab 1816, und später auch im liberal-konservativen Cercle de l’Union (1841) und konservativen Cercle catholique (1875). Der Unterschicht standen zahlreiche Wein- und Schnapsschenken offen, in denen häufig auch die für illegal erklärte Prostitution von Frauen und Mädchen aus der von Armut geprägten Freiburger Unterstadt geduldet wurde.
Die Jahre 1816 und 1817 brachten Missernten und wachsendes soziales Elend. Gleichzeitig stieg – trotz Repression und Bespitzelung – die Angst vor einer Revolution, wie sie mehrere Freiburger Offiziere in Paris aus nächster Nähe miterlebt hatten. Das Patriziat suchte daher die Verständigung mit dem Titularkaiser Brasiliens, dem portugiesischen König Johann VI. und einigte sich mit dem an katholischen Einwanderern interessierten Regenten 1818 auf die Gründung der Kolonie Nova Friburgo. 830 Freiburger verliessen am 4. Juli des folgenden Jahres, zusammen mit weiteren Schweizern (rund 500 Bernern, 160 Wallisern, 140 Aargauern und Luzernern), das Land in Richtung Brasilien. Jedoch starb auf dem Weg in die neue Kolonie rund ein Fünftel dieser Auswanderer an Typhus, Malaria und weiteren Krankheiten. Die Auswanderung, später auch nach Argentinien und Chile, war ein soziales Ventil, das die wirtschaftliche Entwicklung hemmte. Noch 1845 war jeder vierte Beschäftigte in Freiburg ein Dienstbote oder eine Dienstmagd. Viele Einwohner zogen auch in stärker industrialisierte Gegenden der Westschweiz. Nova Friburgo ist heute eine Partnerstadt von Freiburg.
1814 kam die alte patrizische Herrschaft nochmals an die Macht und regierte die Stadt während der Restaurationszeit und bis zur Abschaffung des Patriziats unter dem späteren Schultheiss Joseph de Diesbach-Torny 1830. Danach wurde das Regime durch eine liberalere Kantonsverfassung abgelöst und 1831 der deutschsprachige Sensebezirk, wo die Bauern weiterhin den Stadtherren pachtpflichtig blieben, politisch eigenständiger. 1830 wurden die Schweizer Regimenter im Dienst Frankreichs aufgelöst, worauf sich viele Freiburger ab 1831 der Fremdenlegion anschlossen. Freiburg, das sich als Stadt und Kanton am Sonderbund beteiligte, war einer der Schauplätze des Sonderbundskrieges und musste am 14. November 1847 kapitulieren. Die Jesuiten, die aus liberaler Sicht Agenten des Vatikans und konservativer Mächte – wie beispielsweise Österreich – waren, wurden ausgewiesen, ihre Güter verstaatlicht und ihr äusserst profitables Pensionat geplündert. Am 22. April 1853 versuchten mehrere hundert katholisch-konservative Bauern unter der Führung des ehemaligen Lehrers Nicolas Carrard einen Putsch gegen die liberale Regierung von Julien Schaller, der mit dem Tod Carrards und 13 weiteren Aufständischen endete. Ab 1848, mit der neuen Bundesverfassung und der Änderung der Kantonsverfassung 1857, hatte in Freiburg jeder niedergelassene Schweizer Bürger das Recht, an Wahlen teilzunehmen.
Vom 2. Februar bis 15. März 1871 wurden 3700 internierte französische Angehörige der Armée de l’Est, die sogenannten Bourbakis, in Freiburg einquartiert und gepflegt. Dazu kamen 628 Pferde, die in der Stadt und Umgebung untergebracht wurden. 81 Internierte überlebten die Strapazen nicht. Für sie wurde in den Neigles ein Friedhof errichtet. Oswald Corvinus Szymanowski, Sohn eines Polen, der nach dem polnischen Novemberaufstand von 1830 in die Schweiz geflüchtet war, leistete vorbildliche und grosszügige Hilfe, der sich auch die Bevölkerung anschloss. Dass die Schweiz einer fremden Armee ein Refugium gewährte, indem sie sie internierte, half ihr international, die «bewaffnete Neutralität» zu definieren und ermöglichte der jungen Schweiz, sich als humanitäres Land zu profilieren. 1878 fand die Tagung der Juraföderation in Freiburg statt, wenn auch marginalisiert, war die Arbeiterbewegung nicht völlig abwesend. 1902 streikten rund 350 Bauarbeiter.
Das kantonale Frauenstimmrecht hat Freiburg erst am 7. Februar 1971 eingeführt, gleichzeitig mit seiner Einführung auf Bundesebene. Seit 1983 gibt es einen kantonalen Beratungsdienst für Familienplanung und Säuglingspflege. Zwei Jahre zuvor waren die gesetzlichen Grundlagen abgeschafft worden, die seit der zweiten Hälfte des 19. Jahrhunderts im Kanton zu einer grossen Zahl administrativer Versorgungen lediger Mütter geführt hatten. Von den Wegsperrmassnahmen betroffen waren auch Kinder politisch Andersdenkender, Arme, Gewohnheitstrinker («buveurs d’habitude») und sogenannte Arbeitsscheue. Die Strafanstalt Bellechasse, im nördlichen Kantonsgebiet, diente den Freiburger Behörden zur Umsetzung dieser Massnahmen, die schweizweit zur Anwendung kamen. Begründet wurde diese Praxis mit dem Schutz der Moral und öffentlichen Ordnung.
Extrem konservative Positionen hielten sich in Freiburg ausgesprochen lange. Von 1856 bis 1966 waren erneut ohne Unterbruch konservative Kräfte an der Macht. Insbesondere die Regierungszeit von Georges Python war von Antiliberalismus geprägt. Dies äusserte sich auch in mehreren Kampagnen gegen die in Freiburg nicht vorhandenen Kommunisten und Freimaurer. Gleichzeitig genoss die Volksschule gegenüber kirchlicher Bildung nur geringe Priorität. Zum Selbstverständnis des als „République chrétienne“ (dt. „christliche Republik“) definierten Kantons Freiburg zählte auch, dass während des Spanischen Bürgerkrieges Geldsammlungen für die Putschisten unter General Franco koordiniert wurden. Später fanden leitende Mitglieder der algerischen OAS in der Stadt Zuflucht, und es wurden Kollaborateuren und Apologeten der NS-Besatzung (Bernard Faÿ, Yves Bottineau) Wirkungsstätten angeboten. Während des Vietnamkriegs führten hunderte Söhne der damals überwiegend französischsprachigen südvietnamesischen Elite ihr Studium in Freiburg fort. Innenpolitisch war Freiburg Hochburg und Anziehungspunkt insbesondere der Walliser Konservativen und brachte mit Jean-Marie Musy und Gonzague de Reynold die lautesten Verfechter des Ständestaats hervor. Seit 1966 ist die Organisation Opus Dei in Freiburg aktiv.

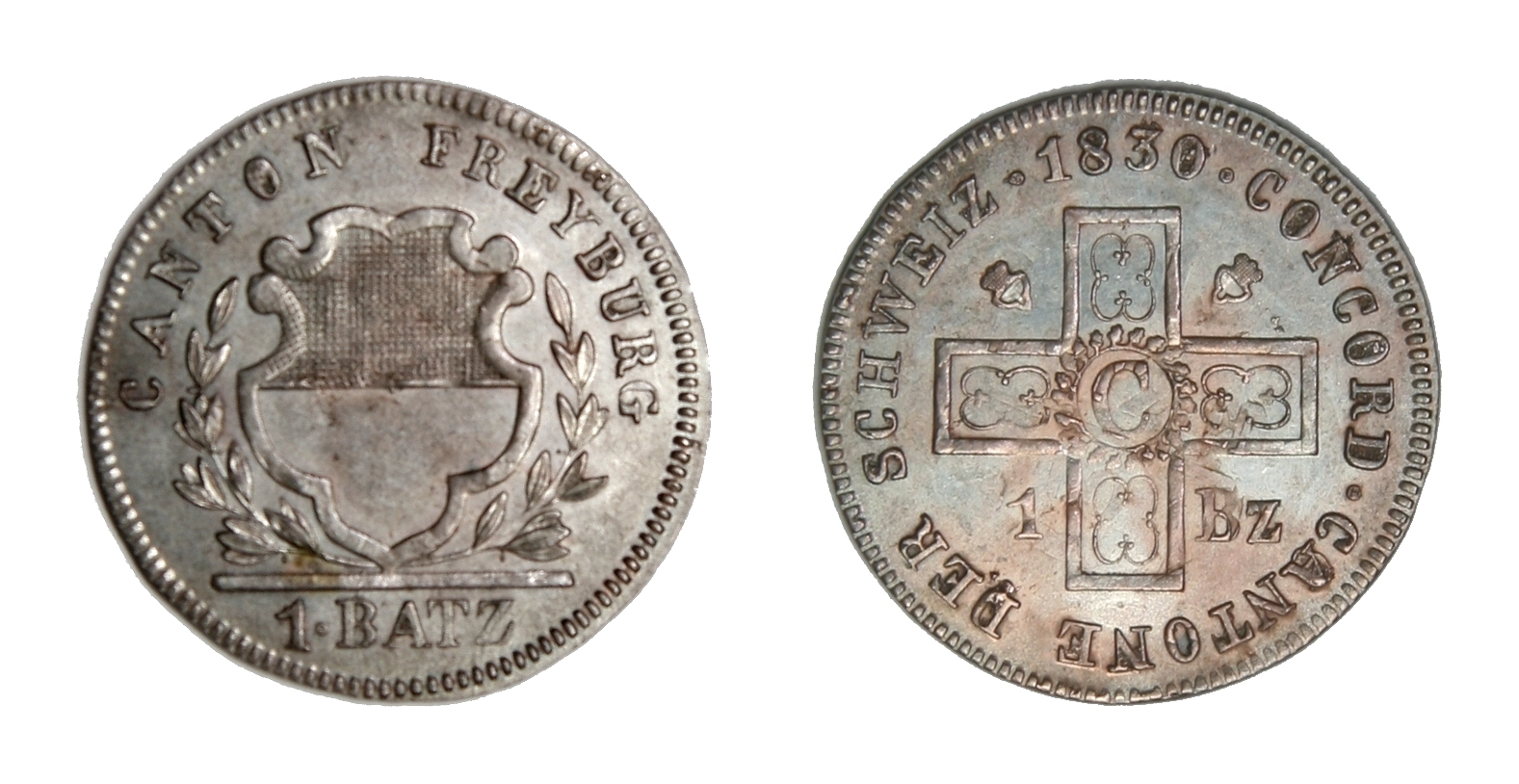
1 Freiburger Batzen von 1830

Ab wurden 1848 die Stadtmauern teilweise abgerissen, neue Brücken überspannten das Saane- und das Galterntal. Der Anschluss an das Schweizer Eisenbahnnetz ab 1862 führte zur Entstehung eines Bahnhofquartiers. Mit der verbesserten Verkehrsanbindung setzte sich auch die Industrialisierung durch. Der Schwerpunkt der Stadt verlagerte sich damit von der historischen Altstadt in das Bahnhofquartier. Gebiete in den Quartieren Pérolles, Beauregard und Vignettaz wurden um 1900 mit Industrieanlagen und Wohnhäusern überbaut. Ein wichtiger Eckpunkt war auch die Eröffnung der Universität 1889.
Zwischen 1950 und 1965 sank der Anteil des Primärsektors (Landwirtschaft) im Kanton von 35,4 % auf 23,2 % der berufstätigen Bevölkerung. Gleichzeitig stieg der Anteil der in der Industrie Beschäftigten von 34,5 % auf 43,6 %. Weitere Impulse im wirtschaftlichen Aufschwung erhielt Freiburg 1971 mit der Eröffnung des ersten Abschnitts der Autobahn A12 von Bern nach Vevey. Der öffentliche Raum wird heute in Freiburg stark von der Konsumgesellschaft, mit mehreren grossen Einkaufszentren in und um die Stadt, und von einem erheblichen Verkehrsaufkommen geprägt. Freiburg behauptet sich heute erfolgreich als Agglomeration zwischen Lausanne und Bern.
Freyburg ist eine frühere Schreibweise des Namens der Stadt.

## Stadtbild und Sehenswürdigkeiten

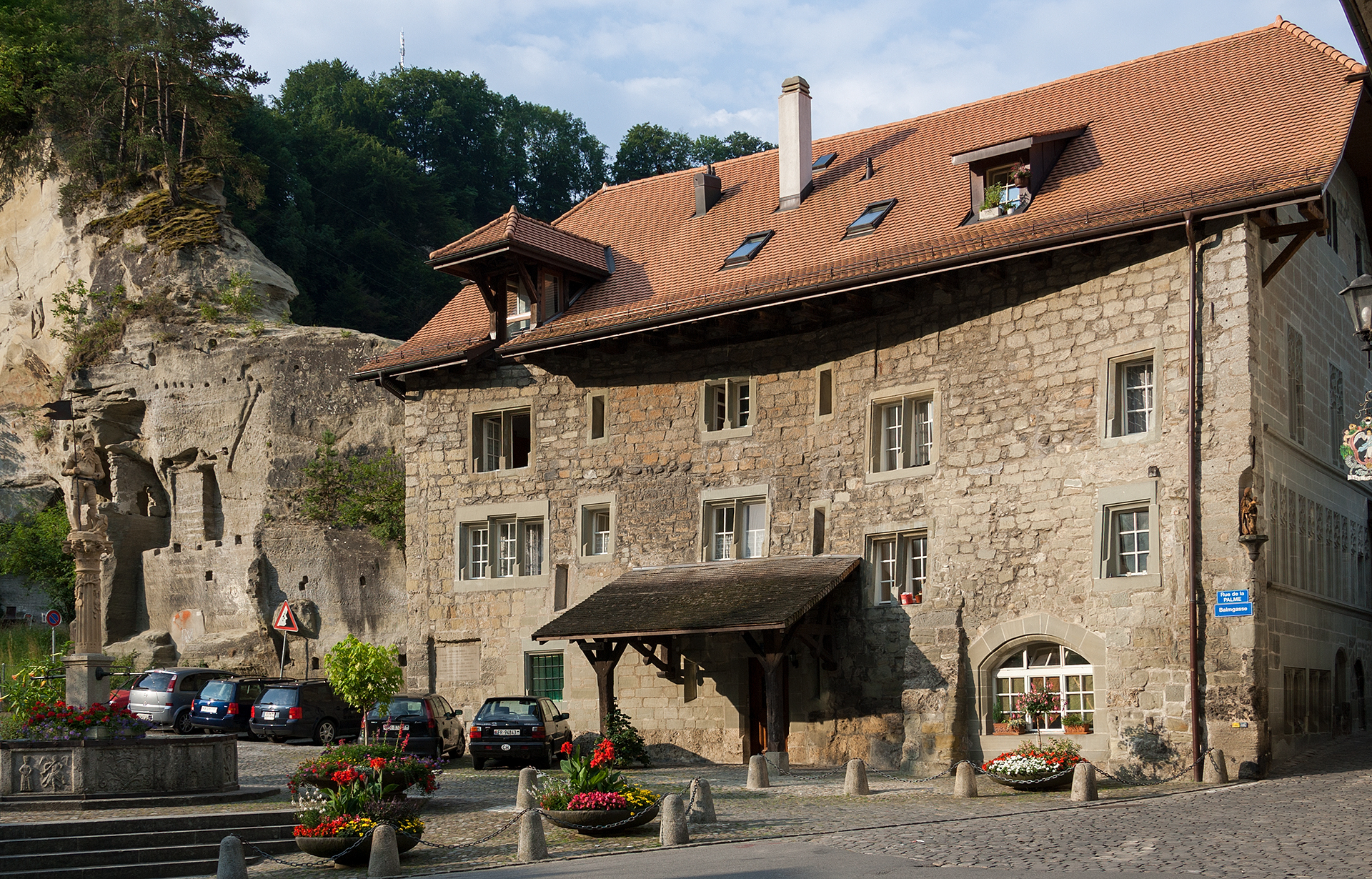
Balmgasse/Schmiedgasse

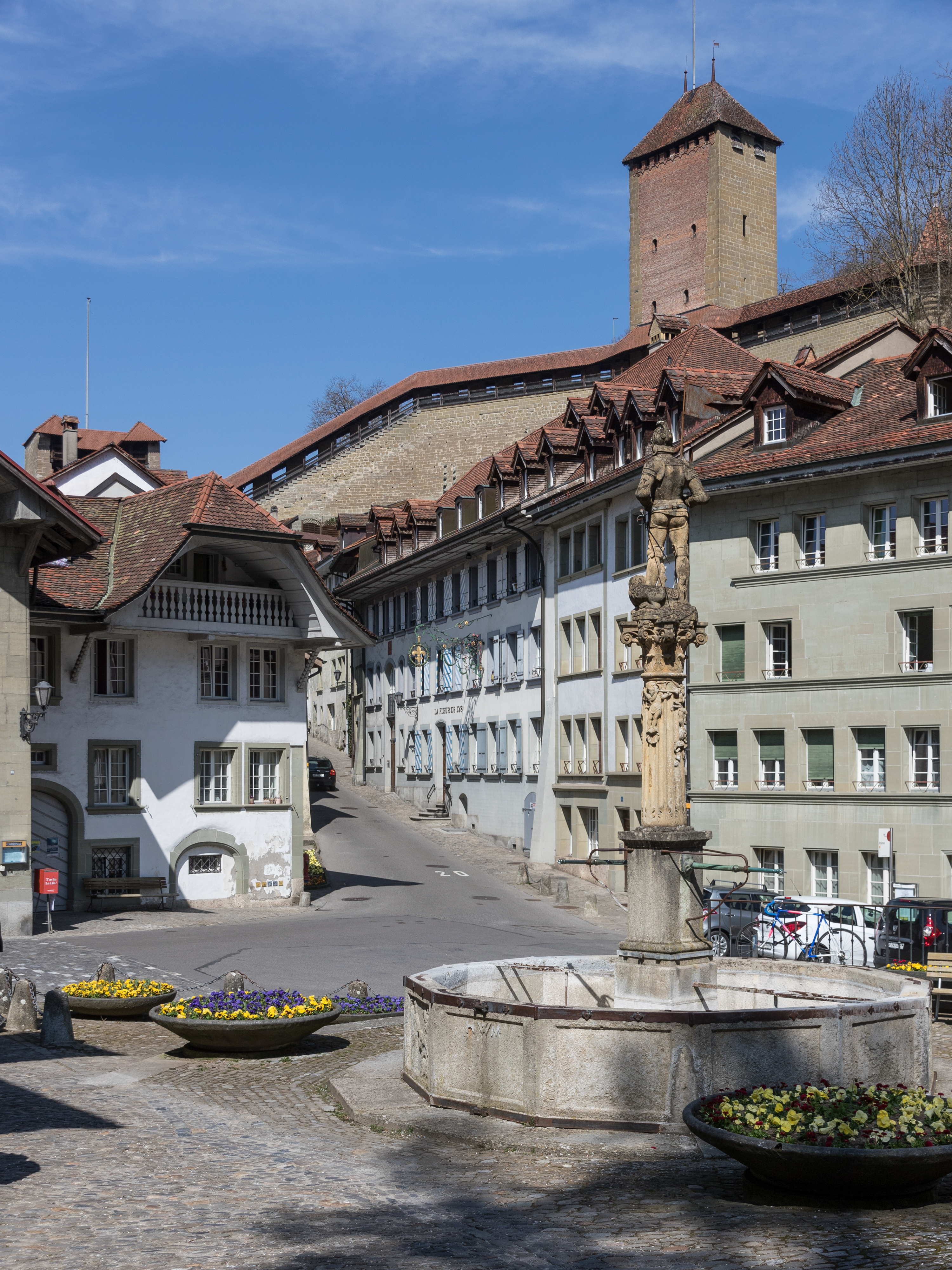
Schmiedgasse, Stadtmauer und Roter Turm

Freiburg konnte seinen alten historischen Stadtkern erhalten. Er zählt heute zu den grössten geschlossenen mittelalterlichen Zentren Europas und liegt auf einem spektakulären Felsvorsprung, der auf drei Seiten von der Saane umflossen wird. Die Bausubstanz stammt zum grossen Teil aus der gotischen Zeit bis zum 16. Jahrhundert; die Häuser bestehen zumeist aus dem regionalen Molasse-Sandstein. Den Kern der Altstadt bildet das Burgquartier, aber noch im 12. Jahrhundert kamen das Auquartier (ebenfalls in der Saaneschlaufe, aber nur rund 10 m über dem Talboden) und zu Beginn des 13. Jahrhunderts der Brückenkopf östlich des Flusses hinzu. Dieser leicht abgewinkelte Stadtgrundriss weist eine Länge von rund einem Kilometer, aber eine Breite von nur etwa 100 bis 200 m auf.
Geschützt war die Stadt durch ein mindestens zwei Kilometer langes Ringmauersystem, das sich gut in die schwierige Topographie einfügte. Wichtige Zeugen dieser mittelalterlichen Militärarchitektur der Schweiz sind neben den erhaltenen Mauerresten auch 14 Türme und ein grosses Bollwerk aus dem 15. Jahrhundert. Das ehemalige Befestigungswerk ist insbesondere im Osten und Süden gut erhalten. Hierzu gehören der Berner Torturm, der Katzenturm, der Rote Turm (aus dem 13. Jahrhundert) und der Dürrenbühlturm. Etwas jünger sind das Murtentor (1410), der Vierpfundturm (Tour des Rasoirs, 1411), die Tour des Curtils novels und der halbrunde Thierryturm (Tour Henri, 1490) bei der Miséricorde im nördlichen und westlichen Teil der Stadt.

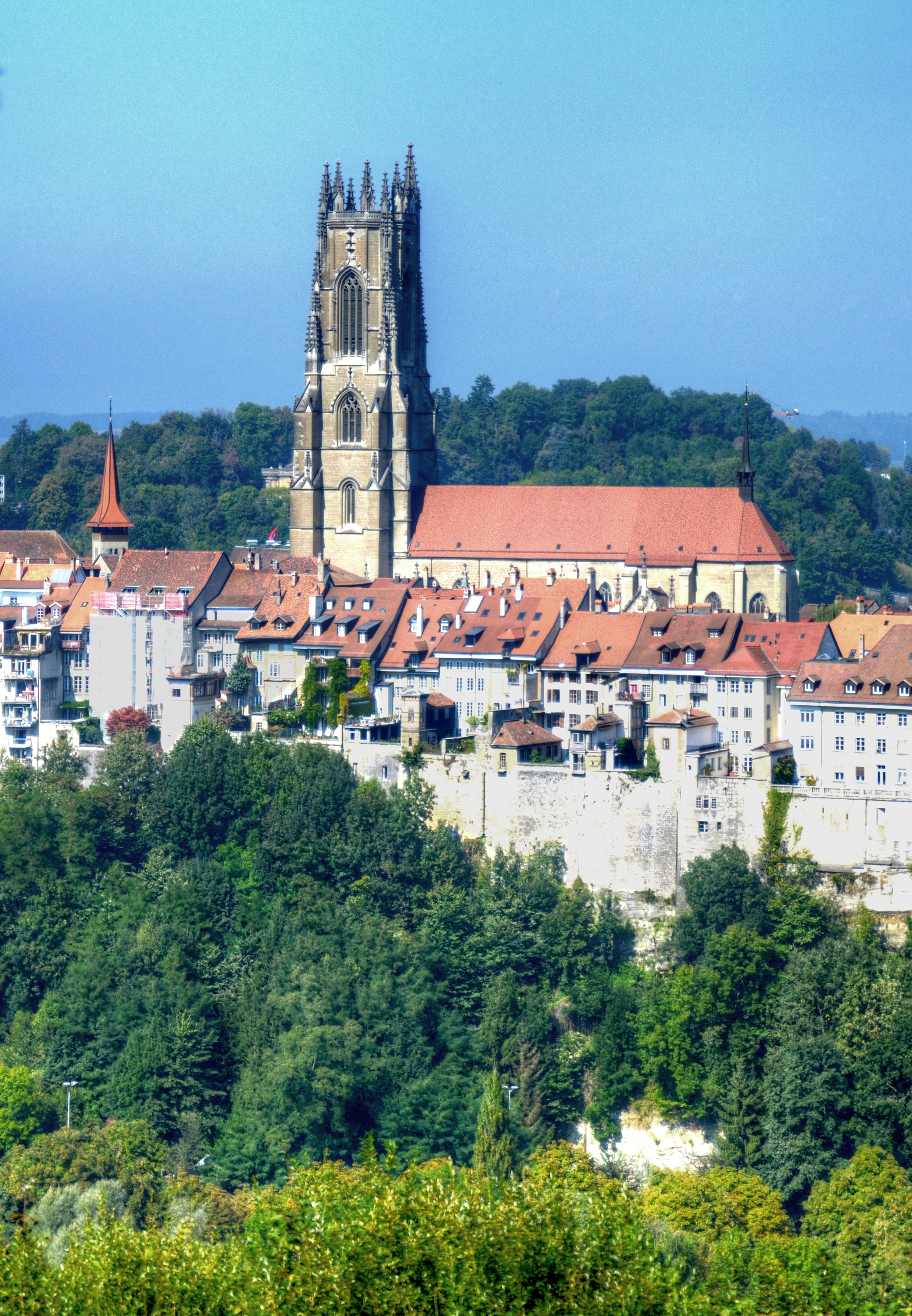
Die Kathedrale von Freiburg

Herausragendes Bauwerk in der Altstadt von Freiburg ist die Kathedrale Sankt Nikolaus. Sie wurde ab 1283 in mehreren Etappen bis 1490 an der Stelle eines romanischen Gotteshauses erbaut.
Im Burgquartier befinden sich zahlreiche weitere bedeutende Bauwerke. Das Rathaus (Hôtel de Ville) wurde von 1501 bis 1522 an der Stelle der ehemaligen, im 15. Jahrhundert zerstörten zähringischen Burg erbaut. Sein Uhrturm wurde im 16. und 17. Jahrhundert mehrfach verändert. Gleich nebenan steht das in einer Stilmischung von Barock und Klassizismus gehaltene Stadthaus von 1731. Auch die Staatskanzlei (1734–1737) zeigt dieselben Stilformen und ein skulptiertes heraldisches Motiv über dem Hauptportal. Der Rathausplatz mit dem Georgsbrunnen (Brunnenfigur von 1525) wird auch von der Gendarmerie, einem Gebäude im Stil Louis-seize von 1783 gesäumt. Das Postgebäude von 1756–1758 zeigt den Louis-XV-Stil. In der Hauptstrasse (Reichengasse, französisch Grand-Rue) wurde und wird immer noch der Markt abgehalten. Die Strasse wird von einer beeindruckenden Häusergruppe aus dem 16. bis 18. Jahrhundert gesäumt, darunter das Direktionsgebäude der städtischen Behörde mit Stilformen aus Gotik und Renaissance, das Haus Castella (1780) und das spätgotische Gebäude Les Tornalettes (1611–1613) mit Treppenturm und Eck-Erker. An der Zähringerstrasse stehen das Haus Techtermann, das im Kern aus dem 14. Jahrhundert stammt und damit das älteste Wohnhaus der Stadt ist, sowie das Hôtel Zaehringen aus dem 18. Jahrhundert.

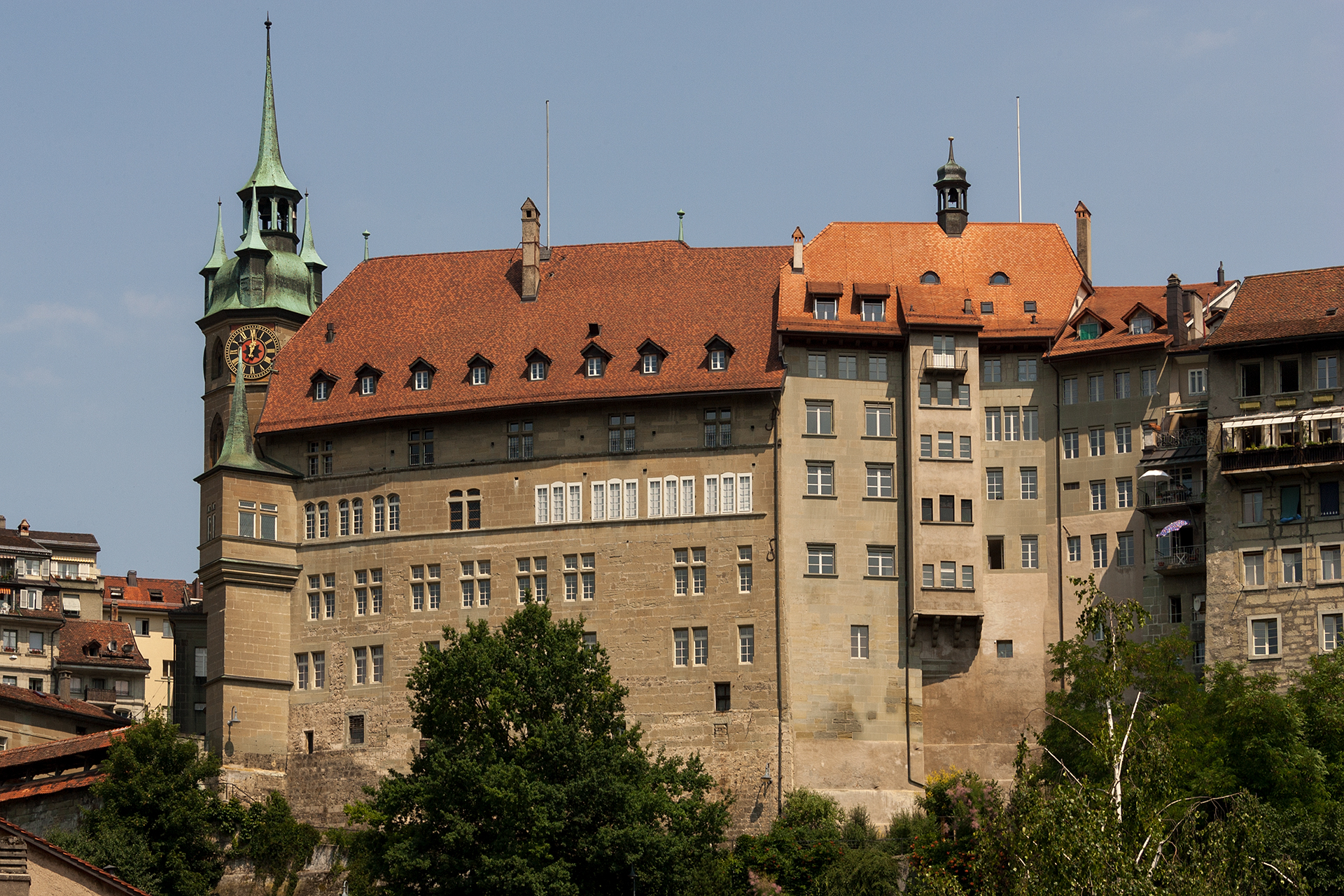
Rathaus

Eine Reihe wichtiger kirchlicher Bauwerke findet man in der Oberstadt, dem ehemaligen Spitalquartier an der Murtengasse. Die dreischiffige Liebfrauenkirche (Notre-Dame) geht im Kern auf das 12. Jahrhundert zurück, wurde aber von 1785 bis 1787 umfassend umgestaltet. Aus dieser Zeit stammt die barock-klassizistische Fassade, während der Glockenturm noch seine ursprüngliche Bausubstanz zeigt und im Unterbau eine romanisch-gotische Kapelle aus dem 13. Jahrhundert birgt. Auch die Franziskanerkirche (ursprünglich von 1281) mit ihrem dreischiffigen gotischen Chor ist sehenswert; das Schiff und die Aussenfassade wurden 1735–1746 erneuert. Zu der reichen Ausstattung gehören das hölzerne Chorgestühl von 1280, das zu den ältesten der Schweiz zählt, sowie ein Hochaltar aus dem 15. Jahrhundert. Im Kreuzgang sind Fresken aus der Zeit um 1440 erhalten. Etwas neueren Datums sind Kloster und Kirche der Visitandinnen, die 1653–1656 errichtet wurden. Bemerkenswert ist hier der Zentralbau der Konventskirche, der von einer oktogonalen Tambourkuppel gekrönt ist. Die Kirche Sankt Michael, die den Jesuiten gehörte, wurde 1604–1613 im spätgotischen Stil erbaut, während das Innere Mitte des 18. Jahrhunderts umgestaltet und mit Rokoko-Dekor versehen wurde. Die Kollegiumsbauten stammen aus der Epoche der Renaissance und wurden zumeist Ende des 16. Jahrhunderts errichtet. Die Ursulinerinnenkirche schliesslich wurde 1677–1679 erstellt.
Zu den bedeutenden profanen Bauten in der Oberstadt gehören der Ratzéhof (im Renaissancestil 1581–1585 erbaut, beherbergt heute das Museum für Kunst und Geschichte), das Schloss La Poya (eine von einem privaten Park umgebene palladische Villa, die 1699–1701 für die Familie Lanthen-Heid errichtet wurde), das Haus Gottrau aus dem 18. Jahrhundert, das bischöfliche Palais (1842–1845) und das vom ausgehenden 17. Jahrhundert stammende ehemalige Bürgerspital.

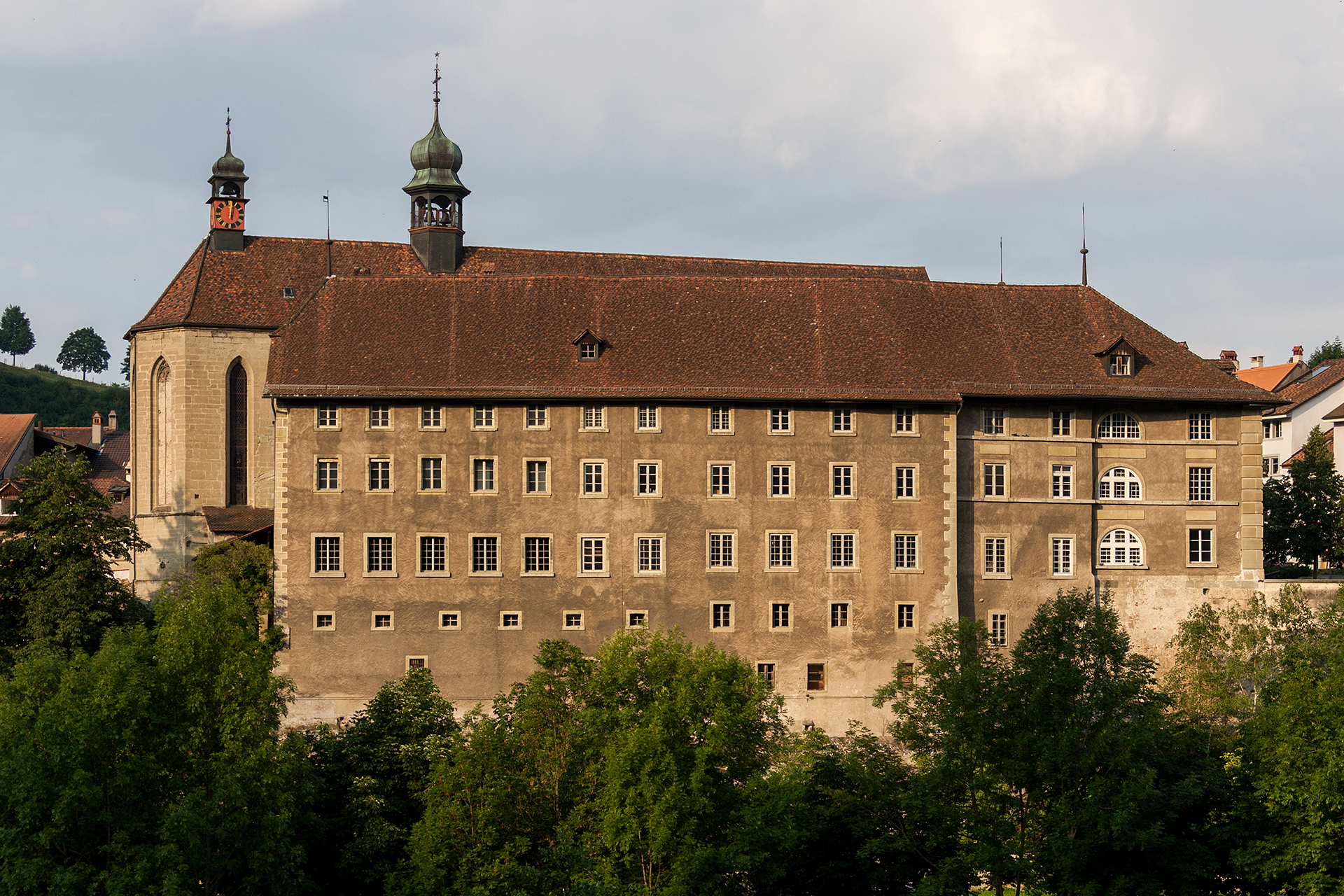
Augustinerkirche

Das Auquartier (französisch Quartier de l’Auge) bildet die südöstliche und auf einem tieferen Niveau liegende Fortsetzung des Burgquartiers. Hier befinden sich das Kloster und die Kirche der Augustiner. Die dreischiffige Kirche Sankt Mauritius mit Polygonalchor geht im Kern auf die Gründungszeit des Klosters im 13. Jahrhundert zurück, wurde aber im 16. und 18. Jahrhundert mehrfach verändert; sie besitzt eine reiche Innenausstattung, darunter einen Hochaltar mit geschnitztem Retabel (1602) und steinerne Priestersitze (1594). Die Konventsgebäude stammen zum grossen Teil aus dem 17. und 18. Jahrhundert und dienen als Sitz des kantonalen Dienstes für Denkmalpflege. Bis 2005 war hier das Staatsarchiv untergebracht, das sich heute im Pérollesquartier befindet. Das Auquartier zeichnet sich durch verschiedene gotische und spätgotische Häuser sowie durch mit Brunnen (Samariterbrunnen, Annabrunnen) geschmückte Plätze aus.
Im Talboden der Saane südlich des Burgquartiers befindet sich die Neustadt (Neuveville) mit der Kirche Mariahilf (1749–1762, barocke Innenausstattung) und zahlreichen spätgotischen Häusern.

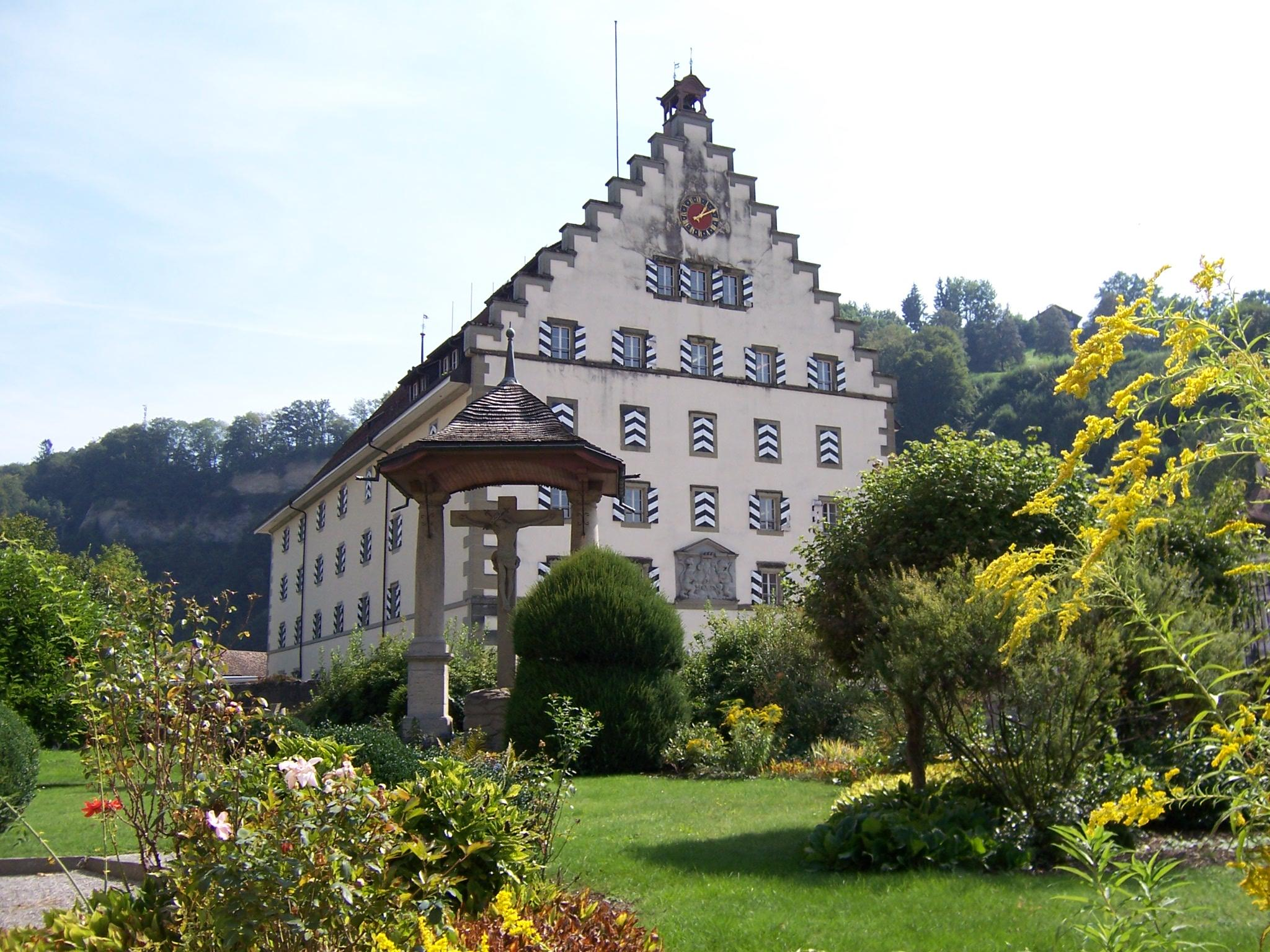
Mattenkaserne von der Pfarrei Sankt Johannes gesehen

Jenseits der Saane, im Mattenquartier (Quartier de la Planche), bildet die Komturei und Kirche Sankt Johannes den Mittelpunkt. Die 1264 geweihte Kirche wurde 1885 und 1951 stark verändert, während die Gebäude der ehemaligen Komturei aus dem 16. und 17. Jahrhundert stammen. Nahebei steht die Kaserne, ein 1708–1709 erbauter Speicher, der 1821 die Funktion einer Kaserne übernahm und dazu umgebaut wurde. Etwas abgeschieden und auf drei Seiten von der Saane umflossen liegt die Zisterzienserinnenabtei Magerau (Maigrauge), die 1255 erstmals erwähnt wurde. Die Kirche hat ihre ursprüngliche Form aus dem 13. Jahrhundert weitgehend bewahrt, die Konventsgebäude wurden nach einem Brand 1660–1666 neu erbaut. Auf dem östlich der Saane liegenden Vorsprung befinden sich das Kloster Montorge (1626 gegründet) mit einer schlichten einschiffigen Konventskirche von 1635, die Loretokapelle (1648 in Anlehnung an Santa Casa di Loreto erbaut) und das Bürglentor (Porte de Bourguillon), dessen Bausubstanz aus dem 14. bis 15. Jahrhundert stammt.
Ausserhalb der Altstadt sind die Bauten der Universität Miséricorde (1938–1941), das Villenviertel mit Jugendstil-Bauten im Gambachquartier und der Betonbau der Christkönigskirche (1951–1953) am Boulevard de Pérolles zu erwähnen. Dort befindet sich auch der Hauptsitz der Freiburger Kantonalbank, der 1979–1982 nach Plänen von Mario Botta errichtet wurde. Nahe der ehemaligen Brauerei Cardinal befinden sich das für die Familie Diesbach von 1508 bis 1522 erbaute Schloss Pérolles und die private Sankt Bartholomäuskapelle im gotischen Flamboyant-Stil, die eine Sammlung von Glasmalereien aus der Renaissance von Lukas Schwarz aus den Jahren 1520–1523 birgt. In Bourguillon (Bürglen) steht die einschiffige Kirche Notre-Dame, die 1464–1466 errichtet wurde. Ein Kriegsdenkmal für gefallene Alumni des einstigen Internats Villa Saint-Jean auf dem Cimetière de St-Léonard erinnert an die Schulzeit des Schriftstellers Antoine de Saint-Exupéry in der Stadt.
Freiburg ist zudem für seine zahlreichen Brücken bekannt, die den Lauf der Saane überspannen. Die Bernbrücke, die das Auquartier mit dem Brückenkopf östlich der Saane verbindet, ist eine gedeckte Holzbrücke, die ihre Gestalt 1653 erhielt. Zum Mattenquartier führen vom Auquartier die Mittlere Brücke, eine steinerne Vierbogenbrücke von 1720, und von der Neustadt die Sankt Johannbrücke (1746, ebenfalls mit Tuffsteinquadern). Neben diesen Brücken im Tal besitzt Freiburg drei Hochbrücken. Die seit 2014 autofreie Zähringerbrücke verbindet das Burgquartier direkt mit dem Stadtteil Schönberg; sie wurde 1924 an der Stelle der Hängebrücke von 1834 erbaut, die bis 1849 die weltweit längste ihrer Art gewesen war. Die neue Galternbrücke ersetzte 1960 eine erste Hängebrücke von 1840, überspannt den Galterngraben und verbindet die Stadtteile Schönberg und Bürglen (Bourguillon). Die 1920 erstellte Pérollesbrücke gewährleistet schliesslich eine direkte Verbindung vom Stadtteil Pérolles nach Marly. Mit der Verkehrsentlastung der Innenstadt durch die Poyabrücke ist ein Projekt für die Aufwertung der Altstadt verbunden. Das Studio Montagnini Fusaro in Venedig erhielt den Zuschlag.

## Wappen und Fahne

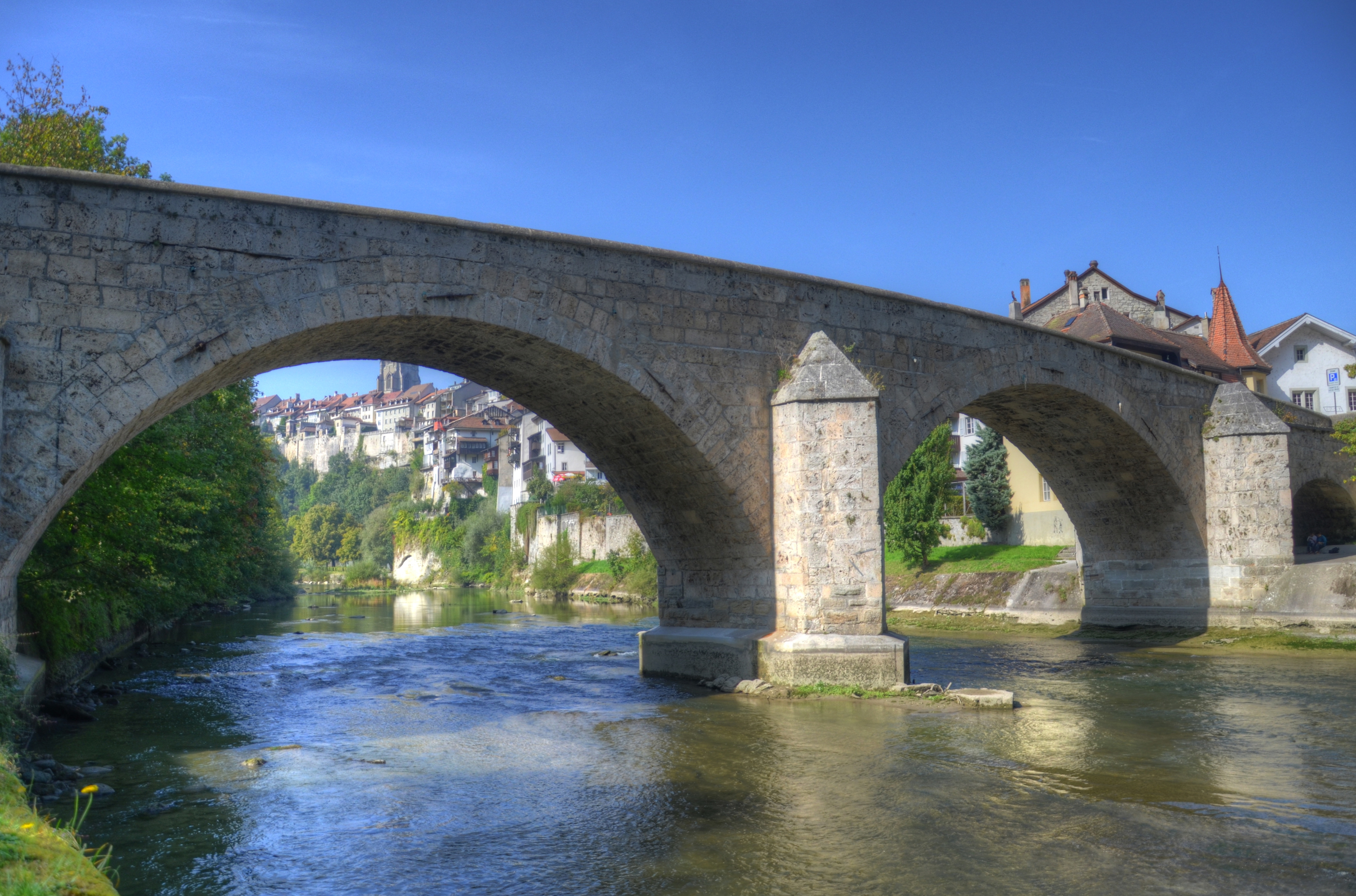
Mittlere Brücke

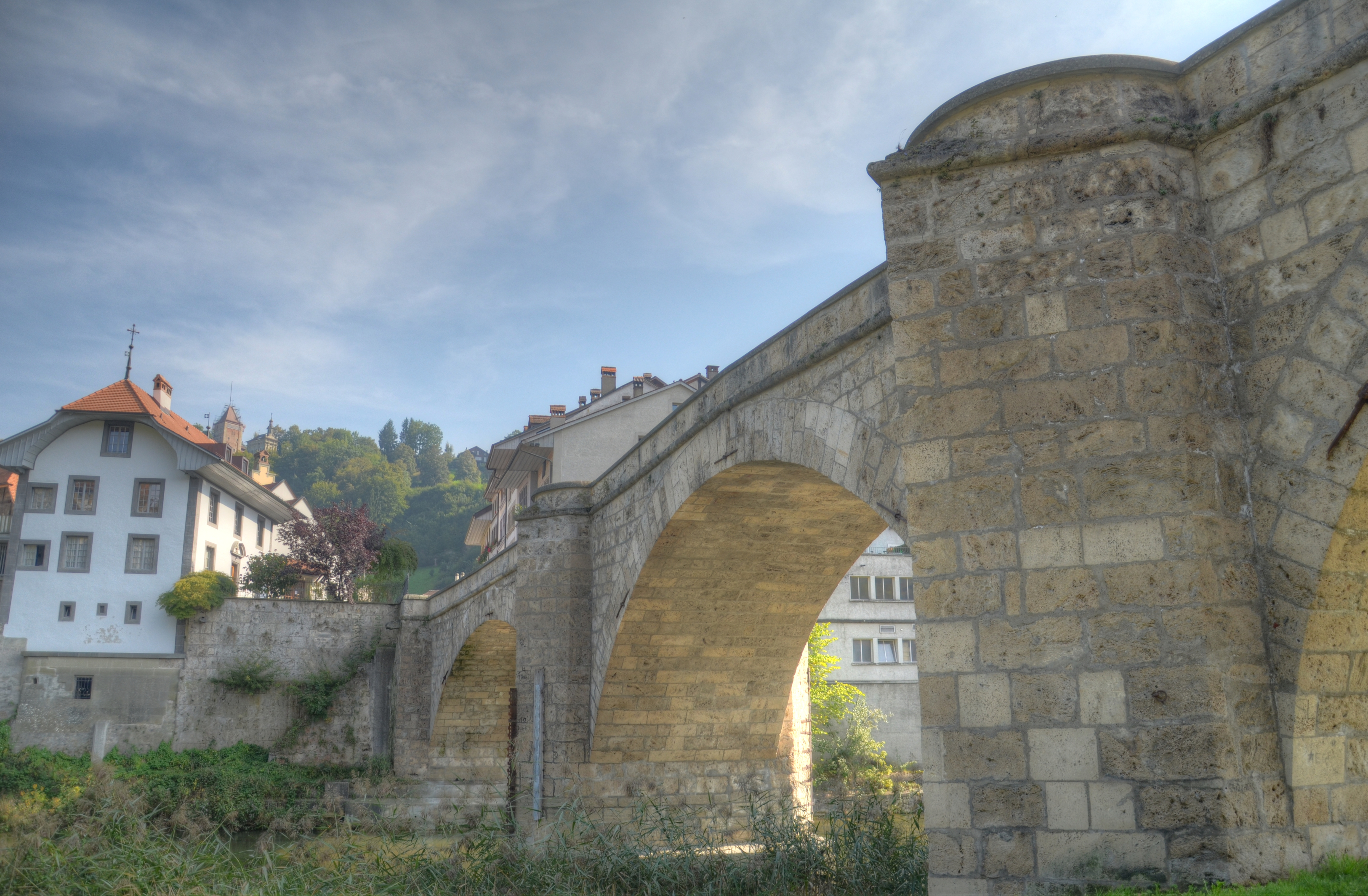
St. Johann-Brücke

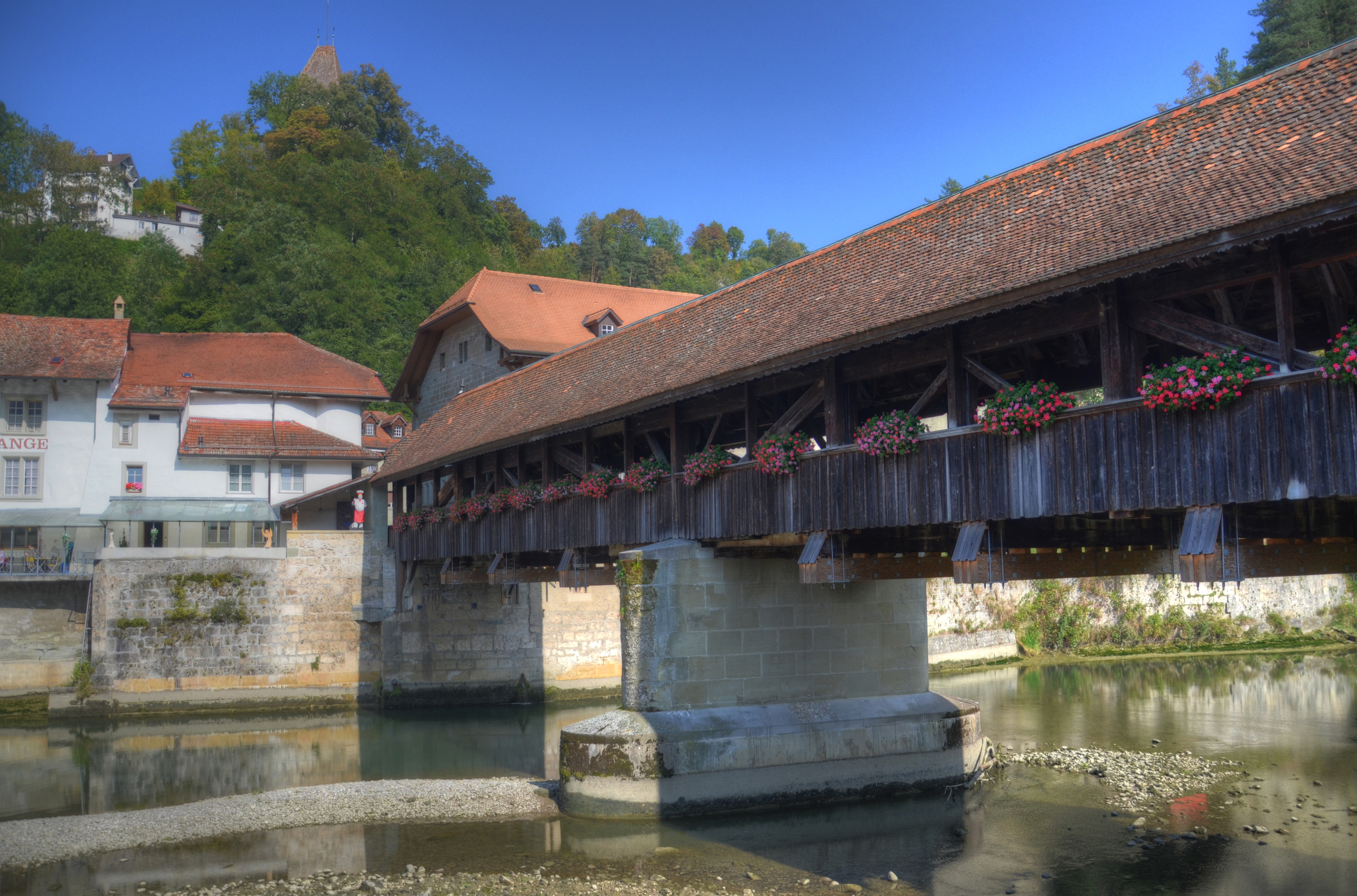
Bernbrücke

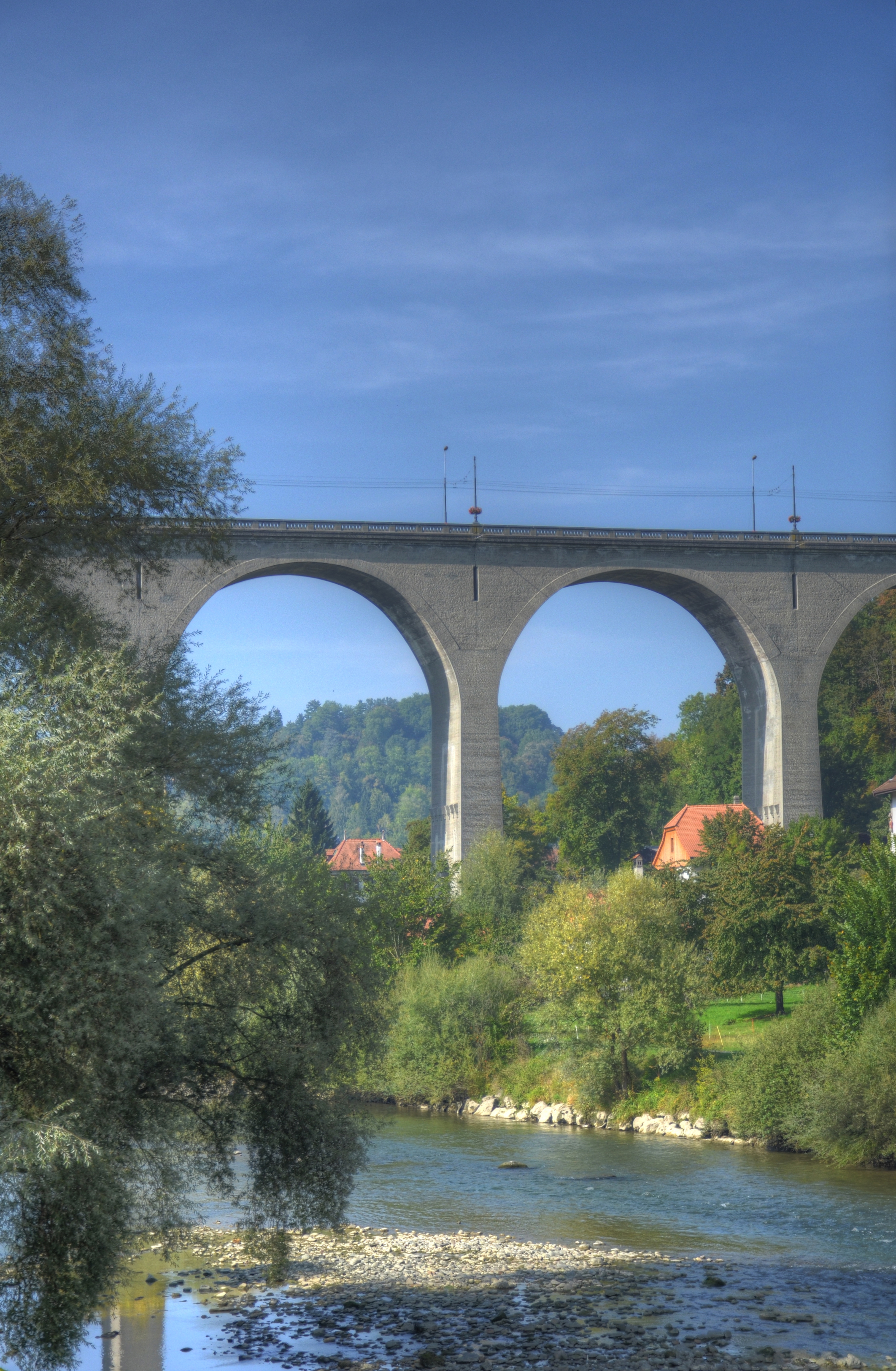
Zähringerbrücke

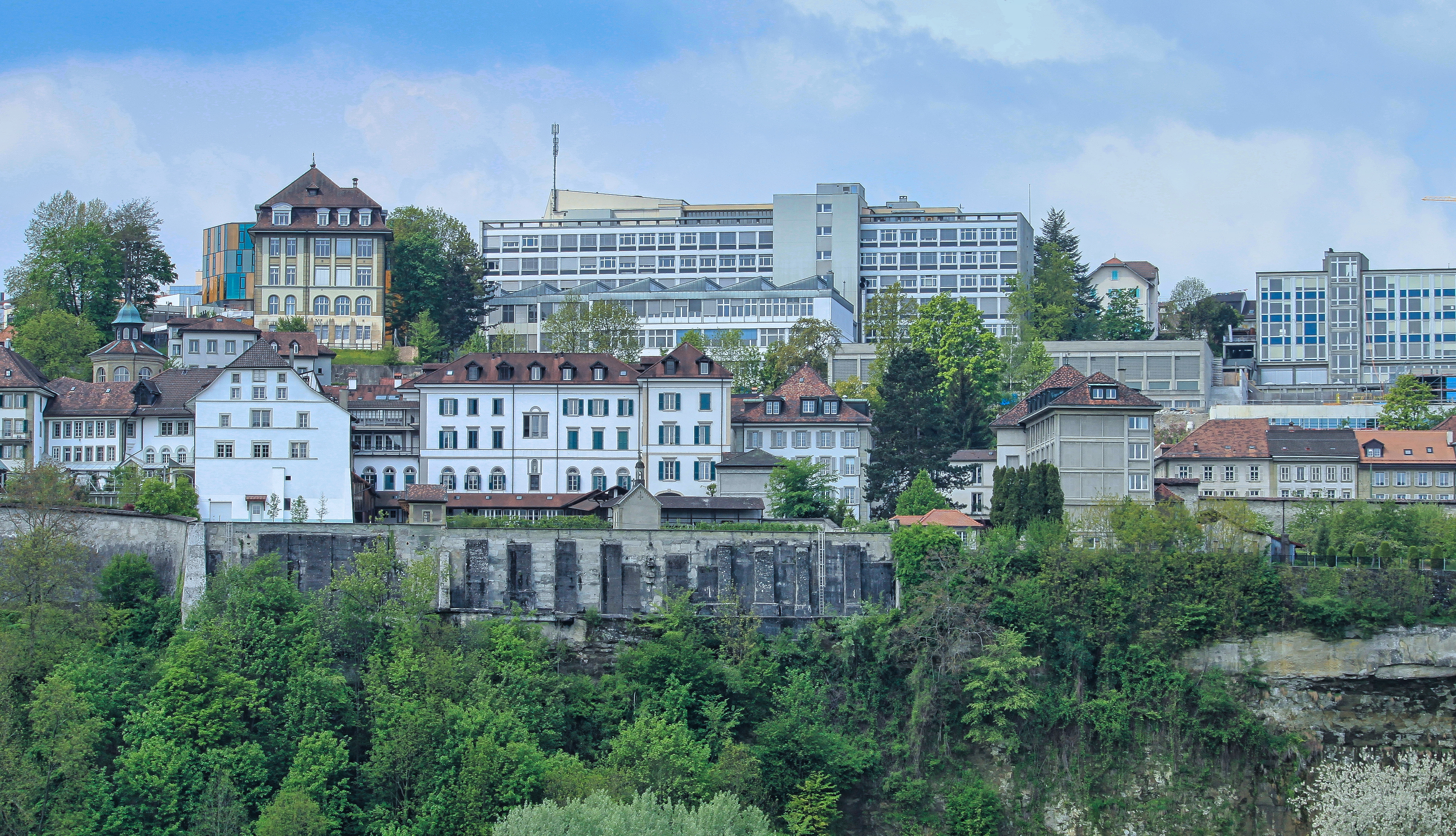
Blick vom Stadtberg auf die Murtengasse, Varis und Derrière-les-Remparts

Das Stadtwappen von Freiburg zeigt in Blau einen Zinnenturm mit links angebauter zinnenbekrönter, in zwei Stufen abfallender Mauer mit einem unten hervorbrechenden halben Ring, alles in Silber. Obwohl bereits seit dem 13. Jahrhundert verwendet im Stadtsiegel geführt, wurde der Zinnenturm erst ab dem 17. Jahrhundert gelegentlich in Wappenform dargestellt, im Geviert mit dem Standeswappen. Die Standesfarben Schwarz und Blau gingen auf diese Darstellungen zurück.
Nach verschiedenen Umgestaltungen wurde das Wappen dann 1803 zum offiziellen Wappen der Stadt Freiburg erklärt. 
Die Standesfarben wurden 1831 von Schwarz und Blau zu Schwarz und Weiss abgeändert.
Gut zu sehen sind die alten Kantonsfarben in der Tracht des Wappens des Sensebezirks sowie in den alten Regimentsfahnen (z. B. Regiment Oberlandrist – Oberer Schrot Düdingen), die alle schwarz-blau geflammten Hintergrund hinter dem eidgenössischen Kreuz hatten. Das doppelt geführte Wappen kann bei dem alten Schild des Gasthofes «Aigle Noir» (Alpenstrasse) in der Freiburger Innenstadt noch besichtigt werden.

## Sport
Der bekannteste Sportverein der Stadt ist der Eishockey-Club HC Fribourg-Gottéron, der in der National League spielt und bisher fünfmal Schweizer Vizemeister wurde. Die Spiele werden in der BCF-Arena (Kapazität: etwa 9000 Zuschauer) ausgetragen.
Der Basketballklub Fribourg Olympic ist ein weiterer Vorzeigeverein. In der Schweiz ist Basketball im Vergleich zu Eishockey und Fussball eher eine Randsportart  – vor allem im deutschsprachigen Teil. Der Publikumsaufmarsch im «Heimstadion» (Sporthalle St. Leonhard, bis 2010 Turnhalle des Kollegiums Heilig Kreuz) von bis zu 3500 Zuschauern wird national auf Klubebene nur noch in Fussball- und Eishockeystadien übertroffen. Auch sportlich (unter anderem 19-maliger Schweizer Meister, 9-maliger Schweizer Cup-Sieger sowie 5-maliger Liga-Cup-Sieger) ist der Verein nationale Spitze.
Der Fussball-Club FC Fribourg spielt in der 1. Liga, der höchsten Amateurklasse. Zudem gibt es den Unihockeyverein Floorball Fribourg, der in der Nationalliga B spielt.
Seit 1933 findet am ersten Sonntag im Oktober der Murtenlauf (Course Morat-Fribourg) statt. Dieser zählt zu den bekanntesten und traditionsreichsten Volksläufen der Schweiz, mit jeweils Tausenden von Teilnehmern. Die Strecke ist rund 17 Kilometer lang, führt von Murten nach Freiburg und wird zum Gedenken an die Schlacht bei Murten gelaufen.
Die Sportinfrastruktur umfasst die Eisbahn St. Leonhard, das Stade Universitaire und diverse weitere Sportplätze, sowie ein kleines Hallenbad und das Freibad La Motta des Architekten Beda Hefti von 1923, das erste Freibad der Schweiz, das weder ein Fluss- noch ein Seebad war. Im August 1928 war es Austragungsort der Schweizer Schwimmmeisterschaften.

## Städtepartnerschaften
- Rueil-Malmaison, seit 10. Oktober 1992.[114]
- Nova Friburgo
- Freiburg gehört zu den zwölf Zähringerstädten, die heute noch eine informelle Partnerschaft pflegen.[115]